# Galerie des Geometridae de France

## Abraxas

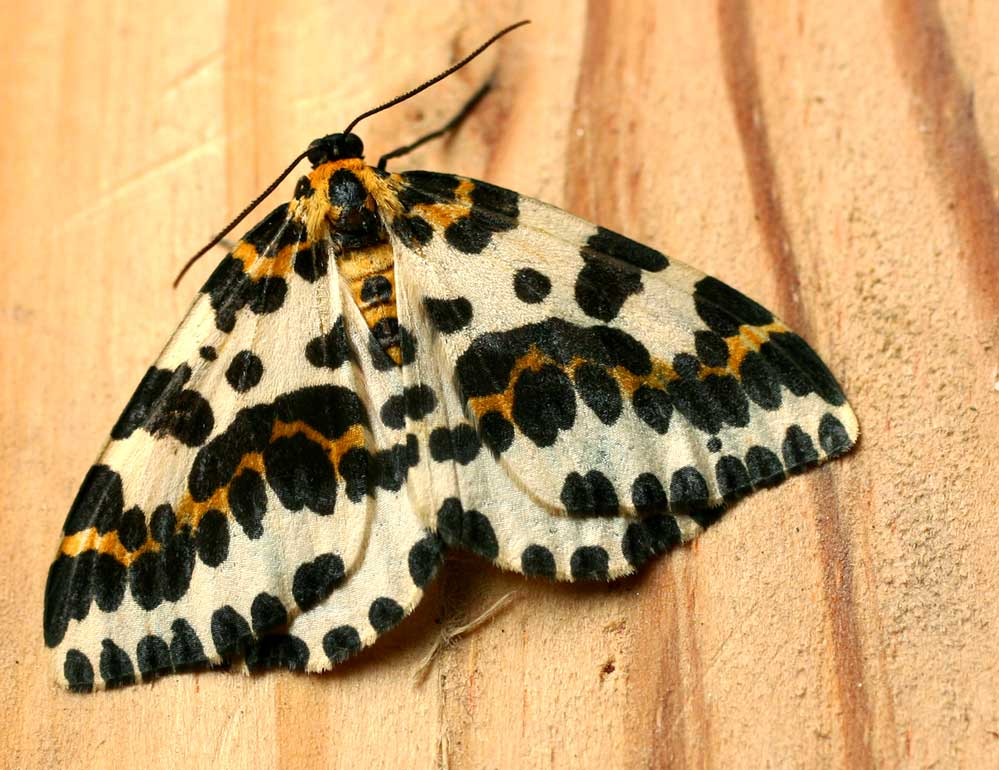
Abraxas (Abraxas) grossulariata (Linnaeus, 1758)
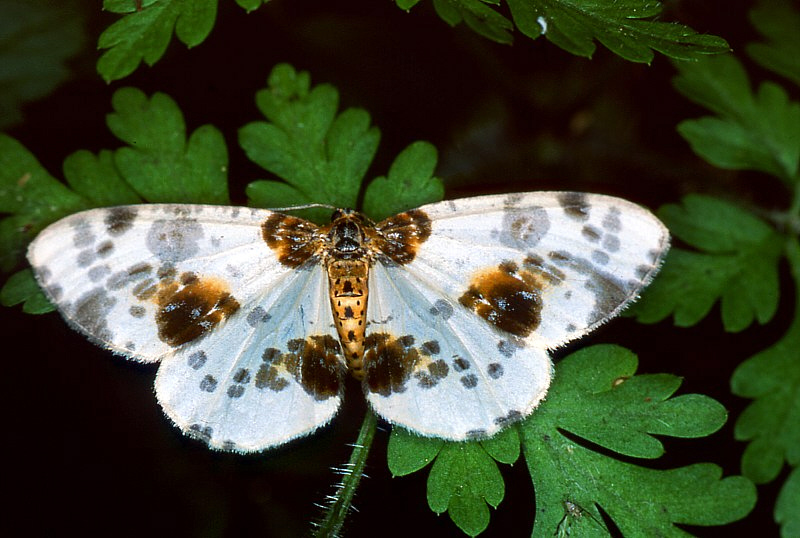
Abraxas (Calospilos) sylvata (Scopoli, 1763)

## Agriopis

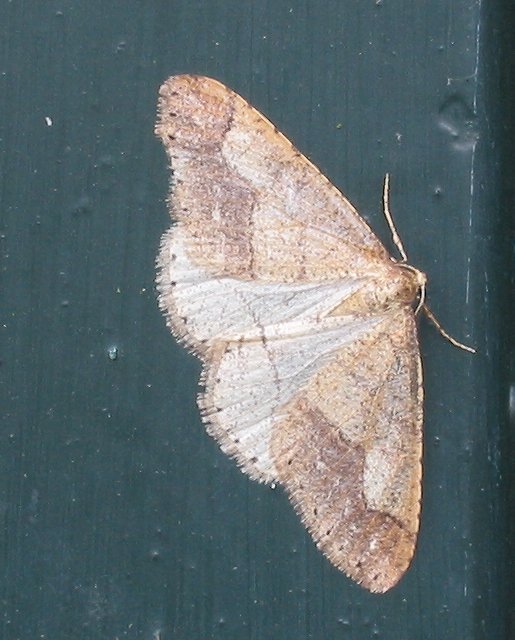
Agriopis marginaria (Fabricius, 1776)

## Angerona

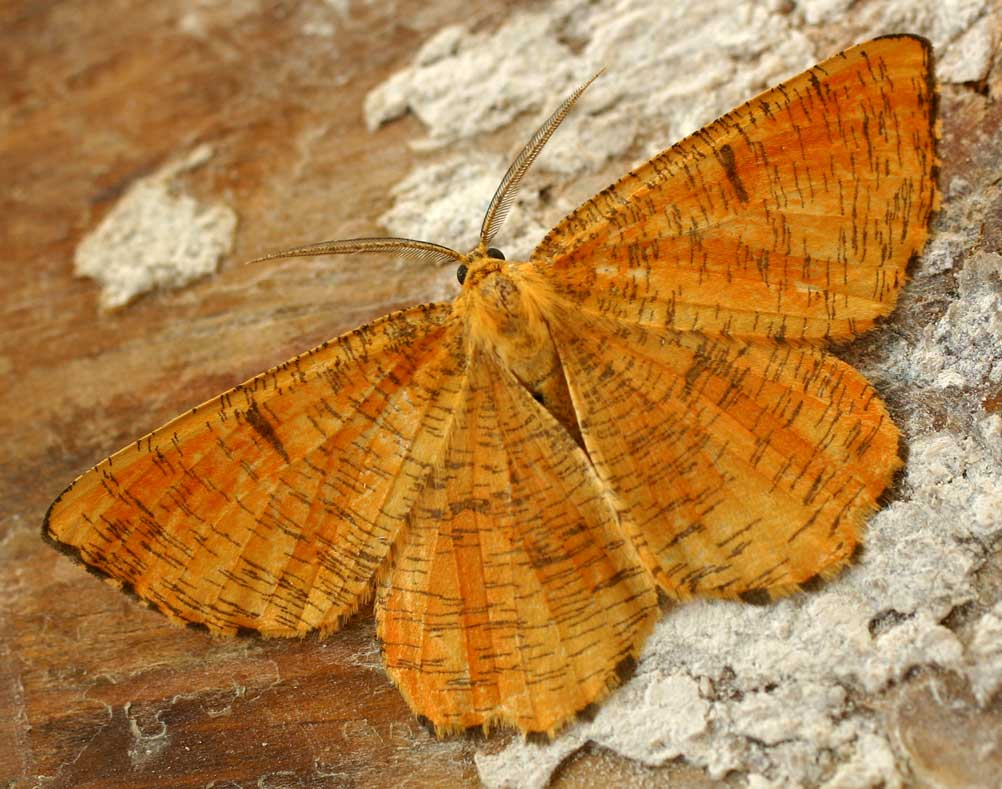
Angerona prunaria (Linnaeus, 1758) type orange
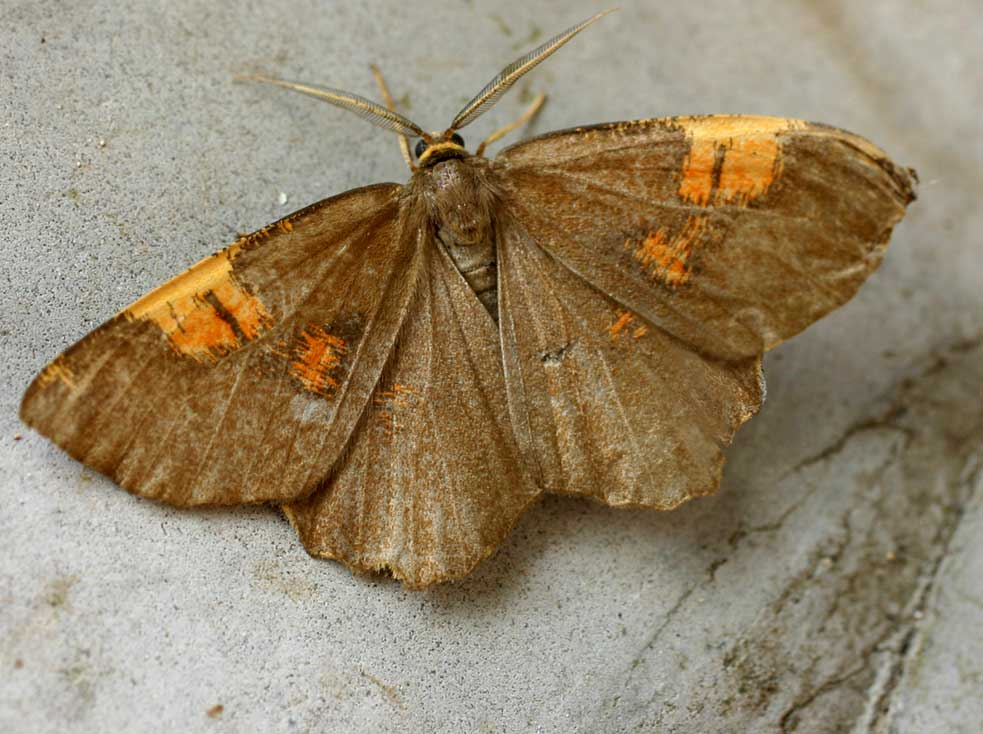
Angerona prunaria (Linnaeus, 1758) type brun

## Apeira

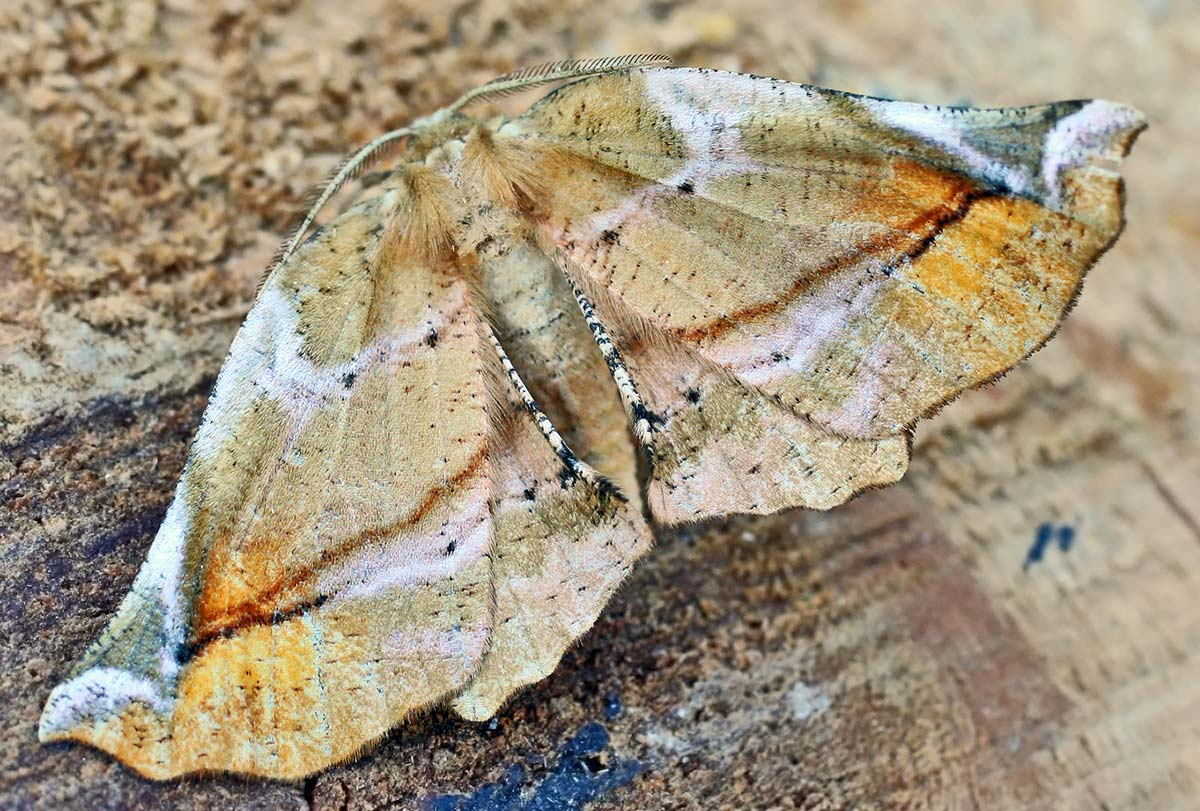
Apeira syringaria (Linnaeus, 1758)

## Aplocera

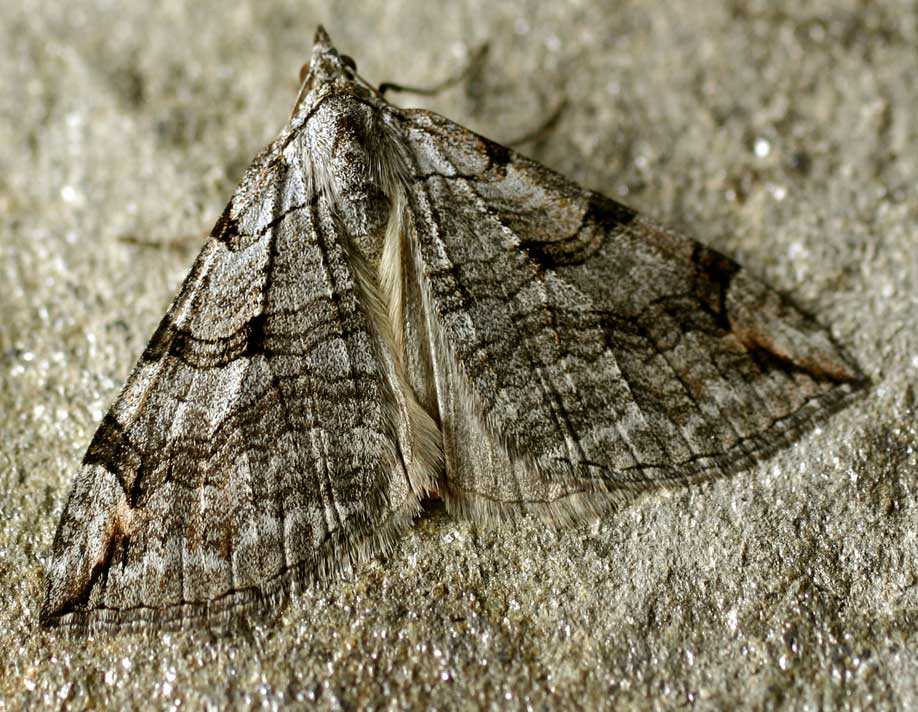
Aplocera plagiata (Linnaeus, 1758)

## Ascotis

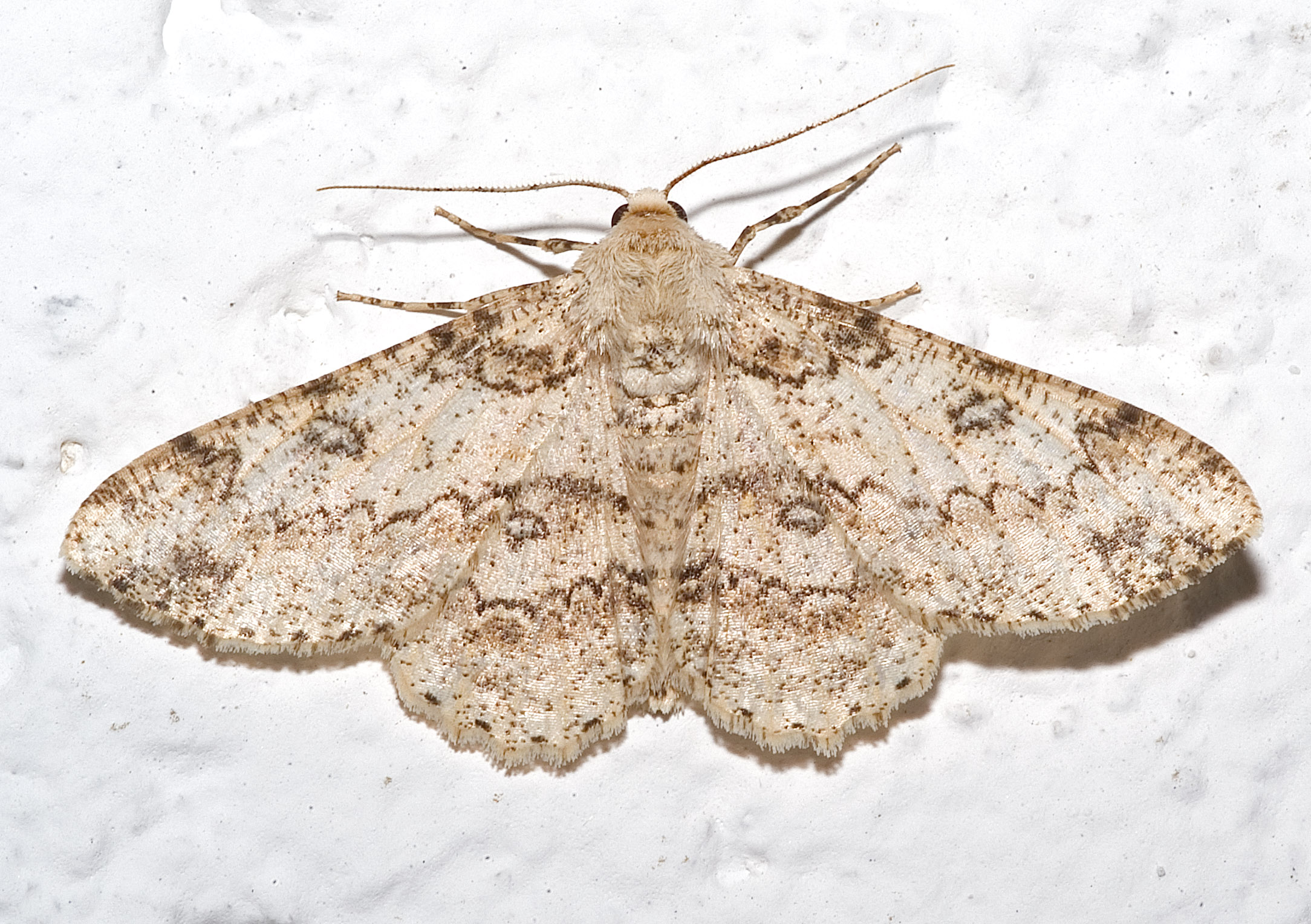
Ascotis selenaria (Denis & Schiffermüller, 1775)

## Biston

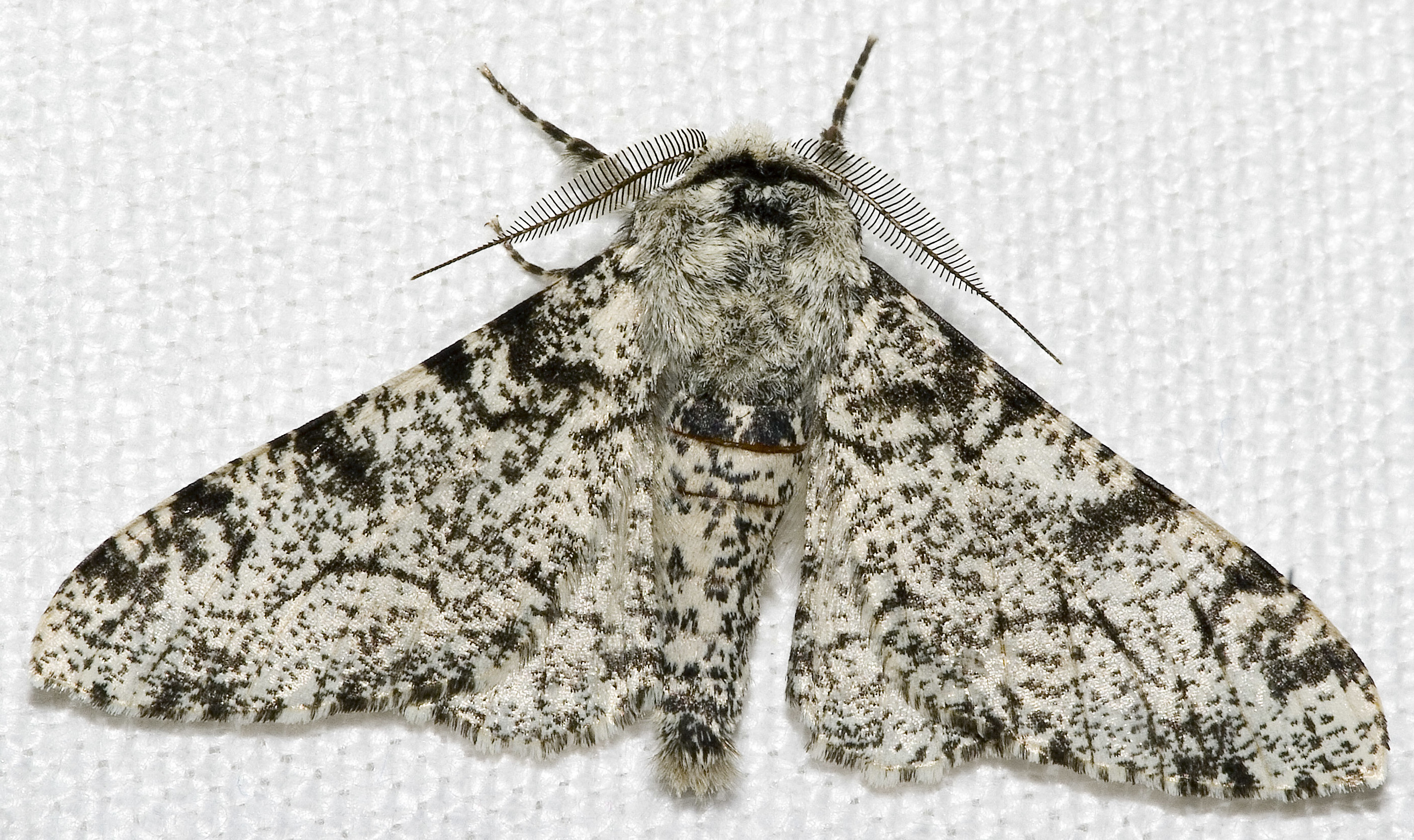
Biston betularia (Linnaeus, 1758)
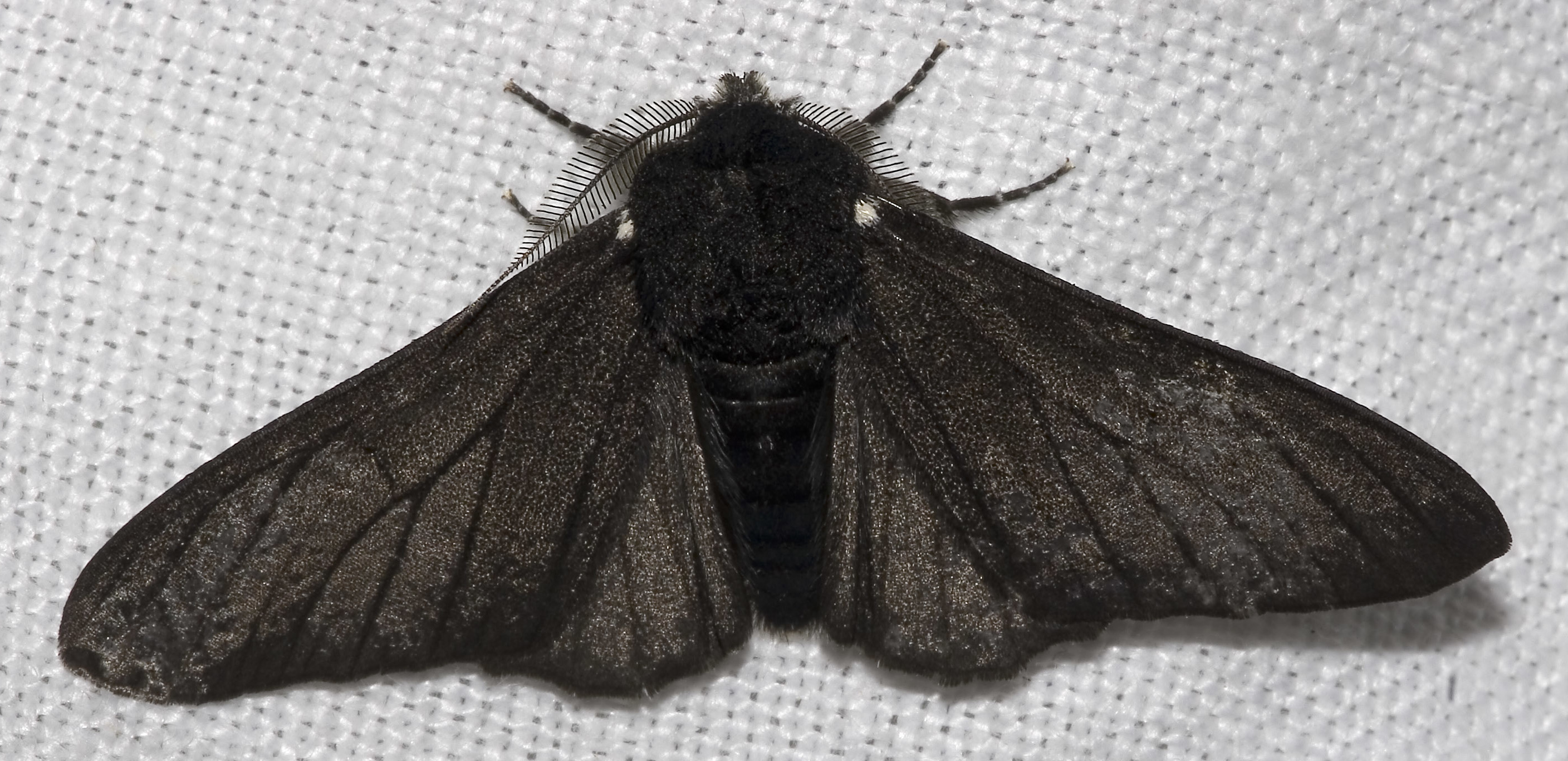
Biston betularia (Linnaeus, 1758) forme carbonaria

## Cabera

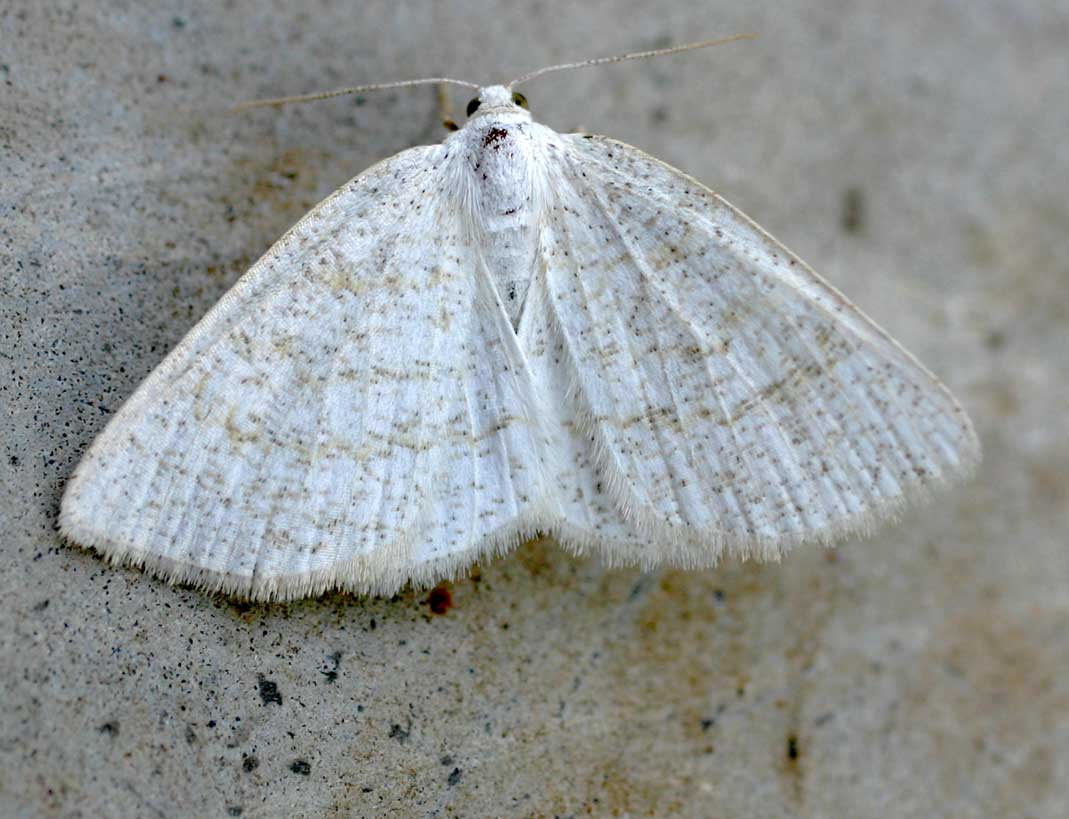
Cabera exanthemata (Scopoli, 1763)
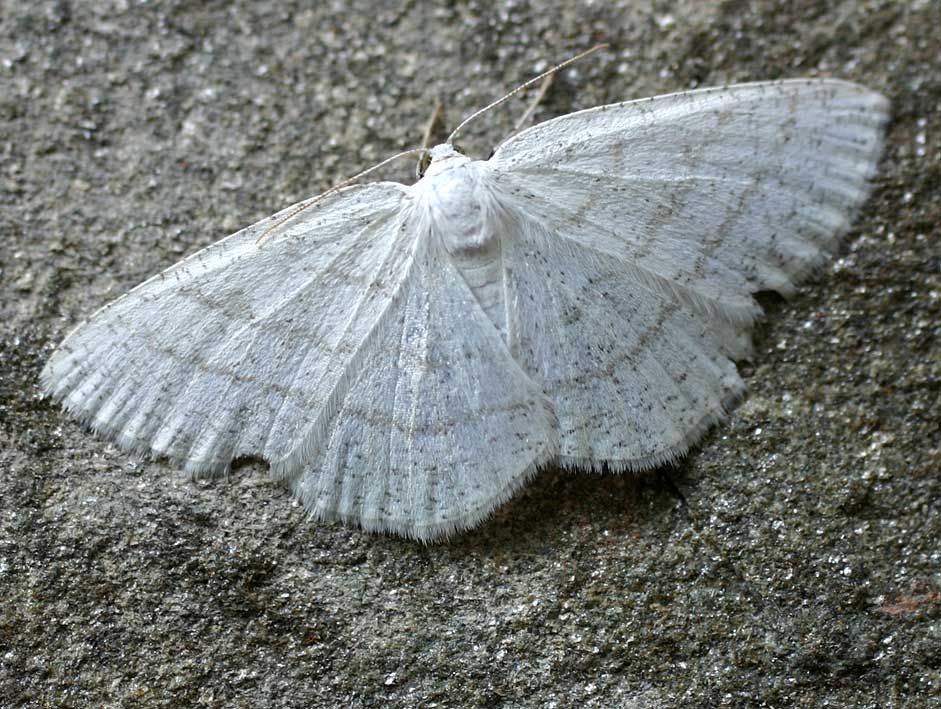
Cabera pusaria (Linnaeus, 1758)

## Campaea

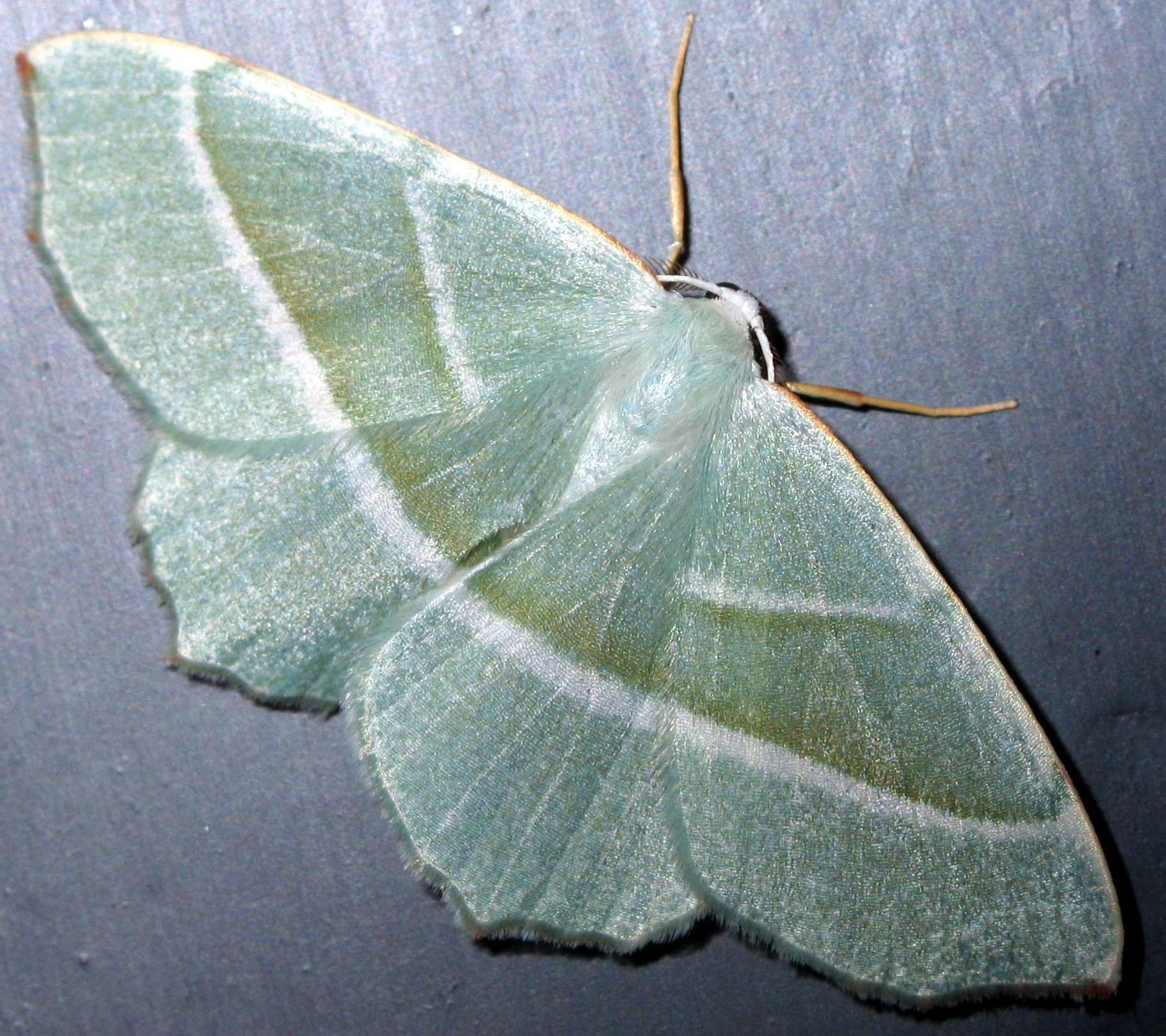
Campaea margaritaria (Linnaeus, 1761)

## Camptogramma

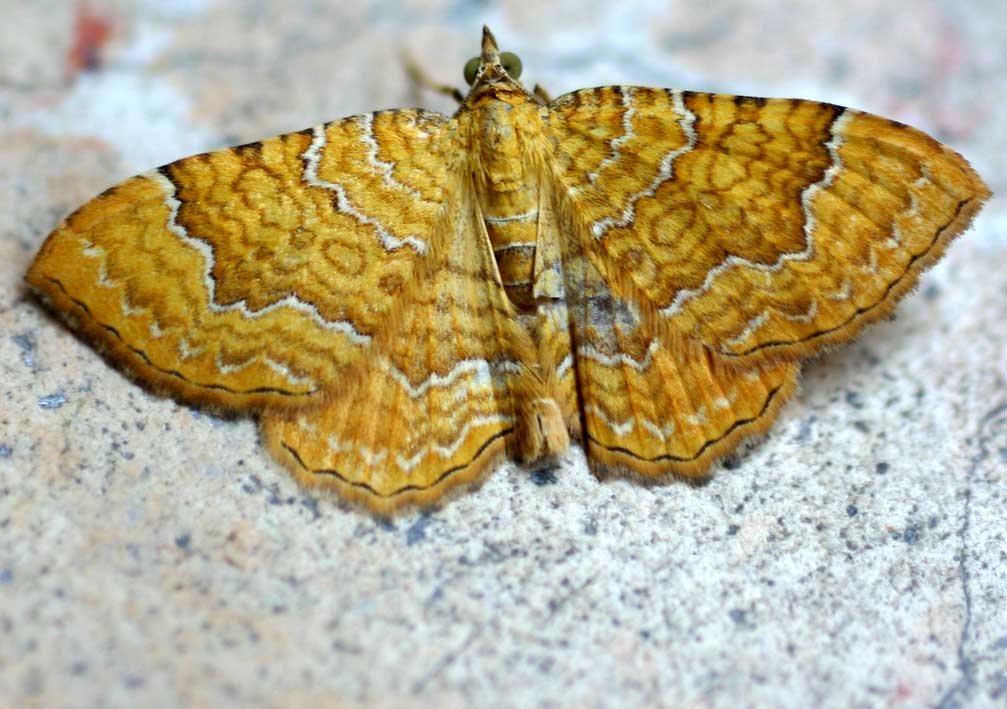
Camptogramma bilineata (Linnaeus, 1758)

## Chiasmia

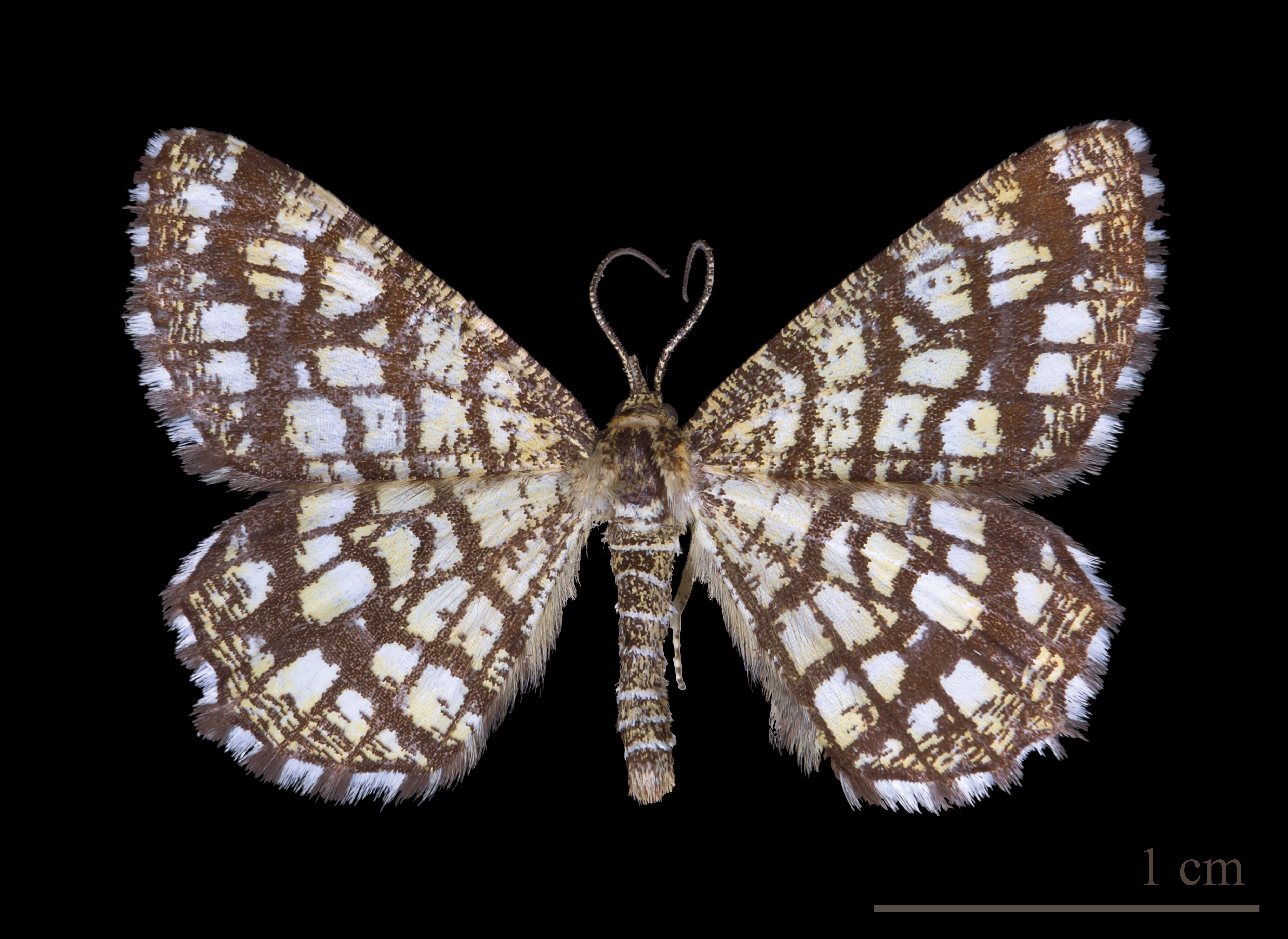
Chiasmia clathrata (Linnaeus, 1758)

## Chloroclysta

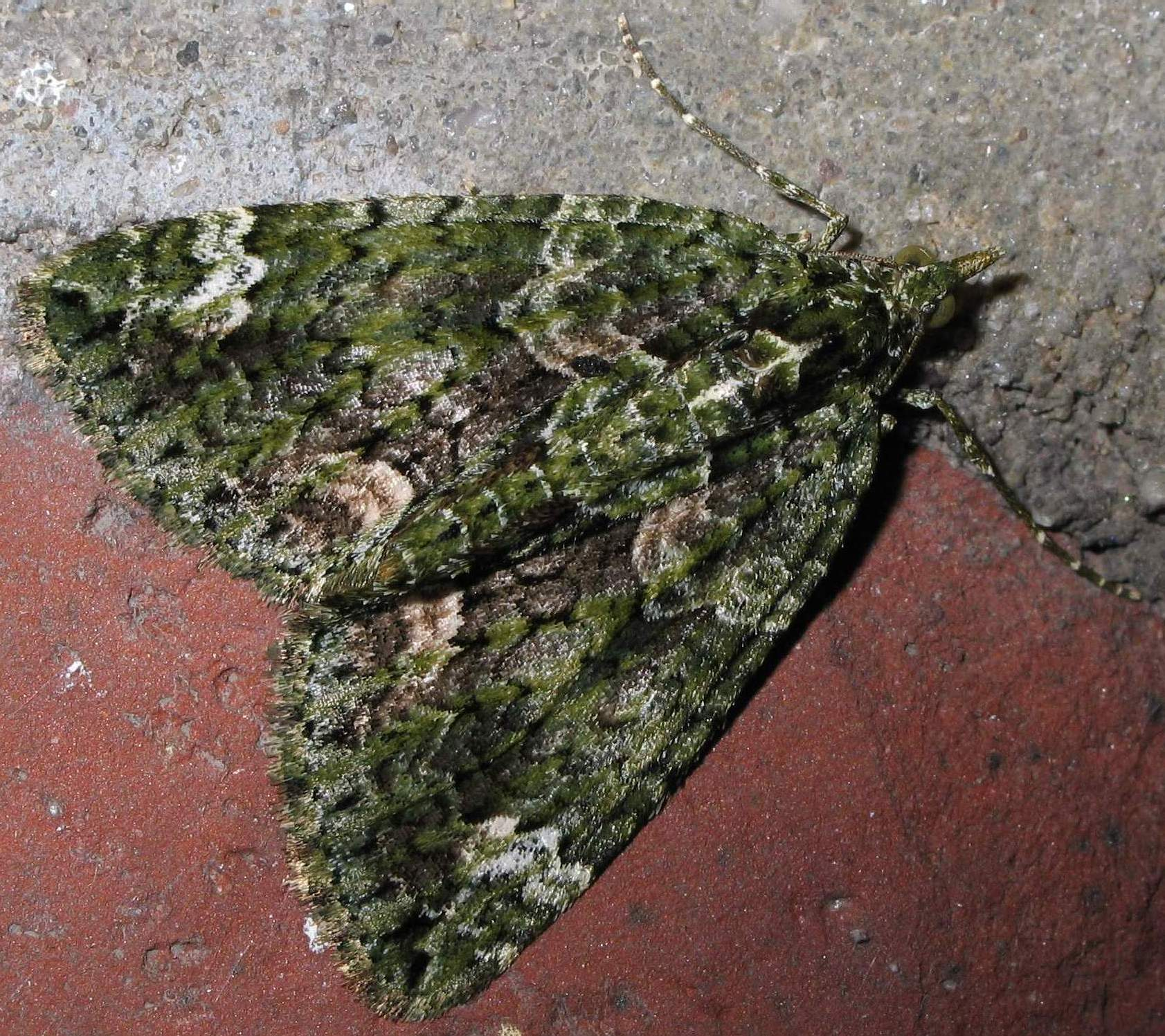
Chloroclysta siterata (Hufnagel, 1767)

## Chloroclystis

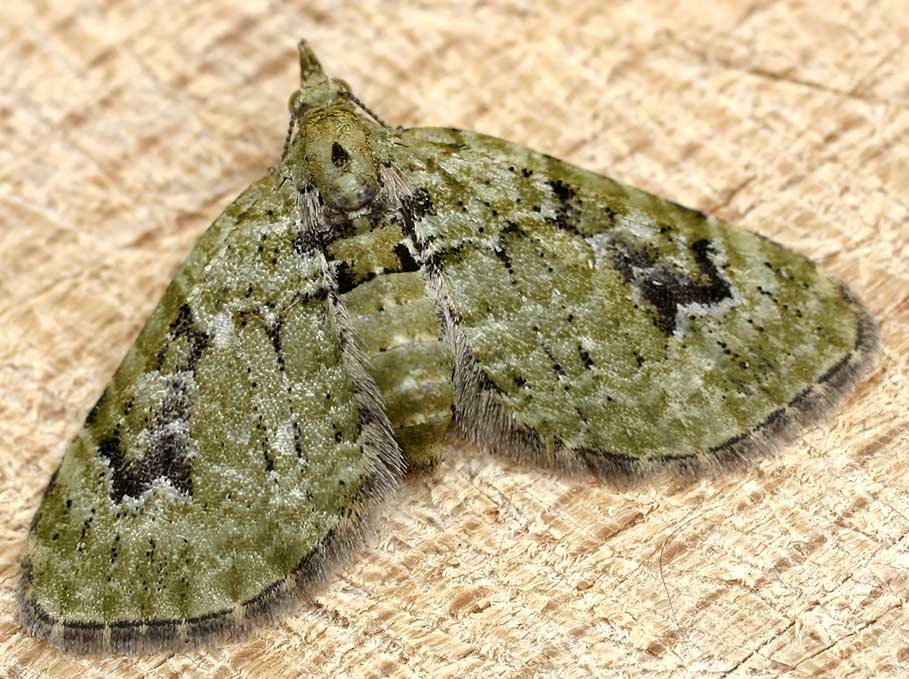
Chloroclystis v-ata (Haworth, 1809)

## Cidaria

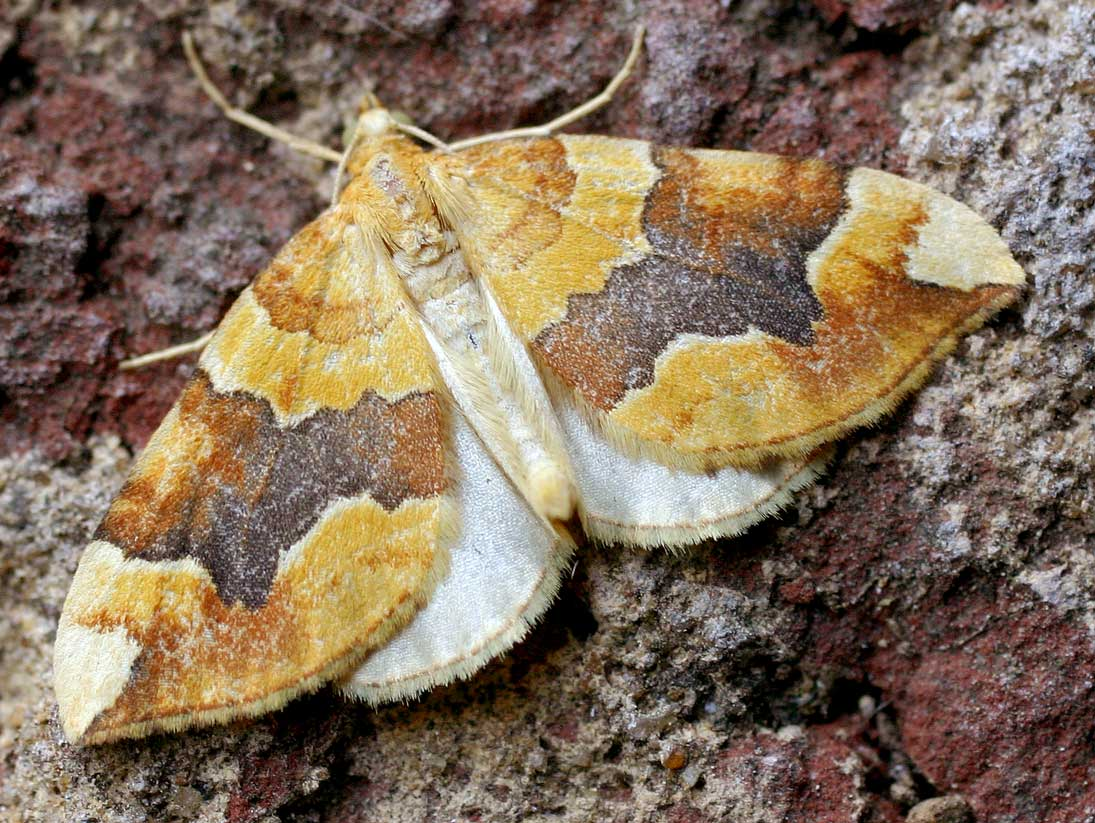
Cidaria fulvata (Forster, 1771)

## Colostygia

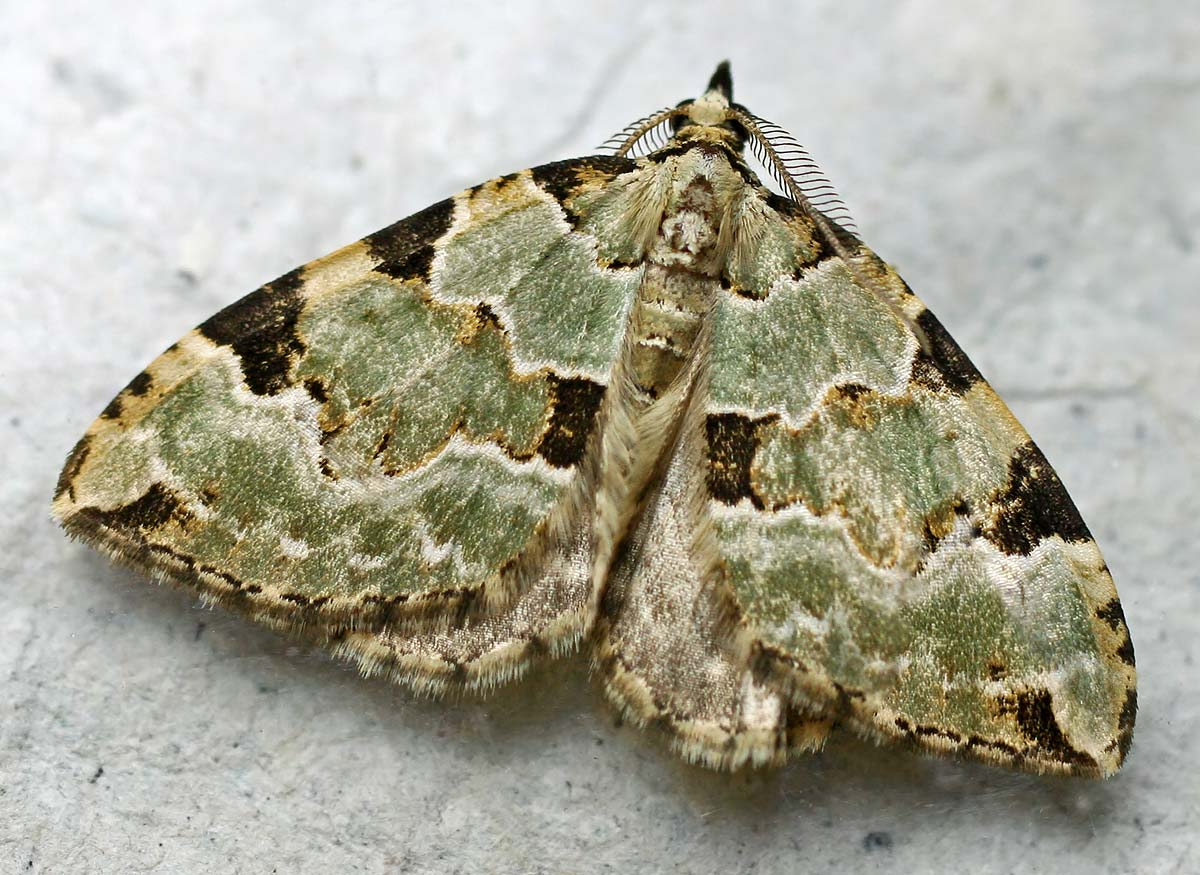
Colostygia pectinataria (Knoch, 1781)

## Colotois

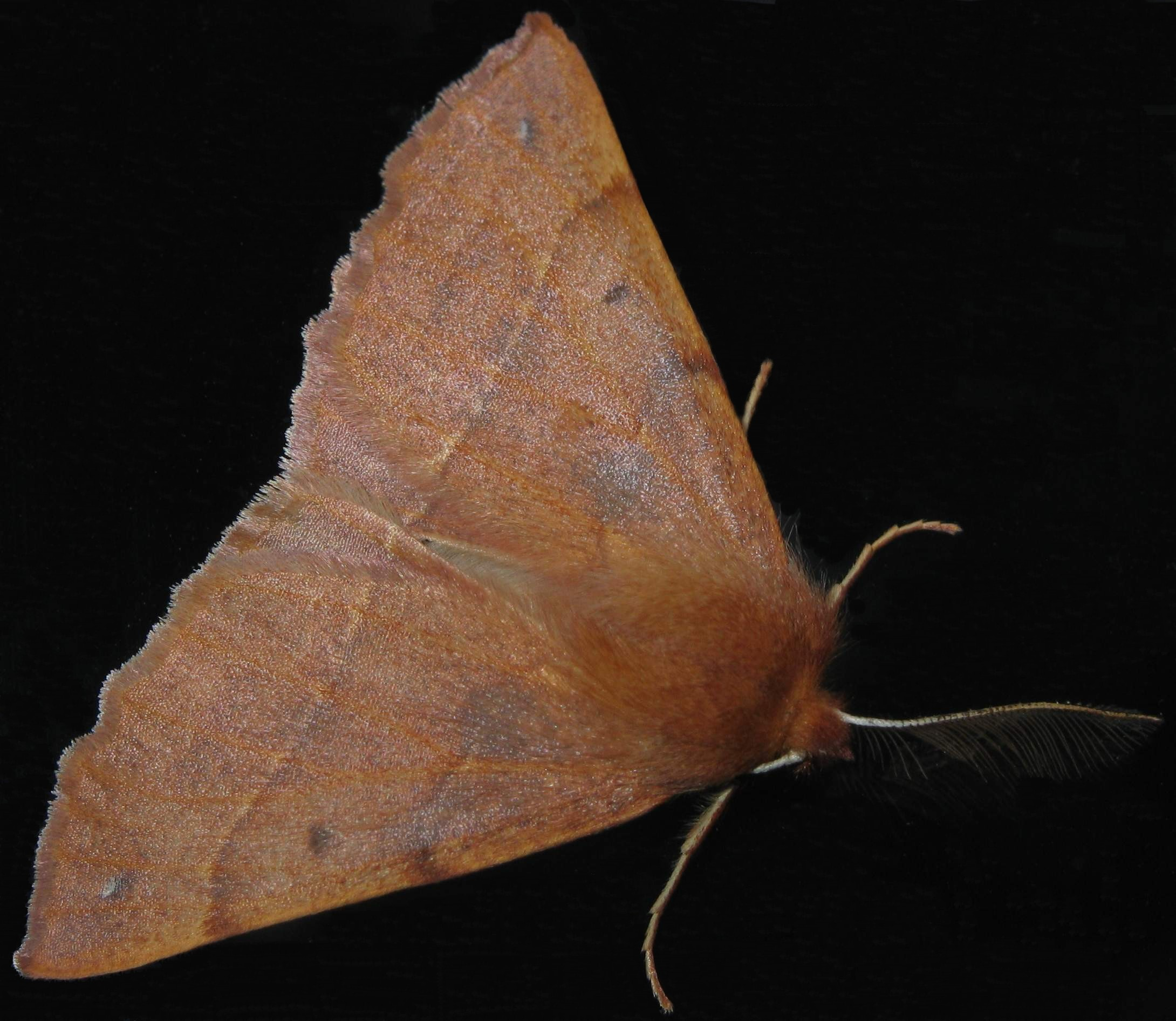
Colotois pennaria (Linnaeus, 1761)

## Cosmorhoe

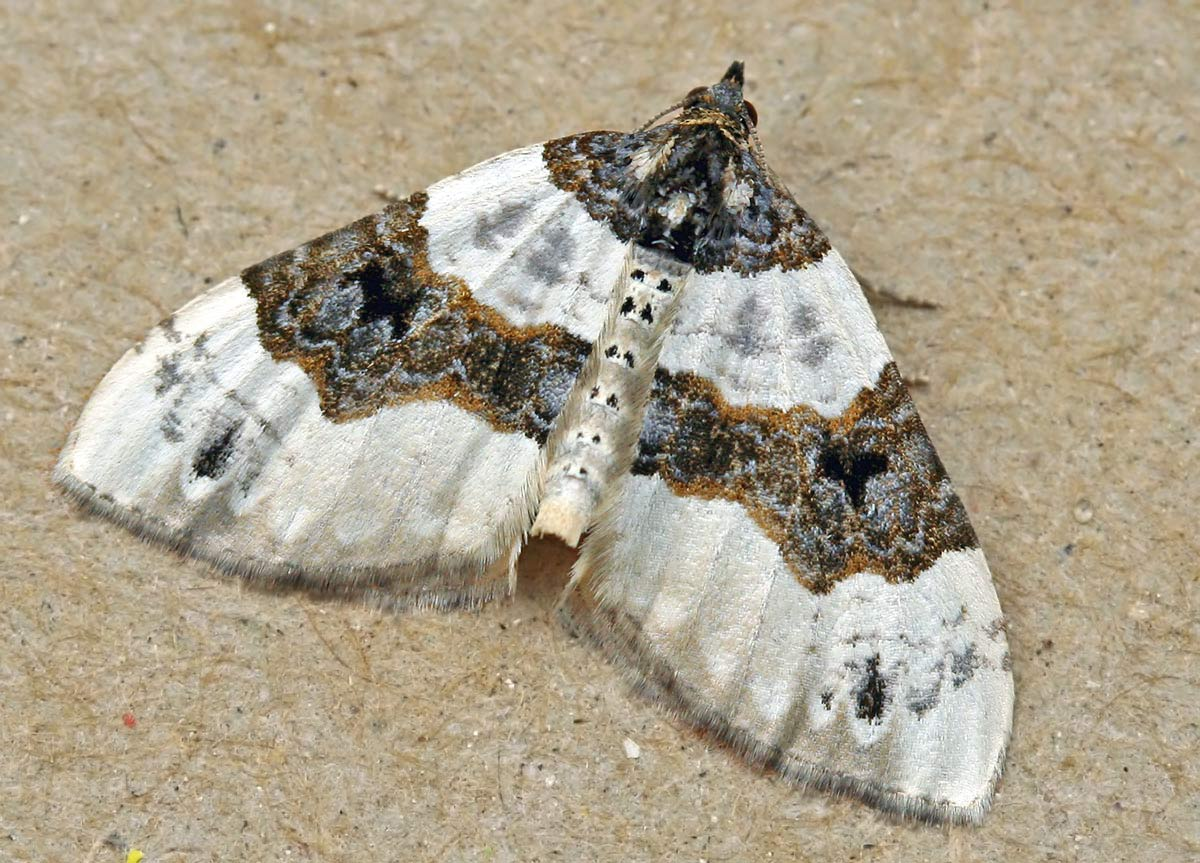
Cosmorhoe ocellata (Linnaeus, 1761)

## Cyclophora

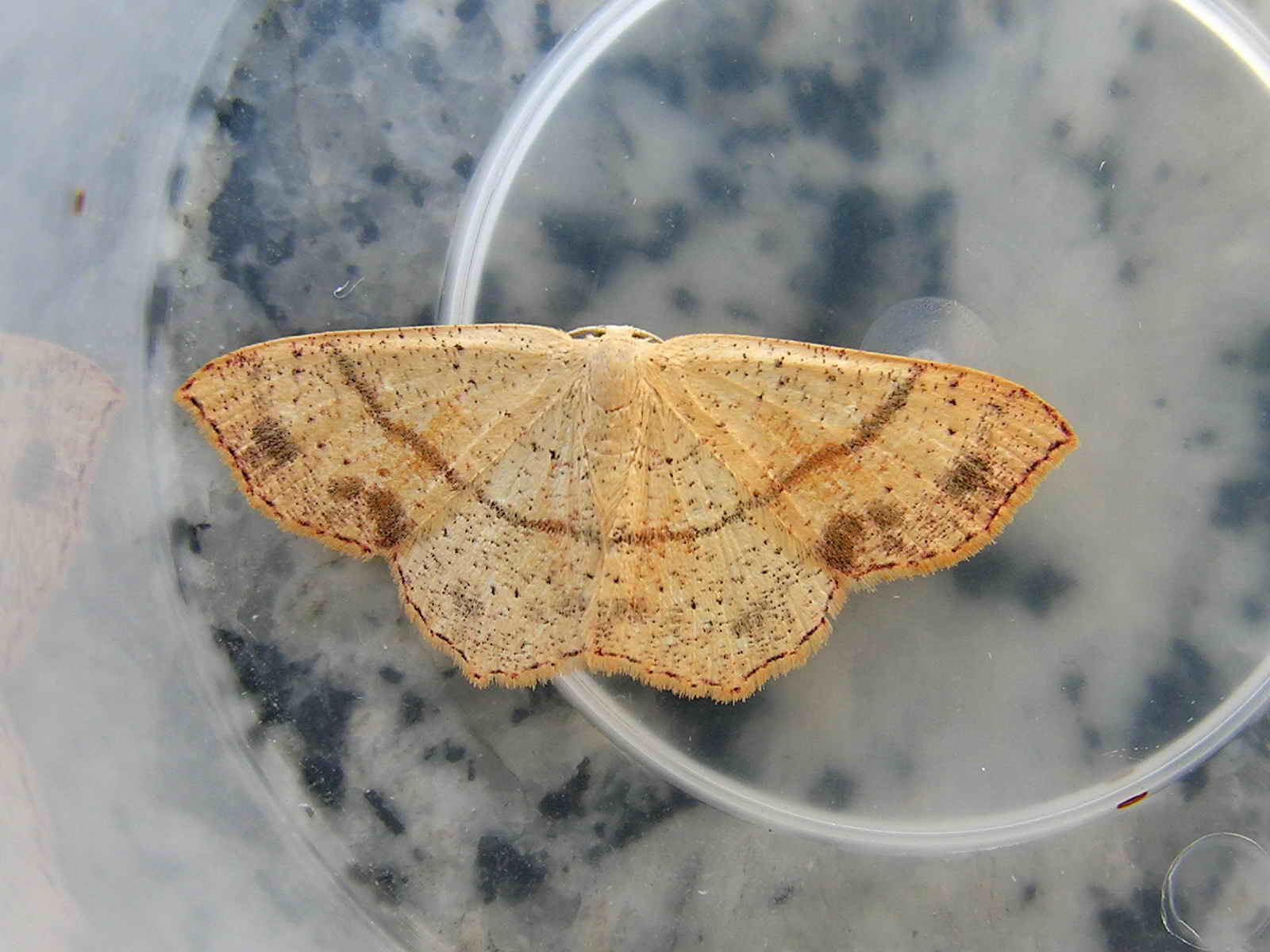
Cyclophora (Codonia) punctaria (Linnaeus, 1758)

## Dysstroma

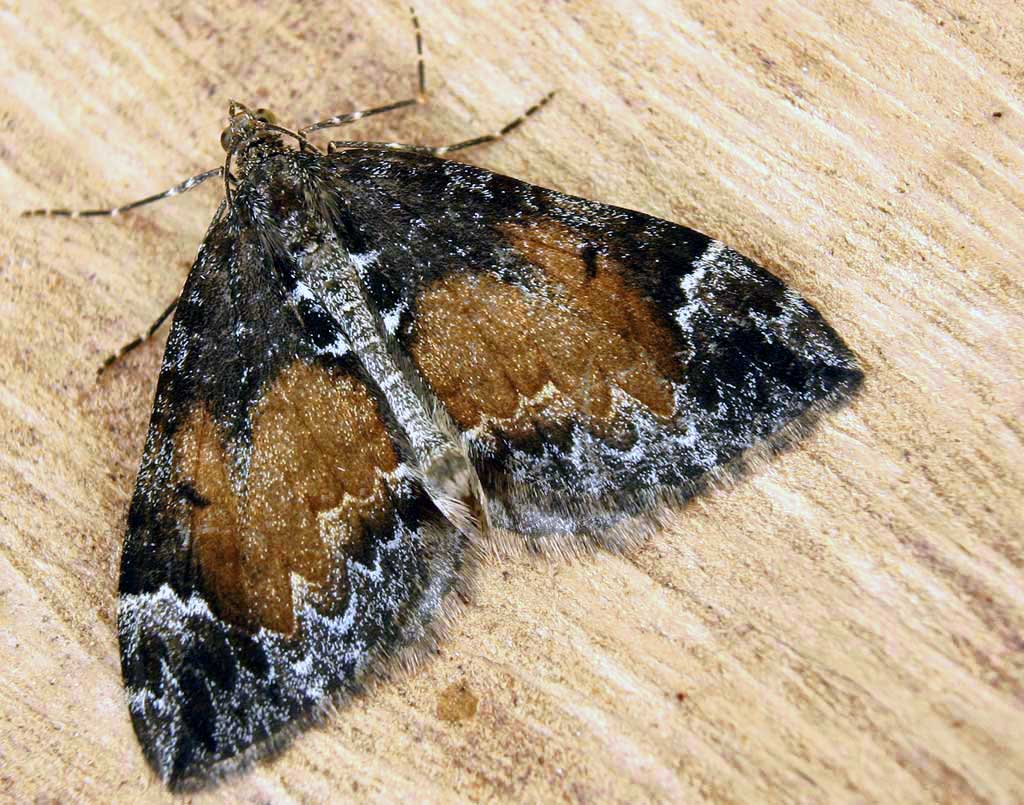
Dysstroma truncata (Hufnagel, 1767)

## Ecliptopera

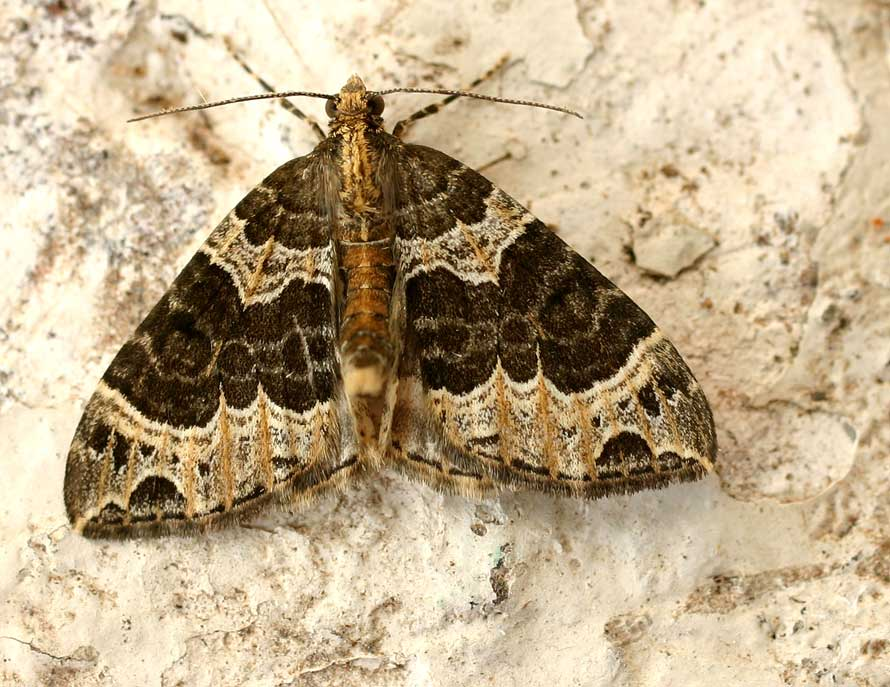
Ecliptopera capitata (Herrich-Schäffer, 1839)
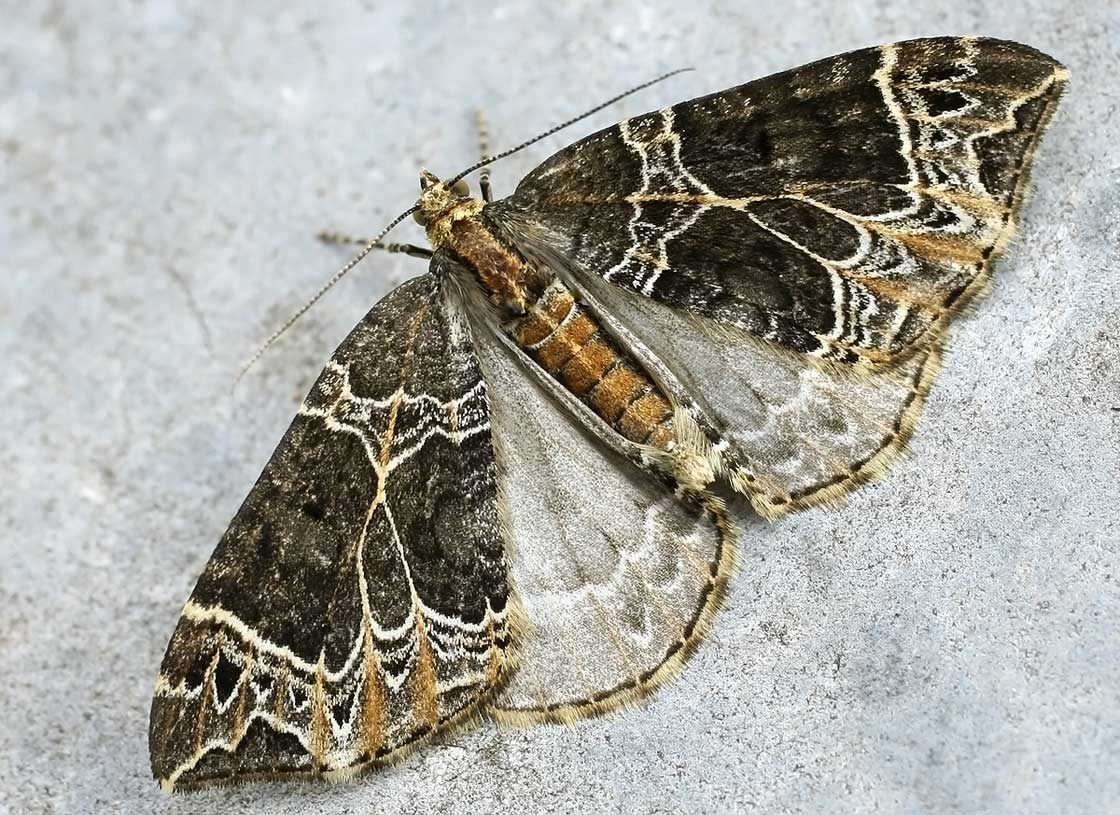
Ecliptopera silaceata (Denis & Schiffermüller, 1775)

## Ectropis

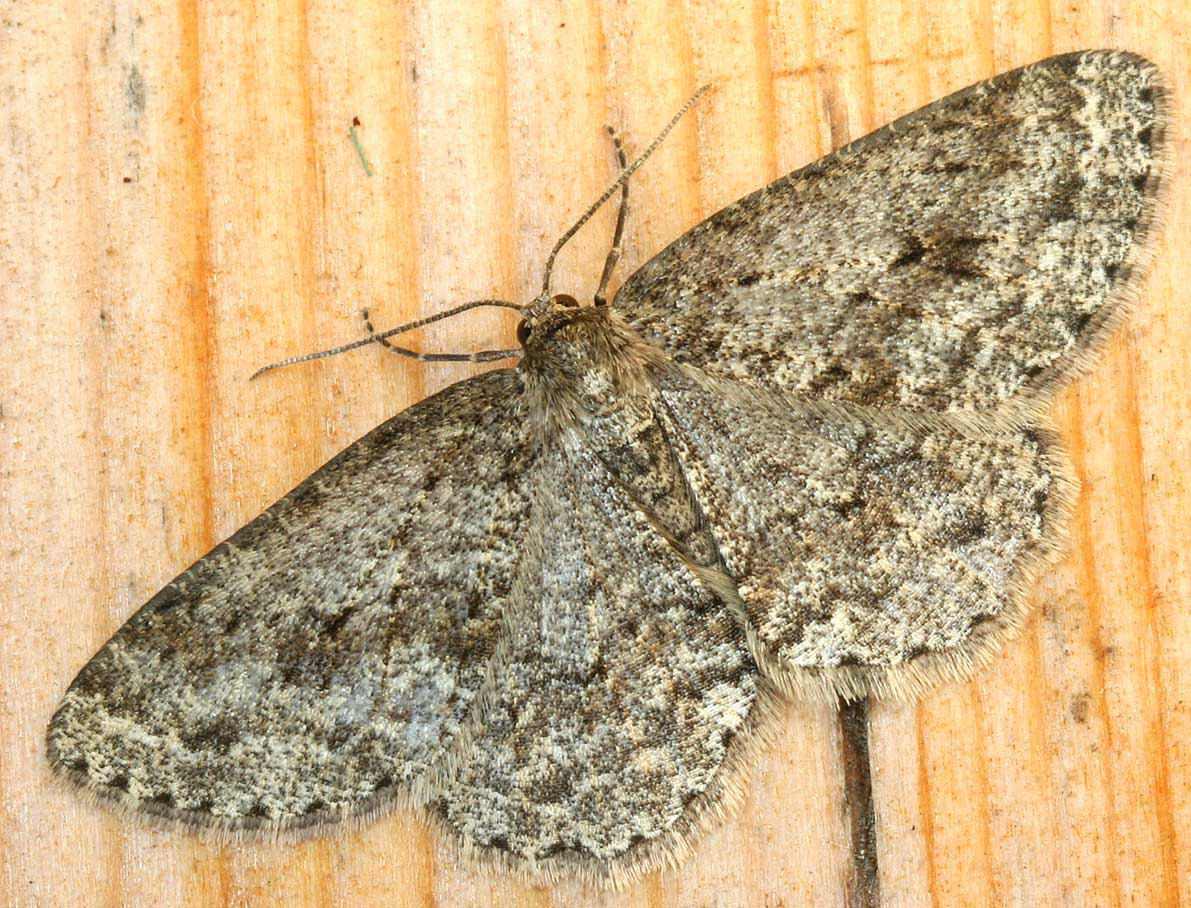
Ectropis crepuscularia (Denis & Schiffermüller, 1775)

## Ematurga

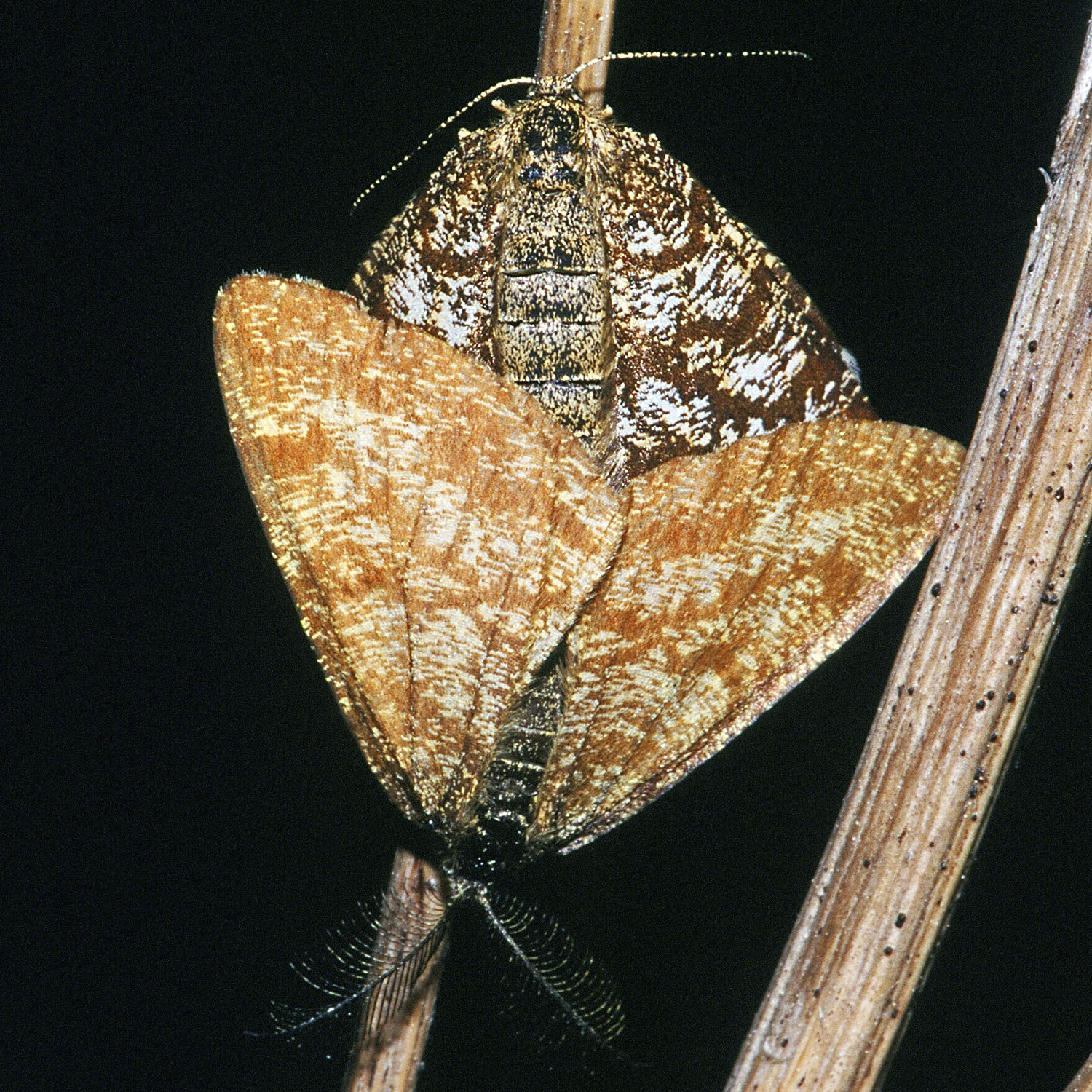
Ematurga atomaria (Linnaeus, 1758)

## Epirrhoe

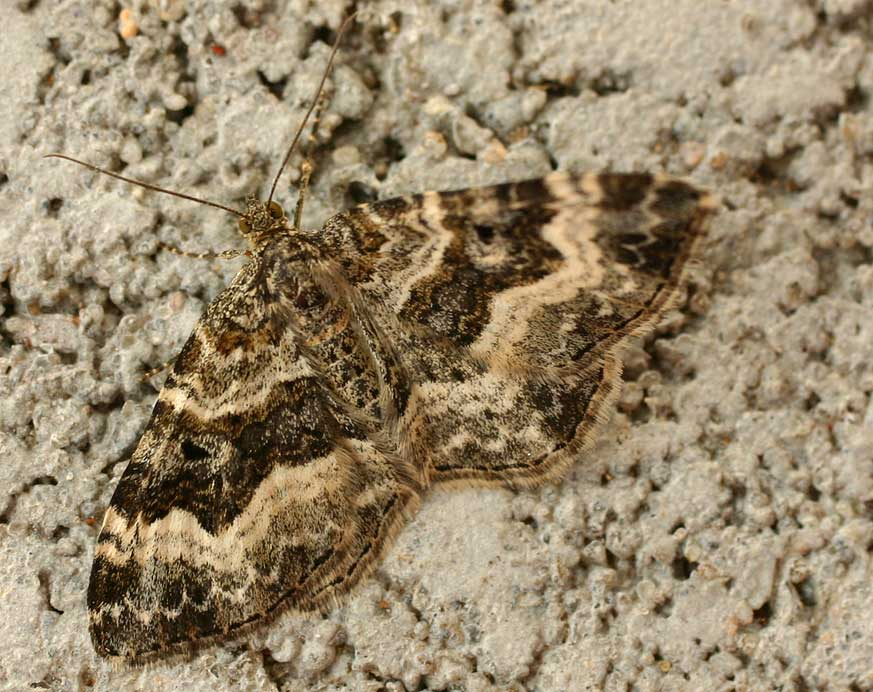
Epirrhoe alternata (Müller, 1764)

## Epirrita

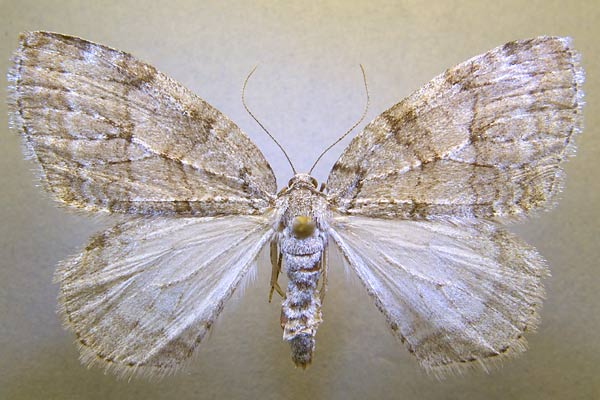
Epirrita autumnata (Borkhausen, 1794)

## Erannis

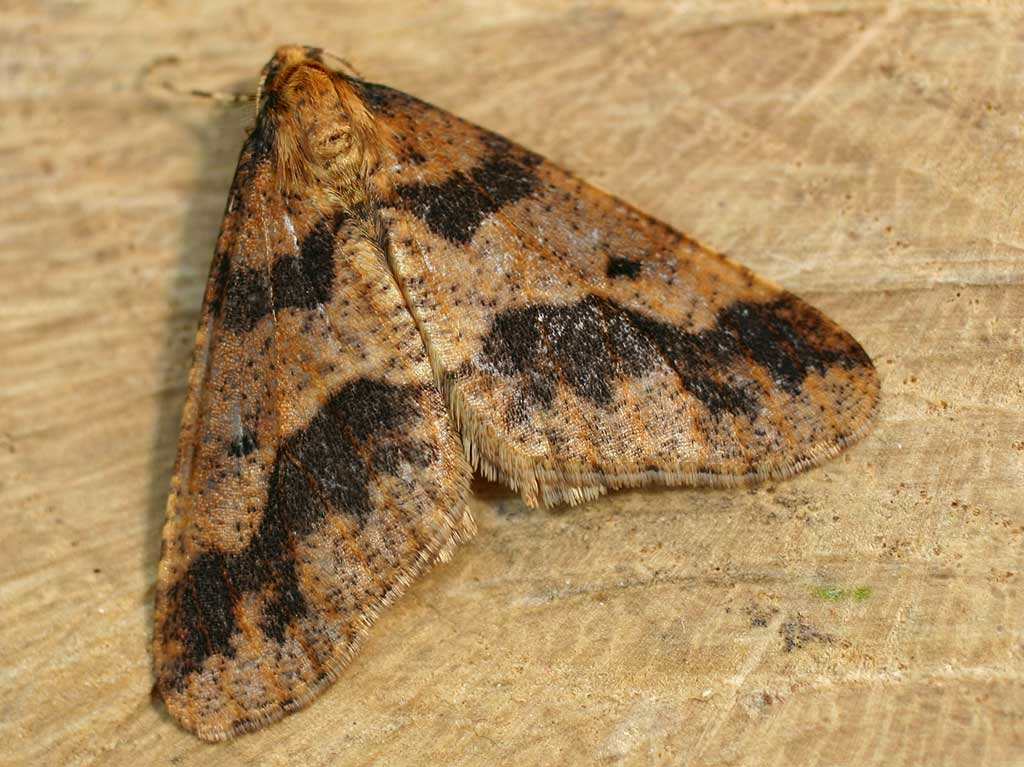
Erannis defoliaria (Clerck, 1759)

## Eulithis

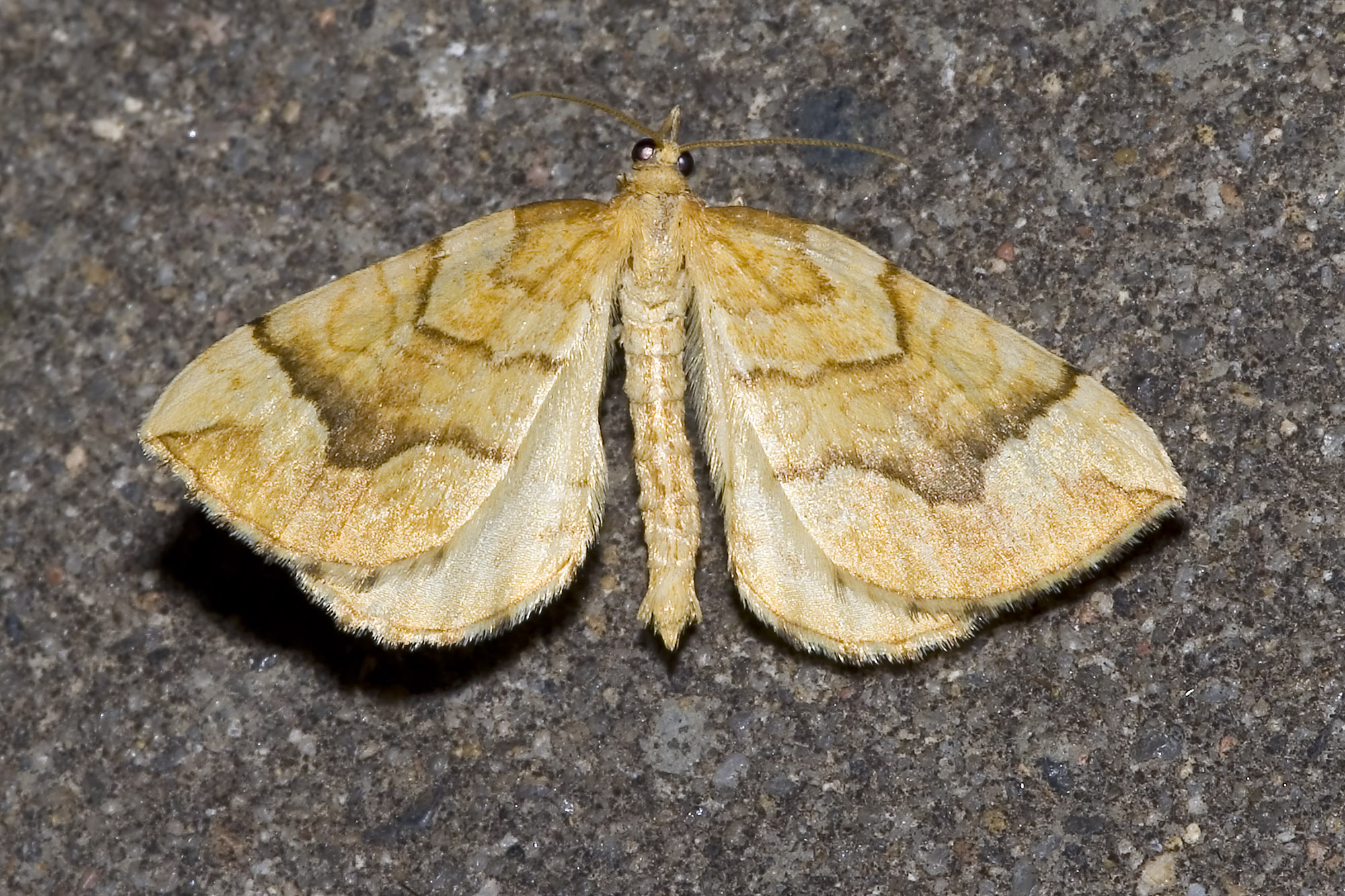
Eulithis mellinata (Fabricius, 1787)
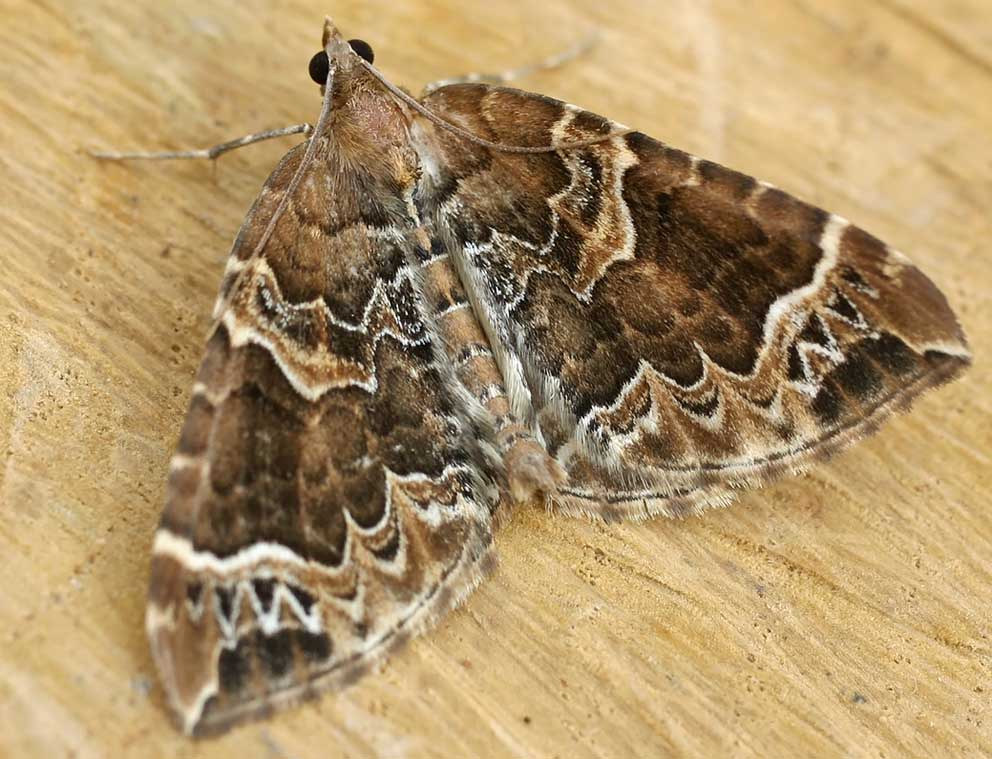
Eulithis prunata (Linnaeus, 1758)

## Euphyia

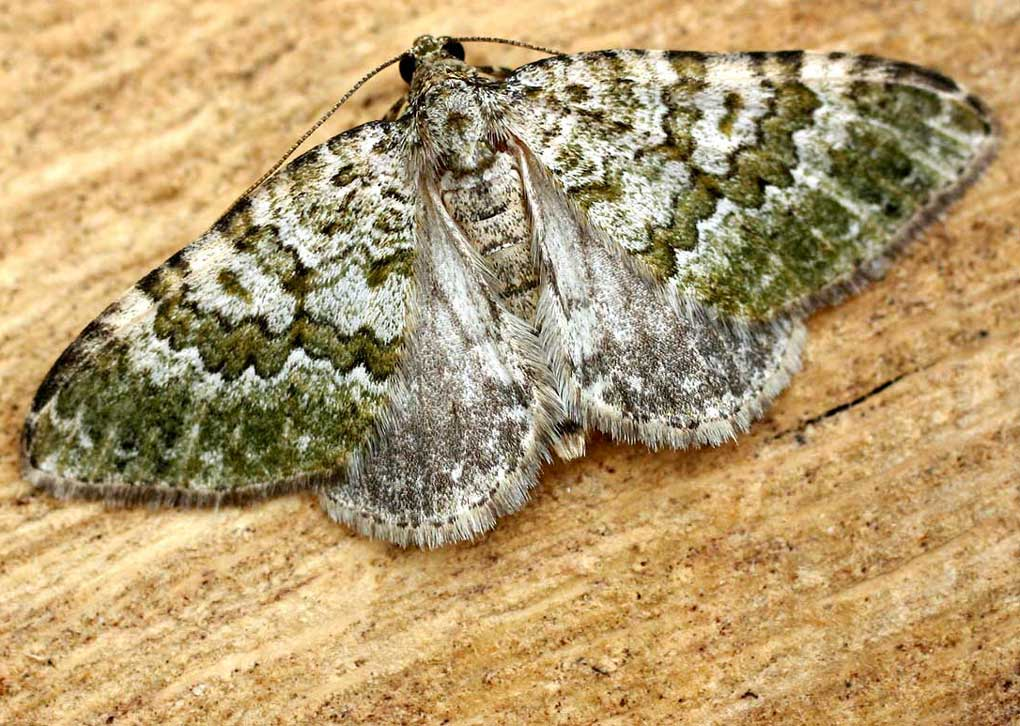
Euphyia frustata (Treitschke, 1828)

## Eupithecia

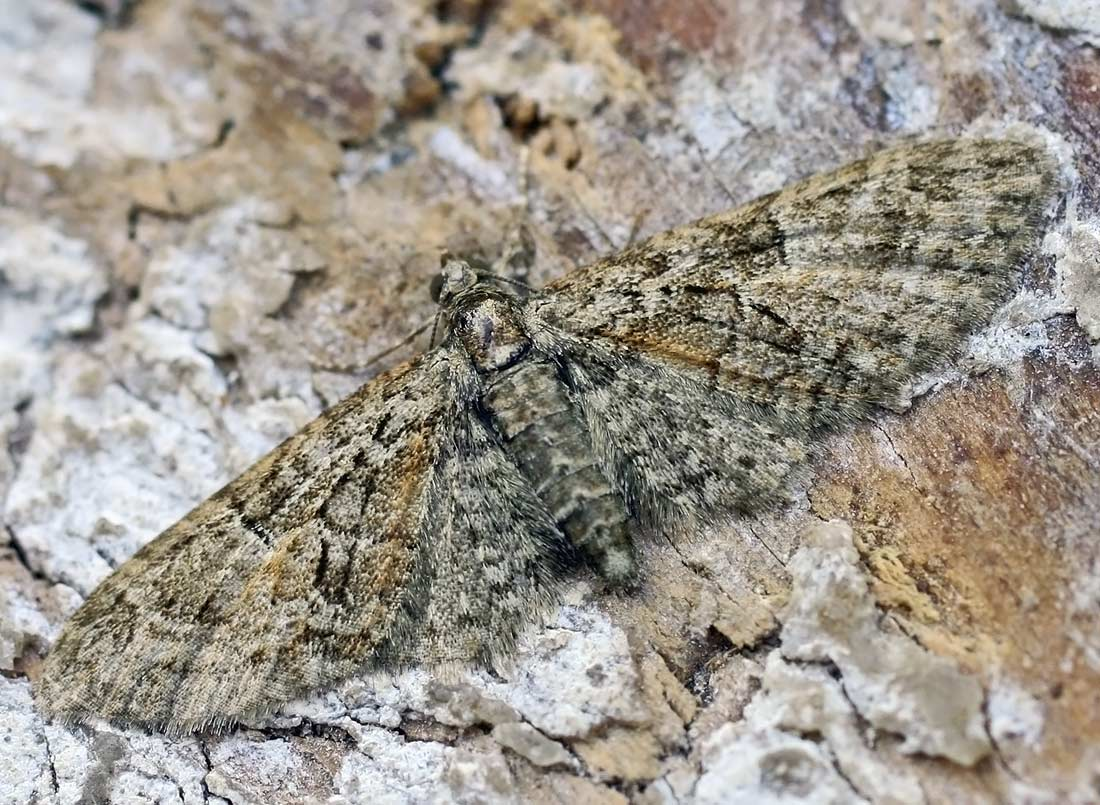
Eupithecia abbreviata Stephens, 1831
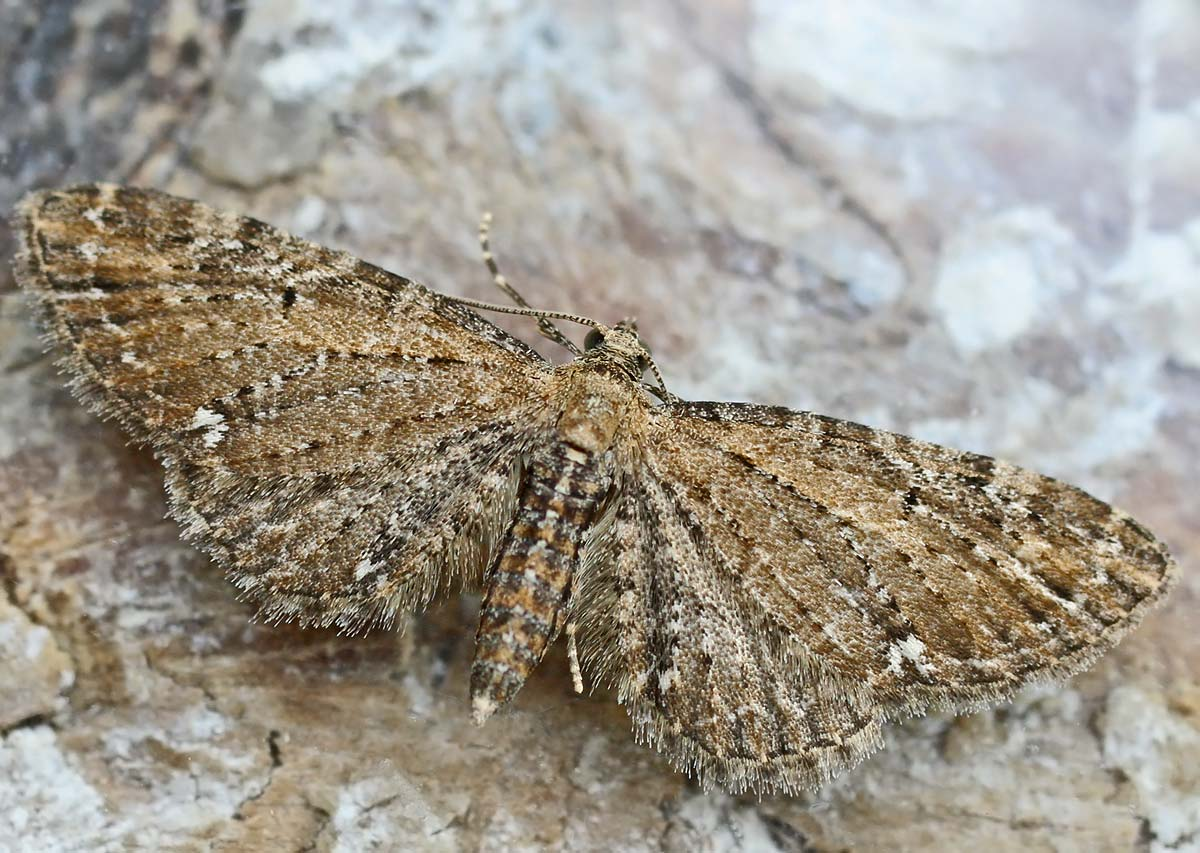
Eupithecia assimilata Doubleday, 1856
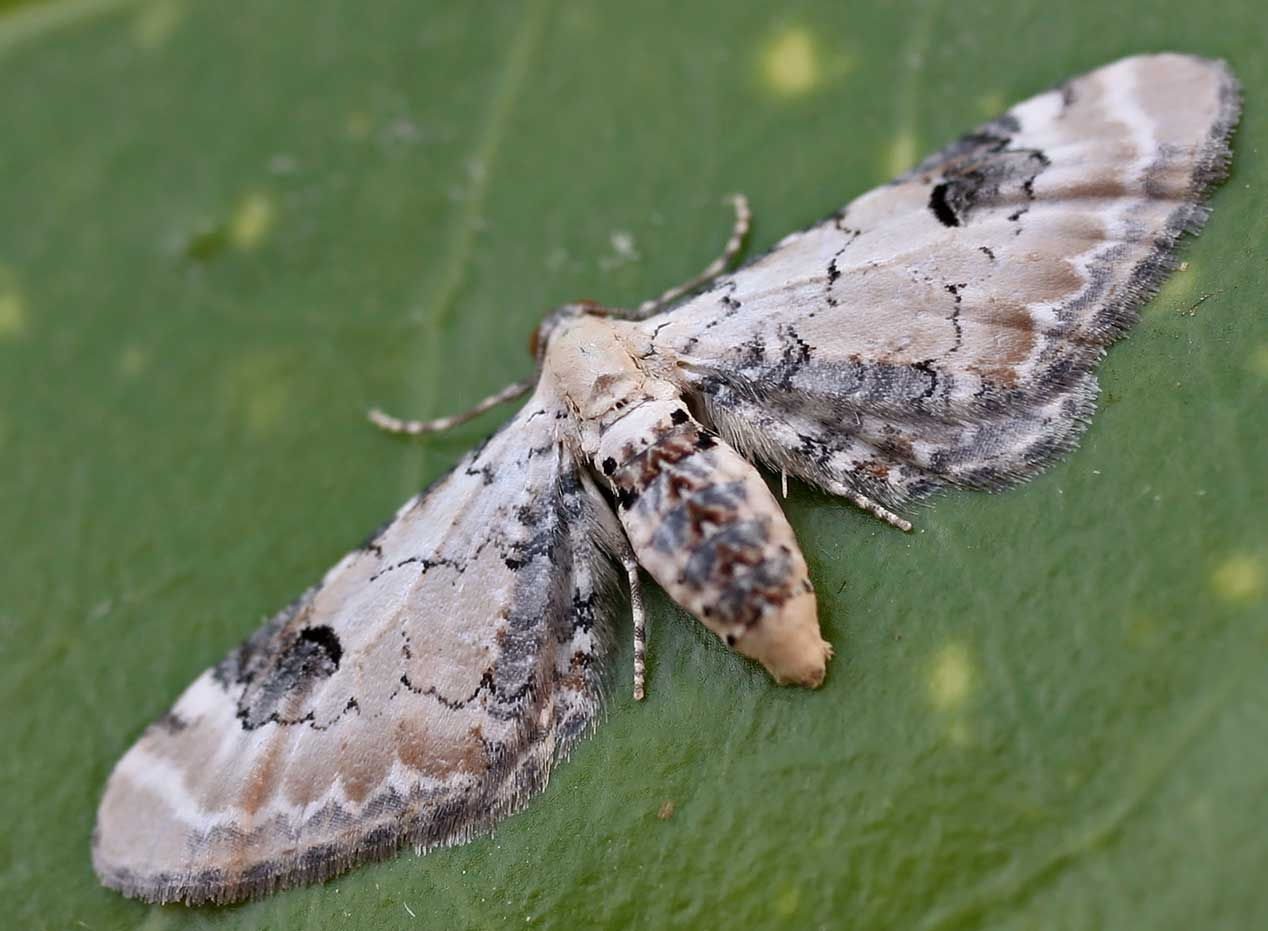
Eupithecia centaureata (Denis & Schiffermüller, 1775)
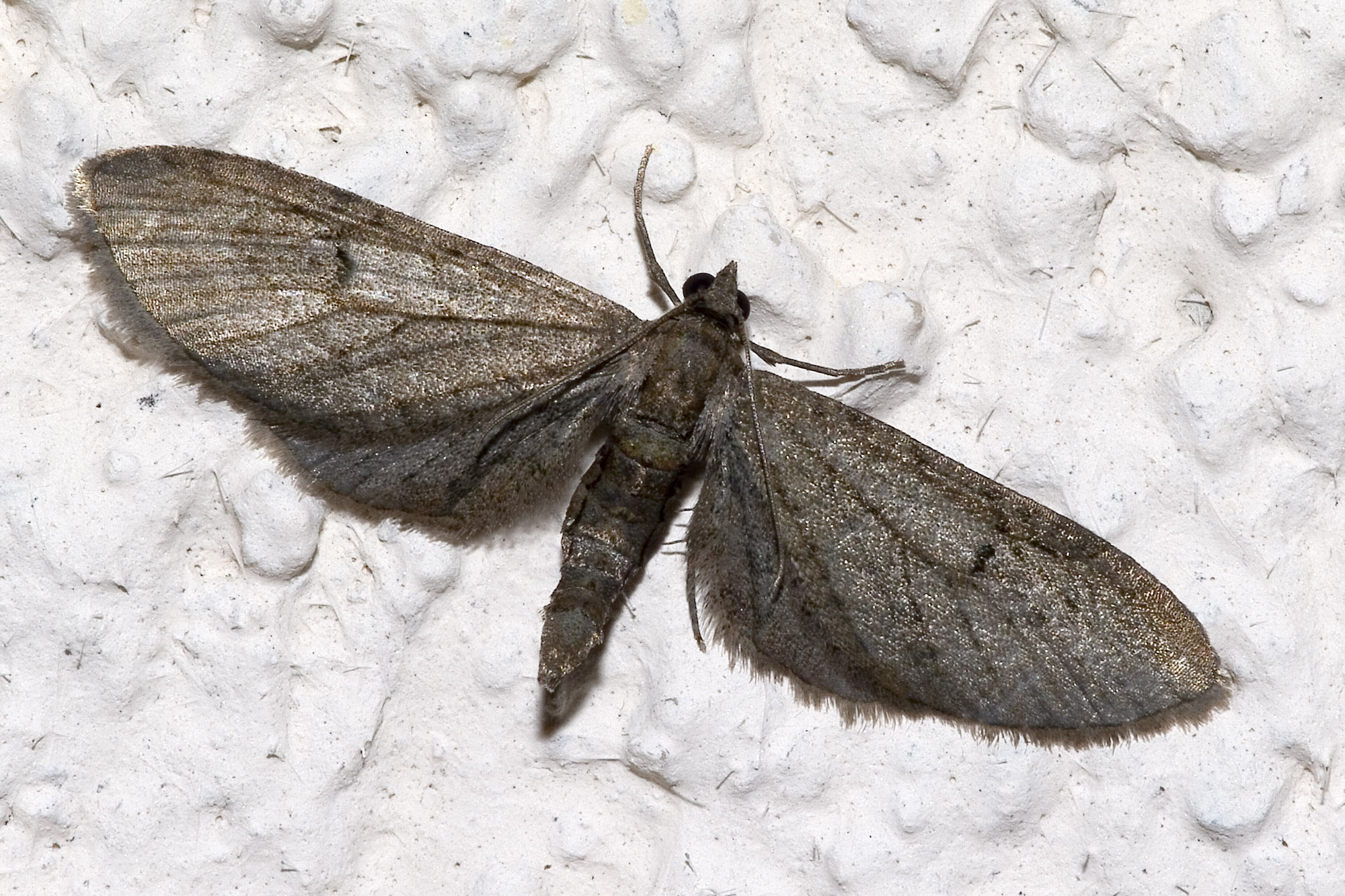
Eupithecia innotata (Hufnagel, 1767)
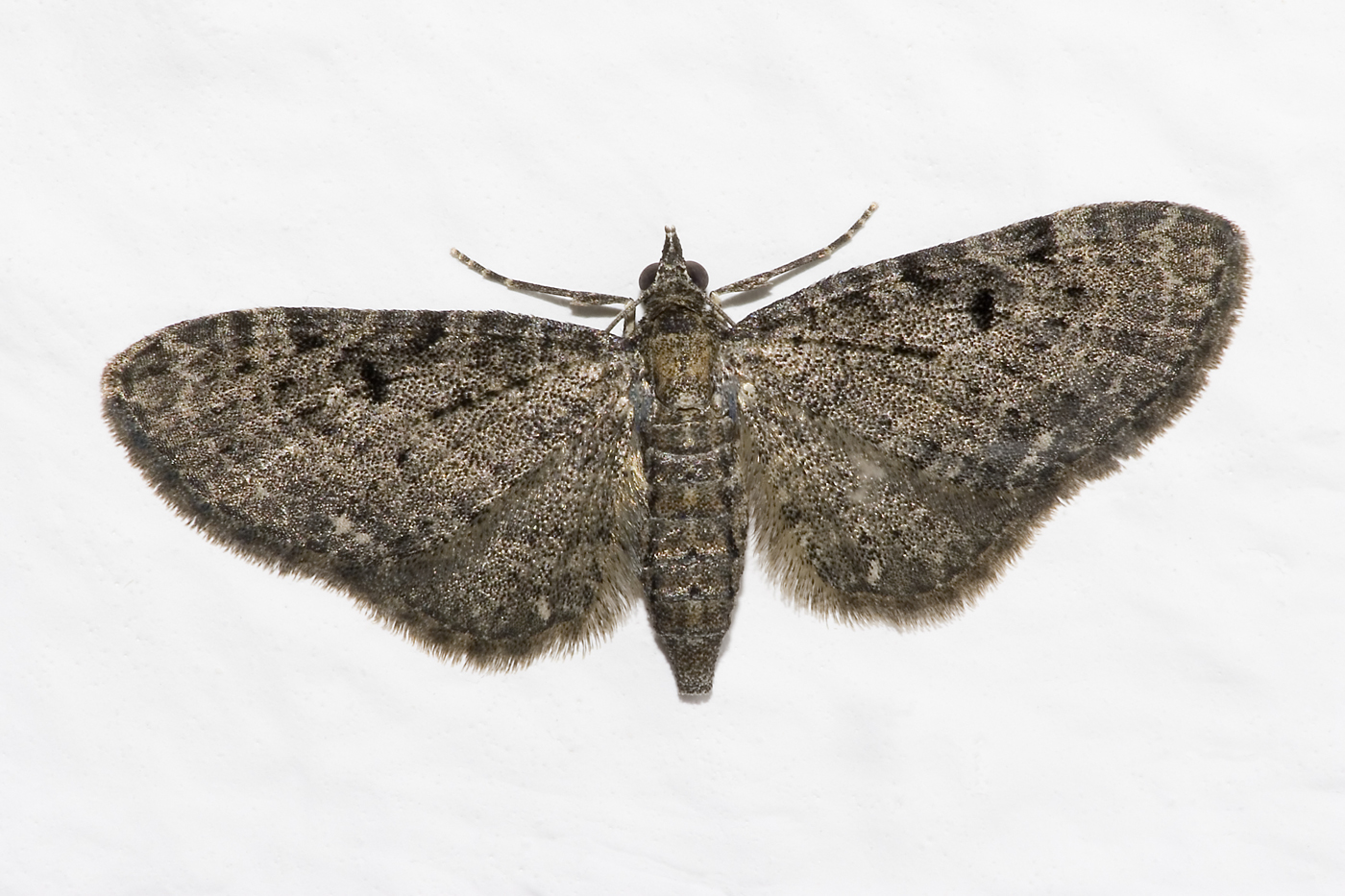
Eupithecia virgaureata Doubleday, 1861

## Geometra

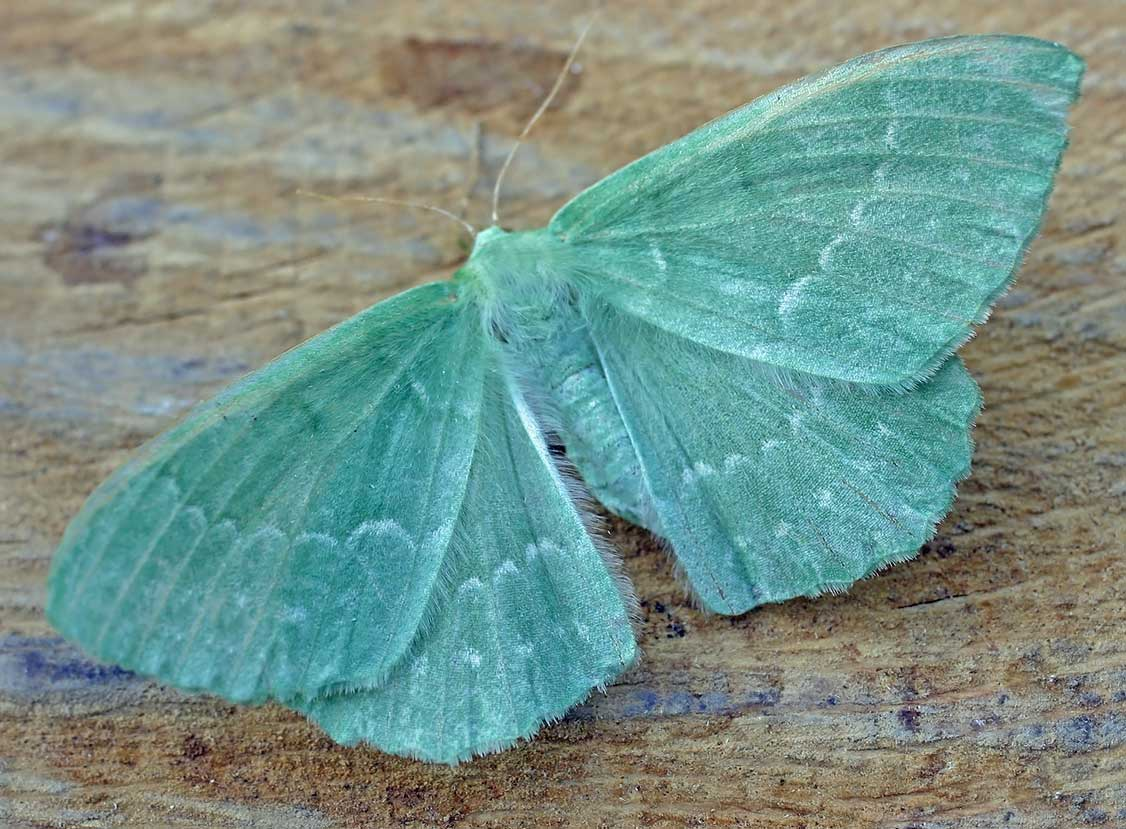
Geometra papilionaria (Linnaeus, 1758)

## Gymnoscelis

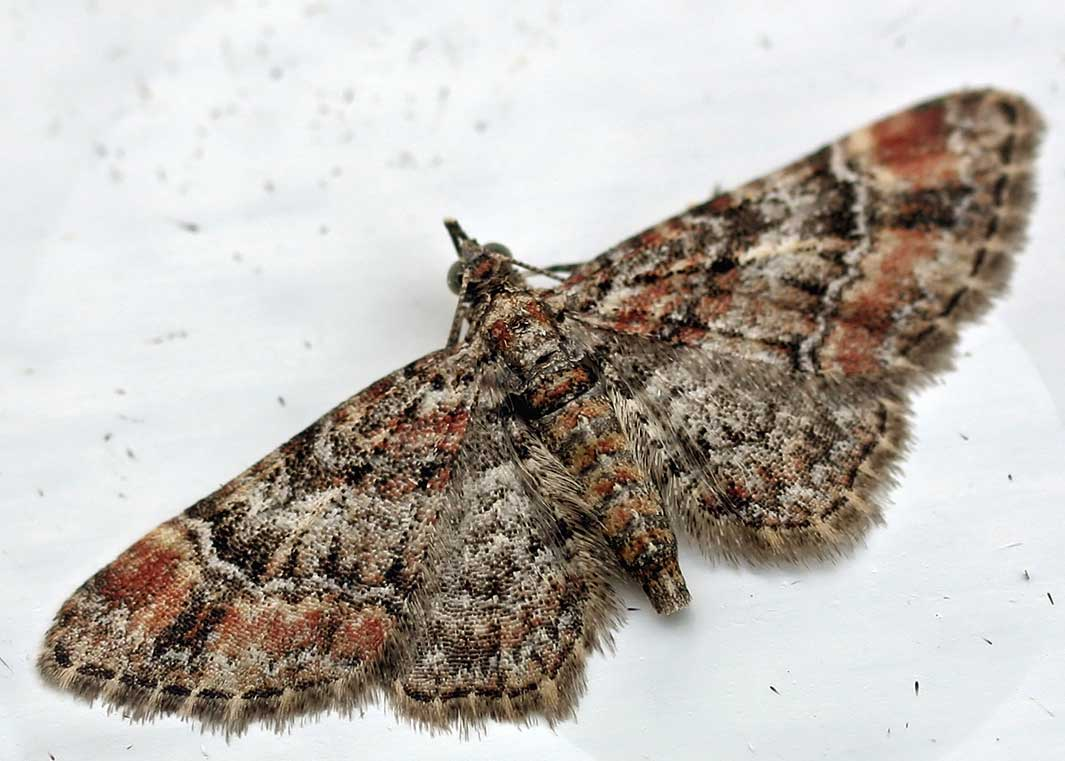
Gymnoscelis rufifasciata (Haworth, 1809)

## Hemistola

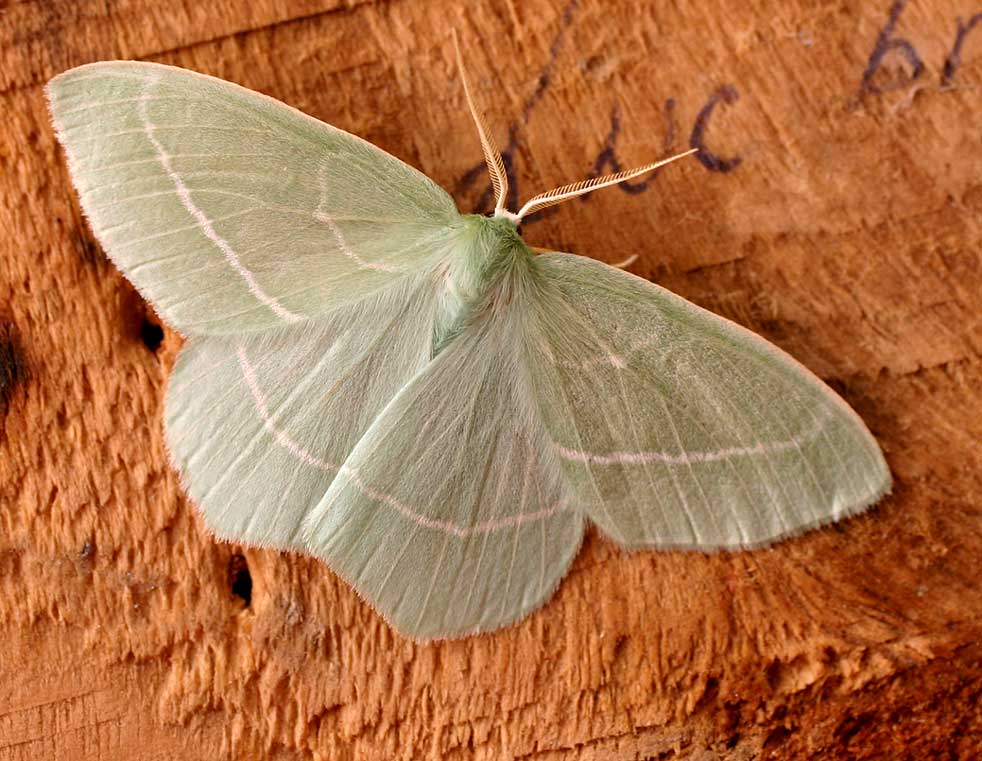
Hemistola chrysoprasaria (Esper, 1794)

## Hemithea

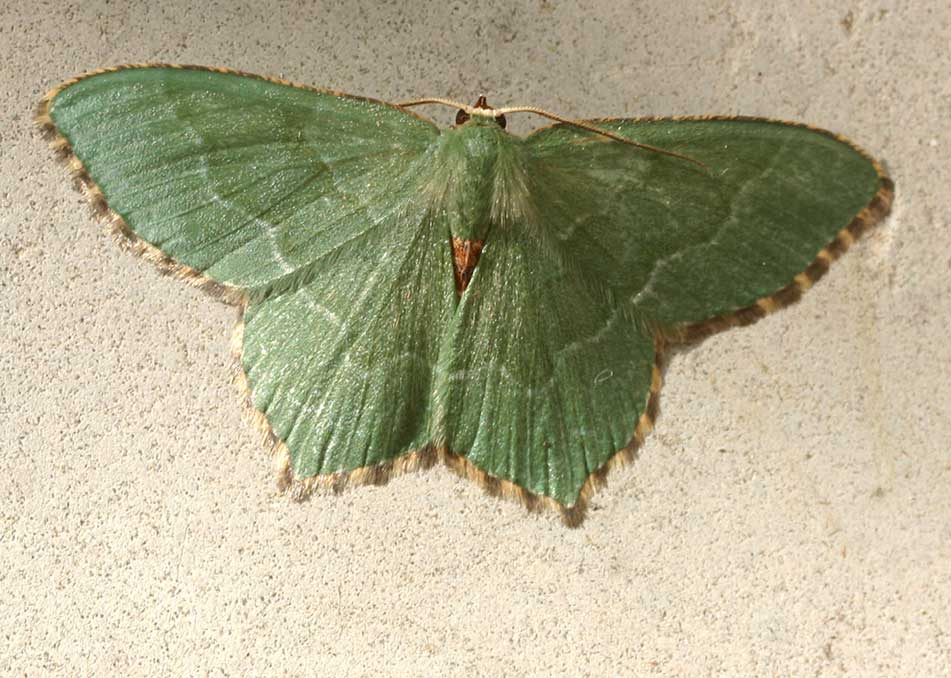
Hemithea aestivaria (Hübner, 1789)

## Horisme

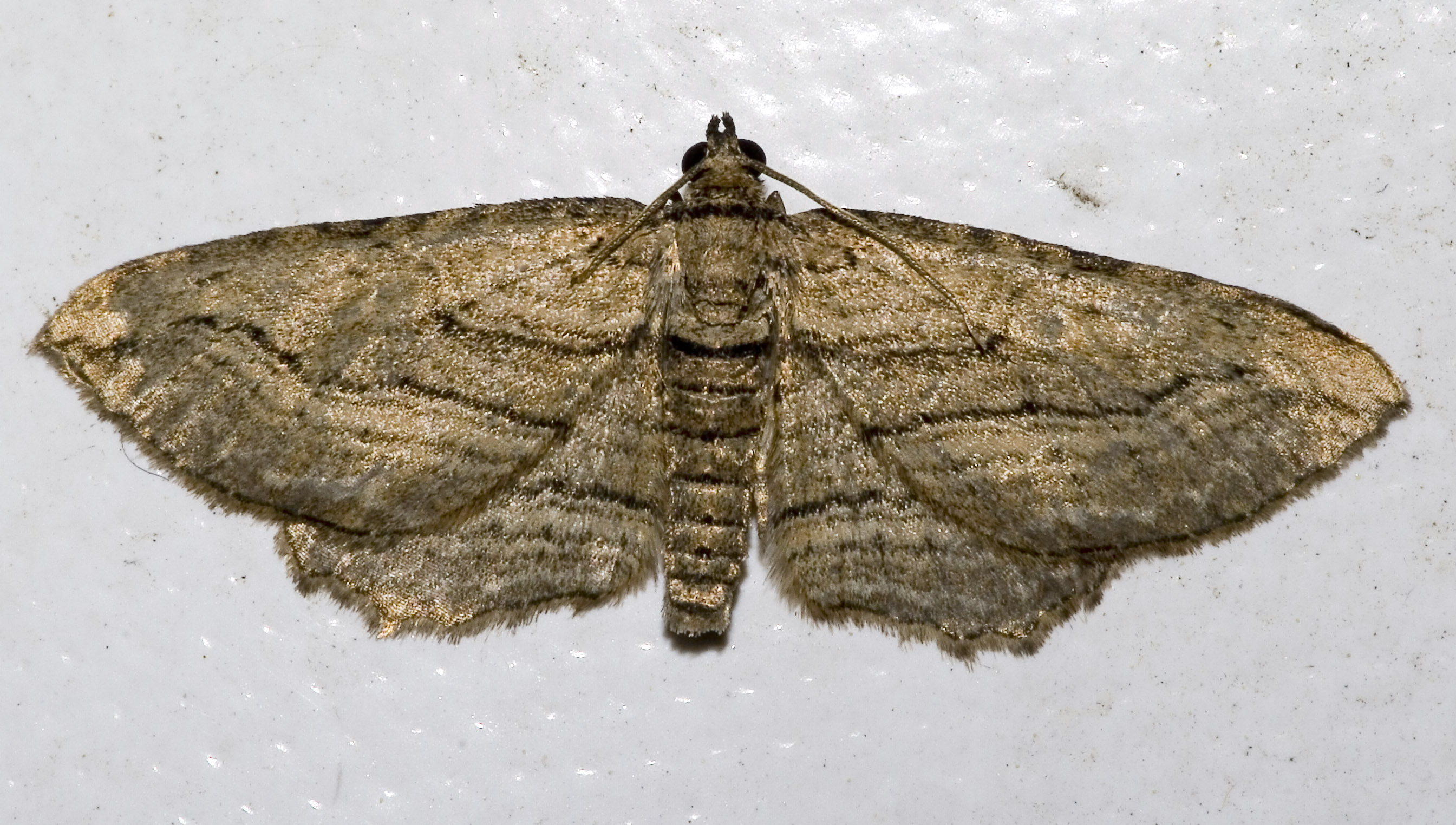
Horisme corticata (Treitschke, 1835)
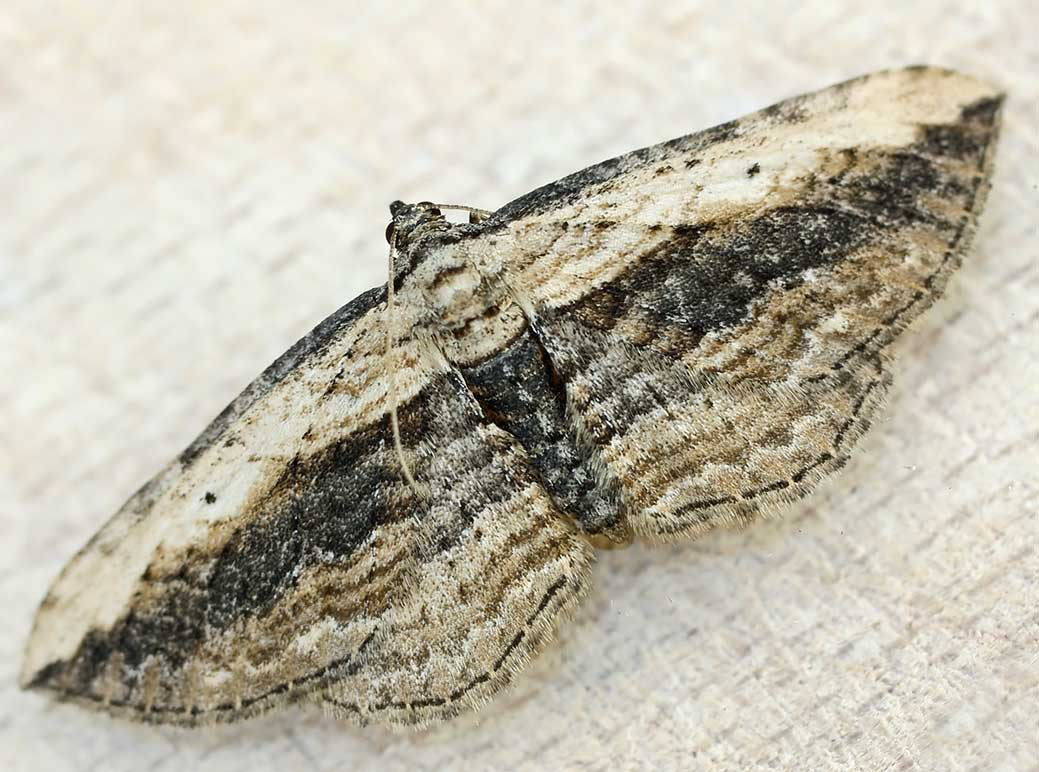
Horisme vitalbata (Denis & Schiffermüller, 1775)

## Hypomecis

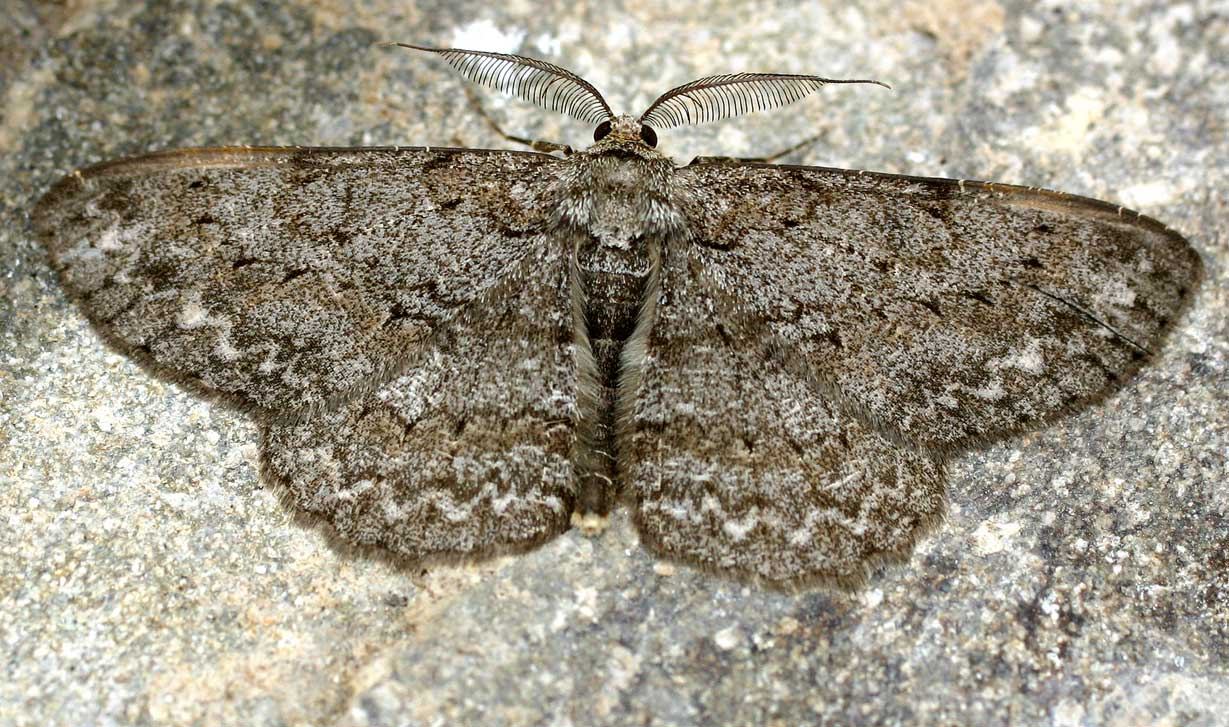
Hypomecis roboraria (Denis & Schiffermüller, 1775)
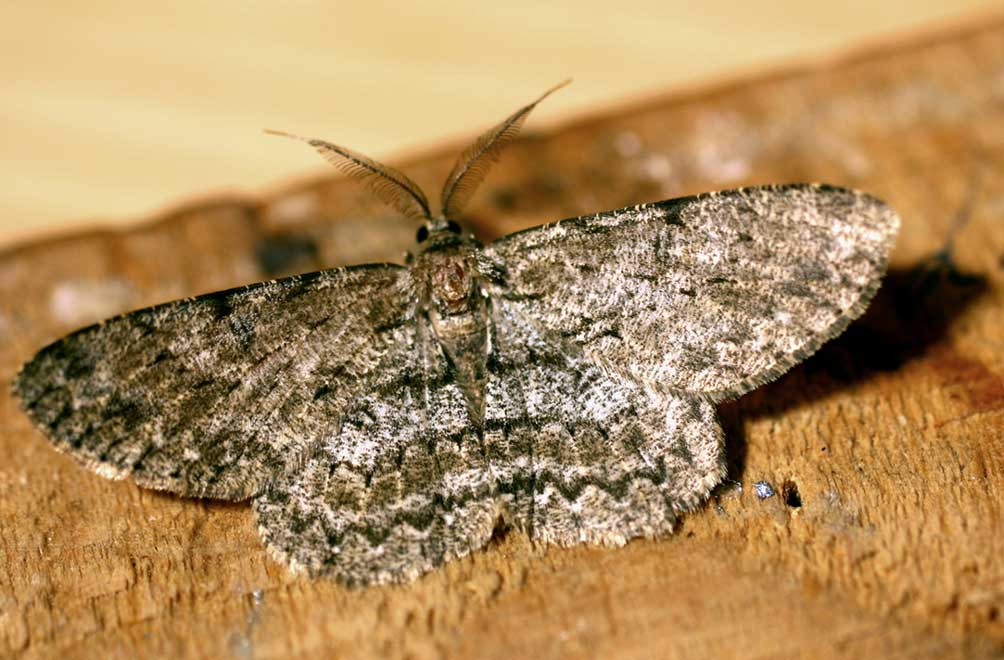
Hypomecis punctinalis (Scopoli, 1763)

## Idaea

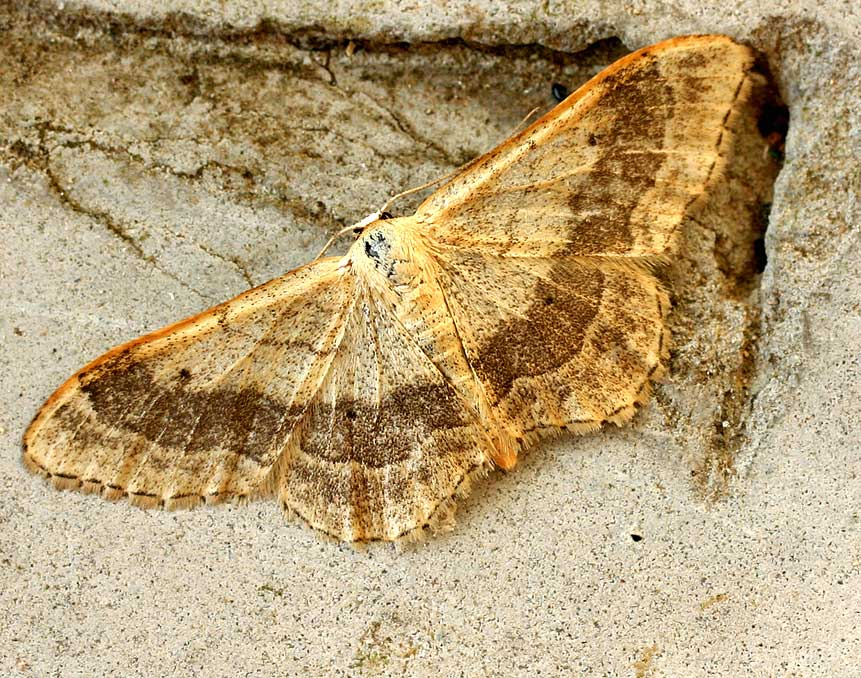
Idaea aversata (Linnaeus, 1758)
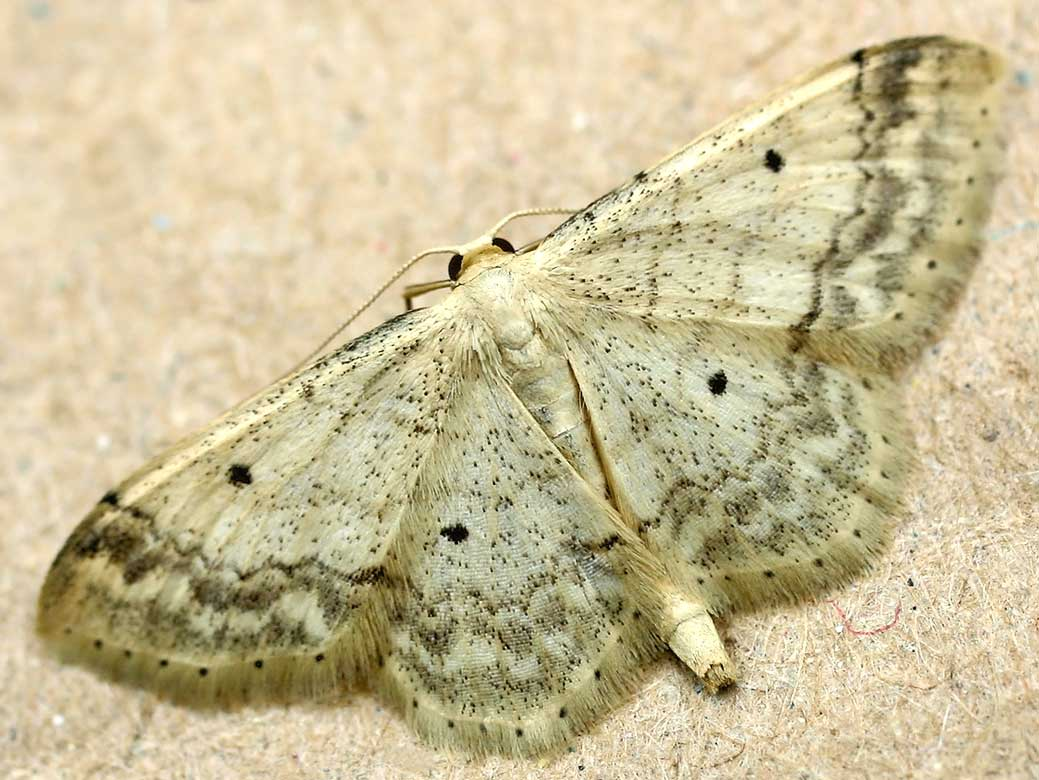
Idaea biselata (Hufnagel, 1767)
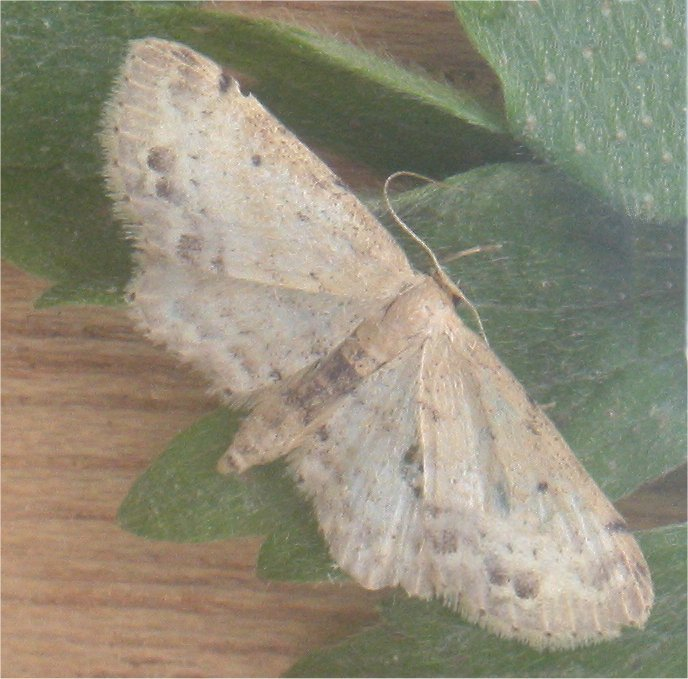
Idaea dimidiata (Hufnagel, 1767)
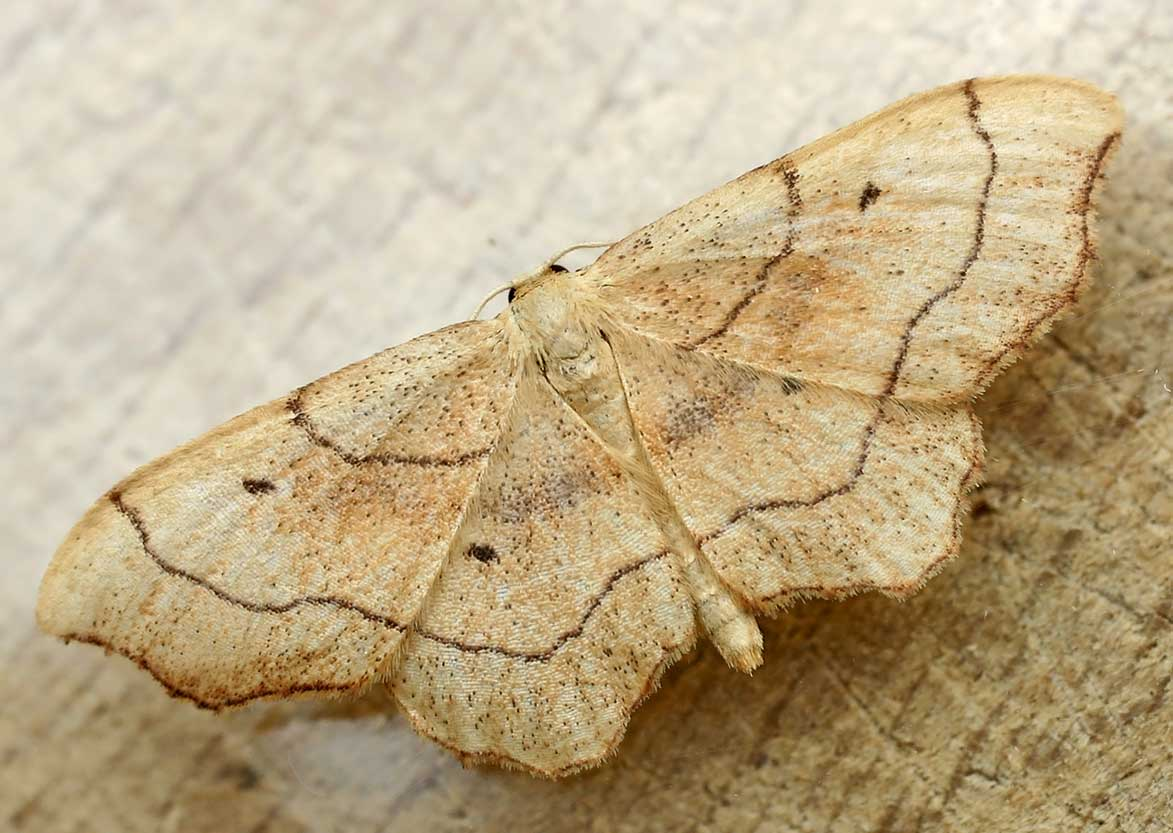
Idaea emarginata (Linnaeus, 1758)
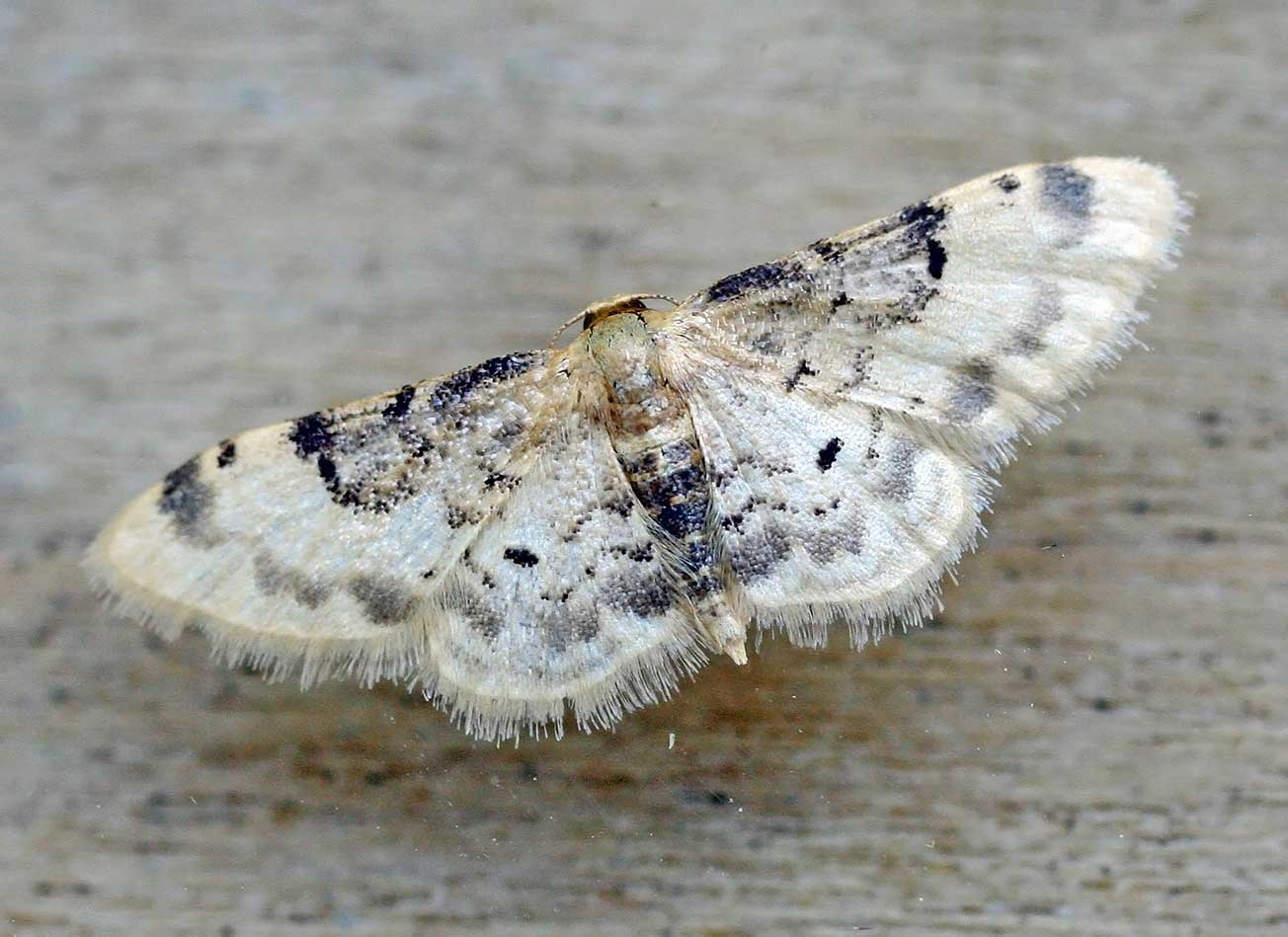
Idaea filicata (Hübner, 1799)
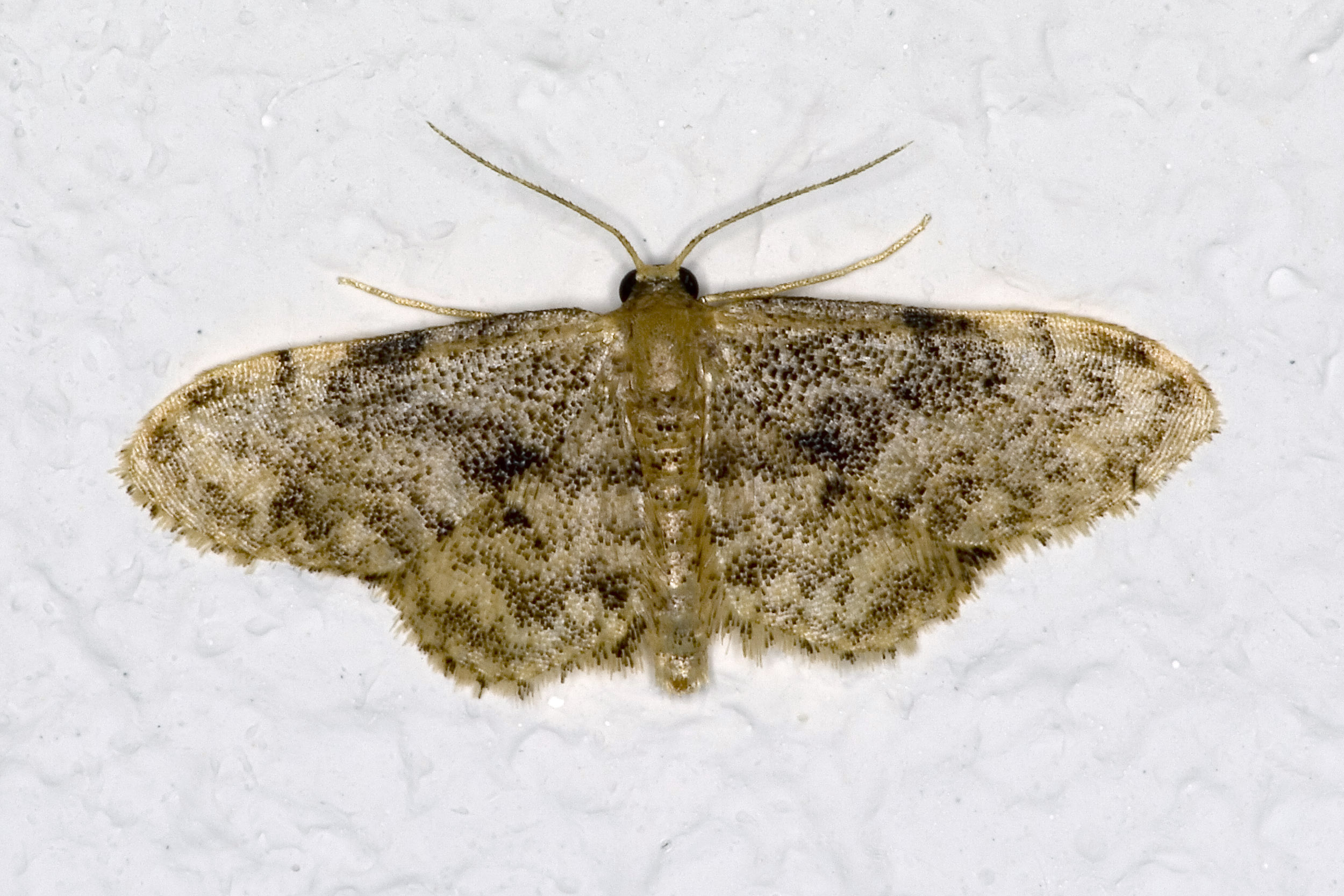
Idaea inquinata (Scopoli, 1763)
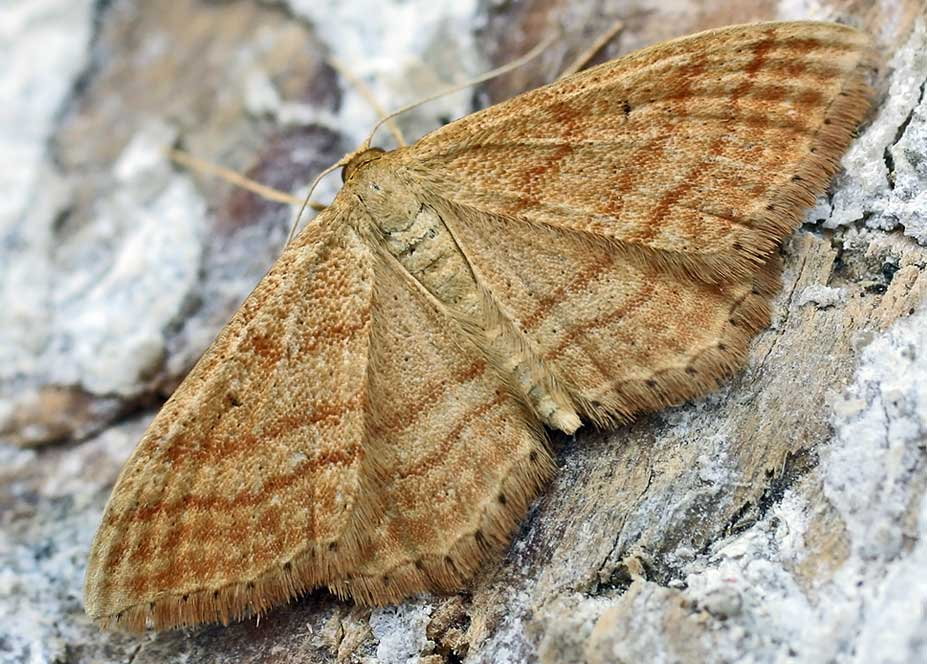
Idaea ochrata (Scopoli, 1763)
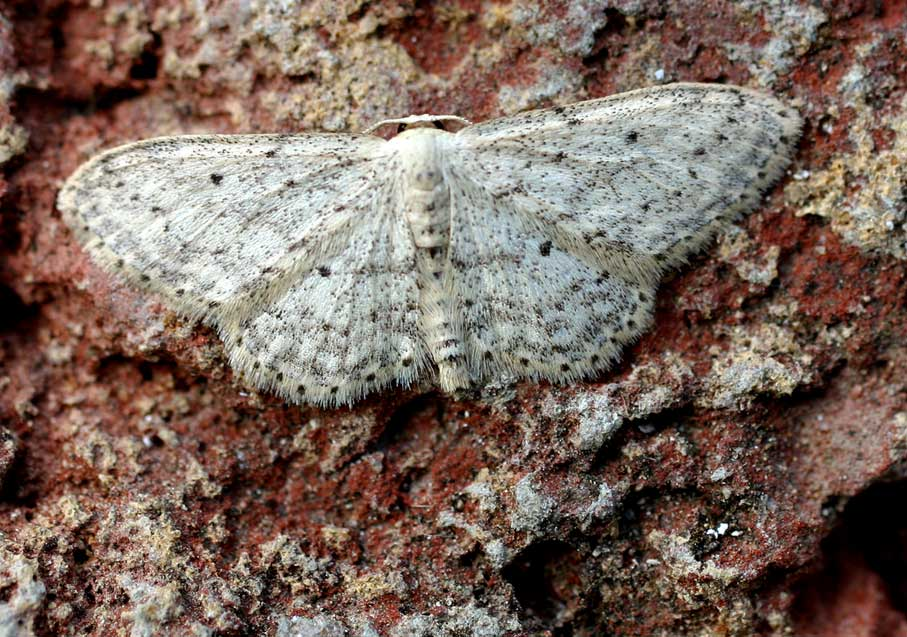
Idaea seriata (Schrank, 1802)

## Ligdia

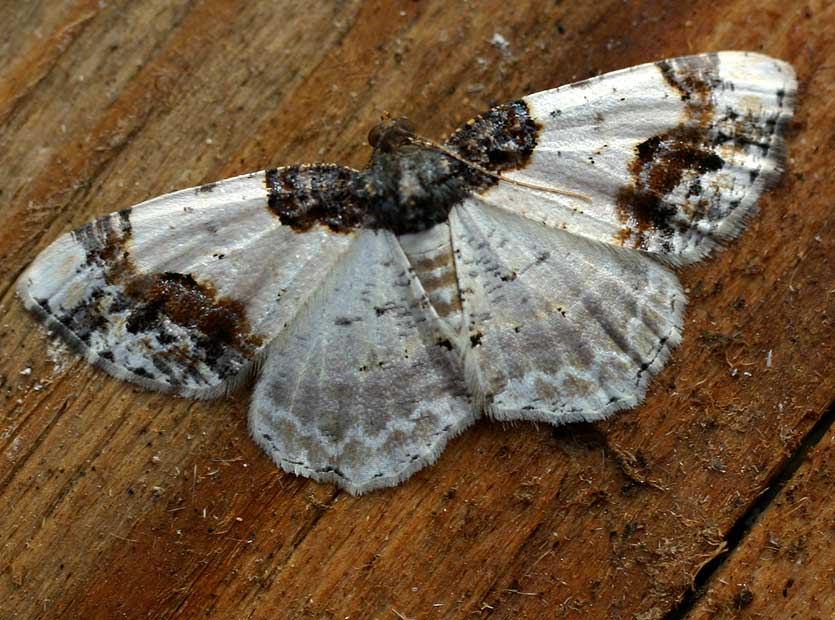
Ligdia adustata (Denis & Schiffermüller, 1775)

## Lomaspilis

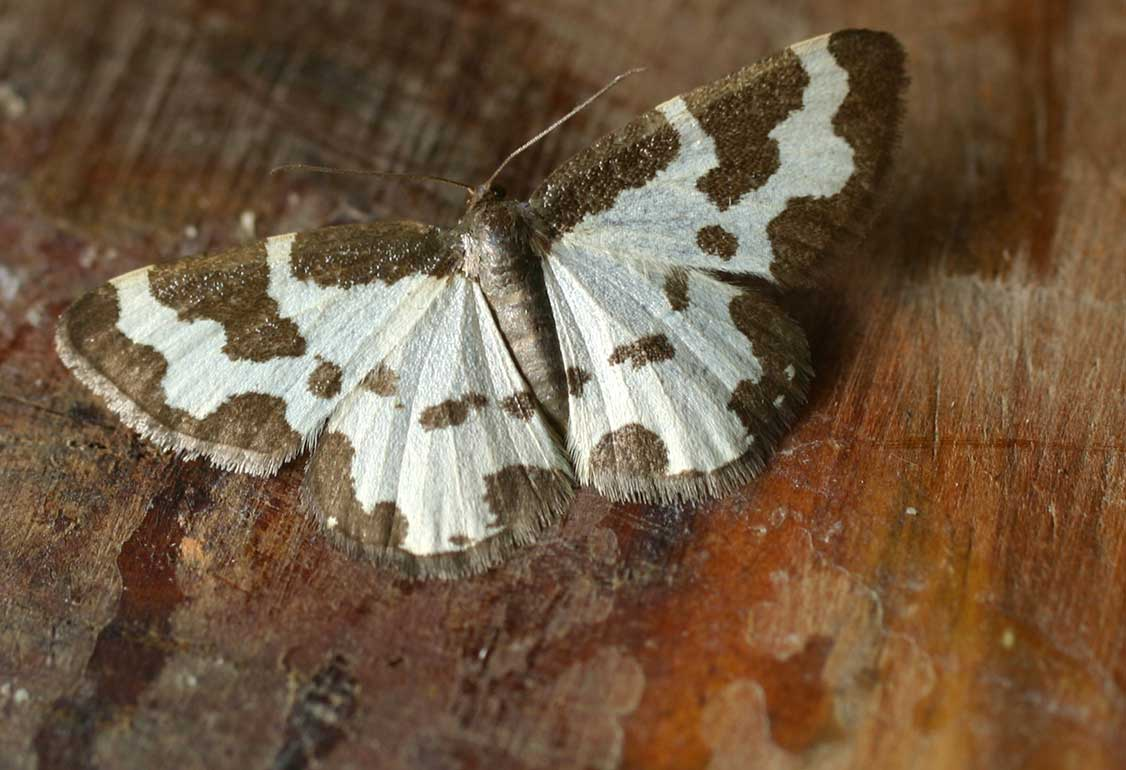
Lomaspilis marginata (Linnaeus, 1758)

## Lomographa

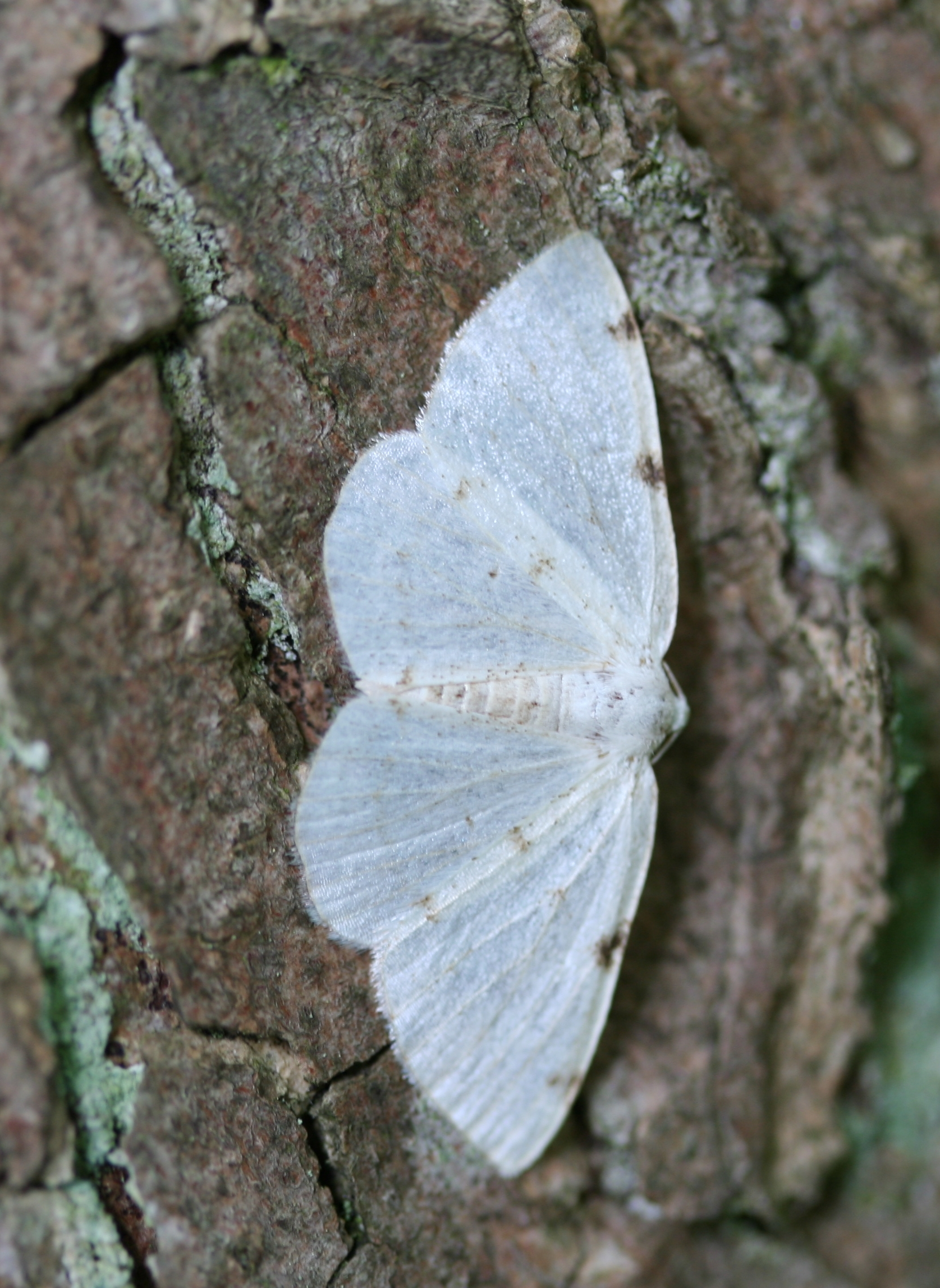
Lomographa bimaculata (Fabricius, 1775)
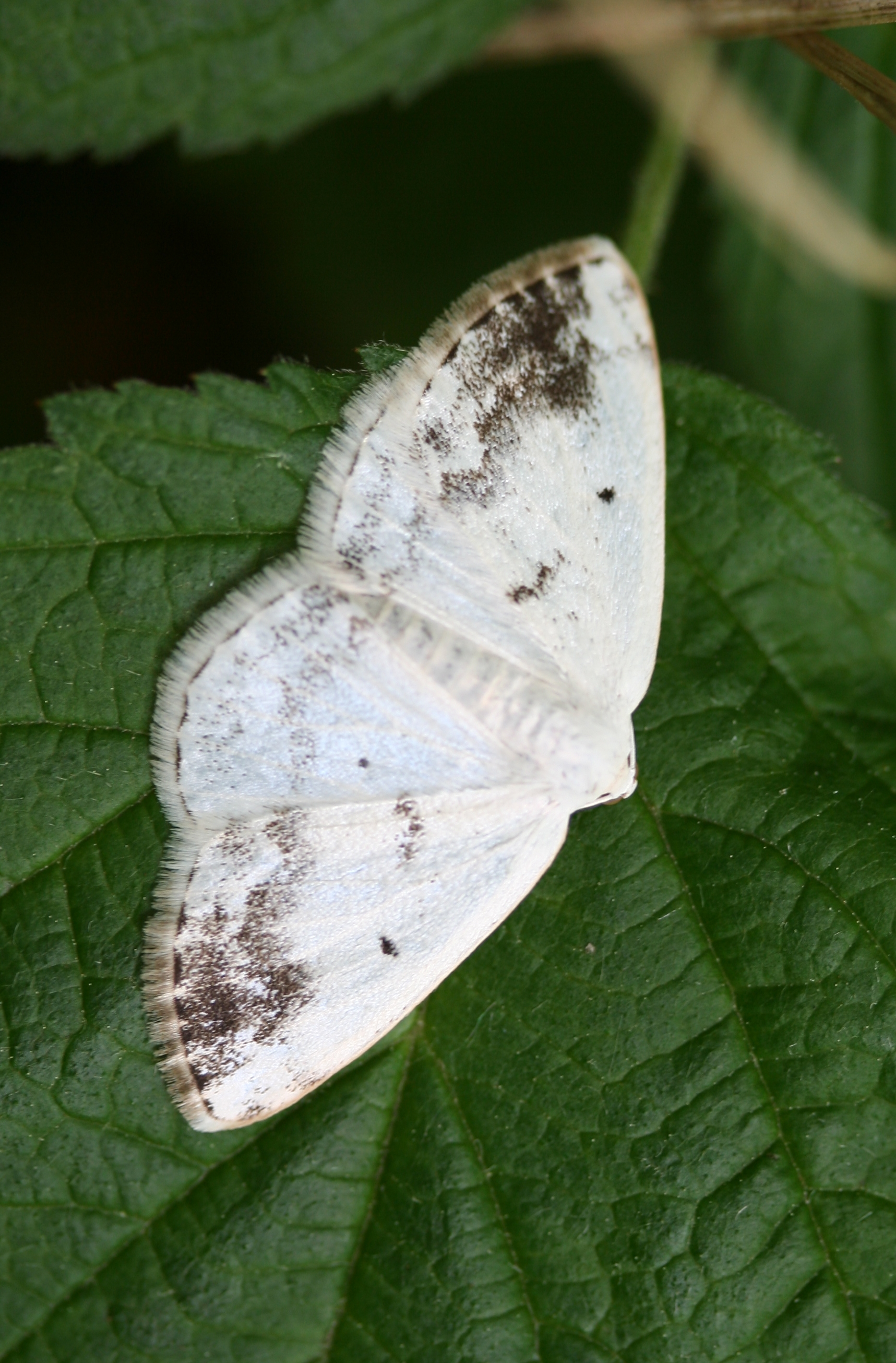
Lomographa temerata (Denis & Schiffermüller, 1775)

## Lycia

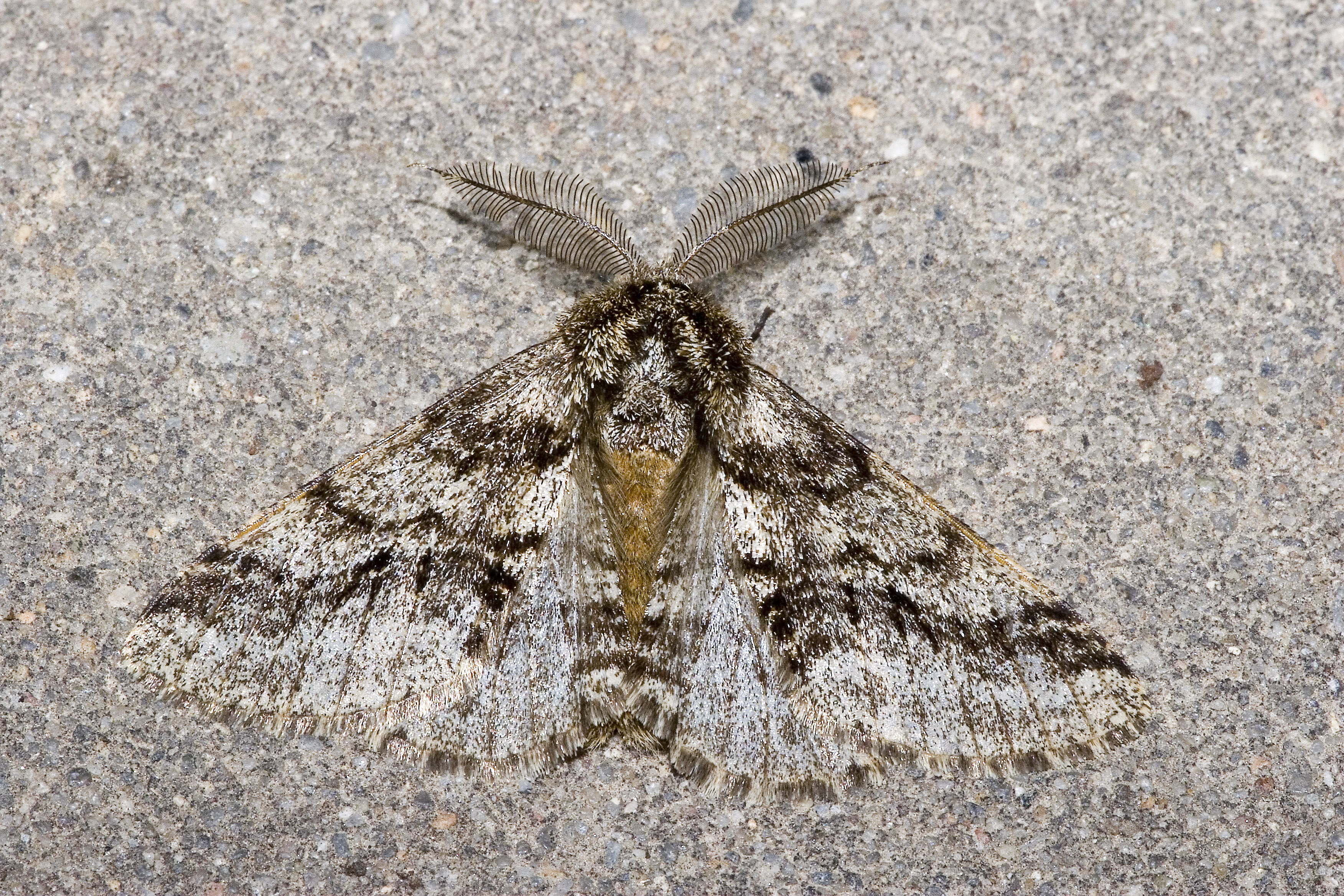
Lycia hirtaria (Clerck, 1795)

## Macaria

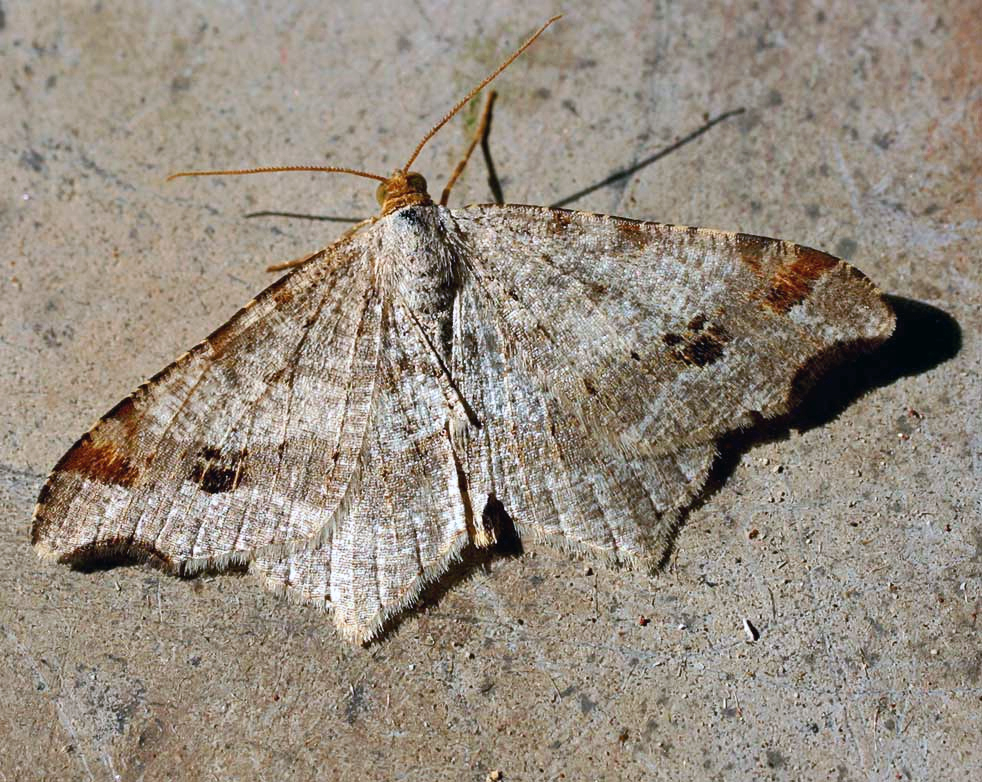
Macaria notata (Linnaeus, 1758)

## Melanthia

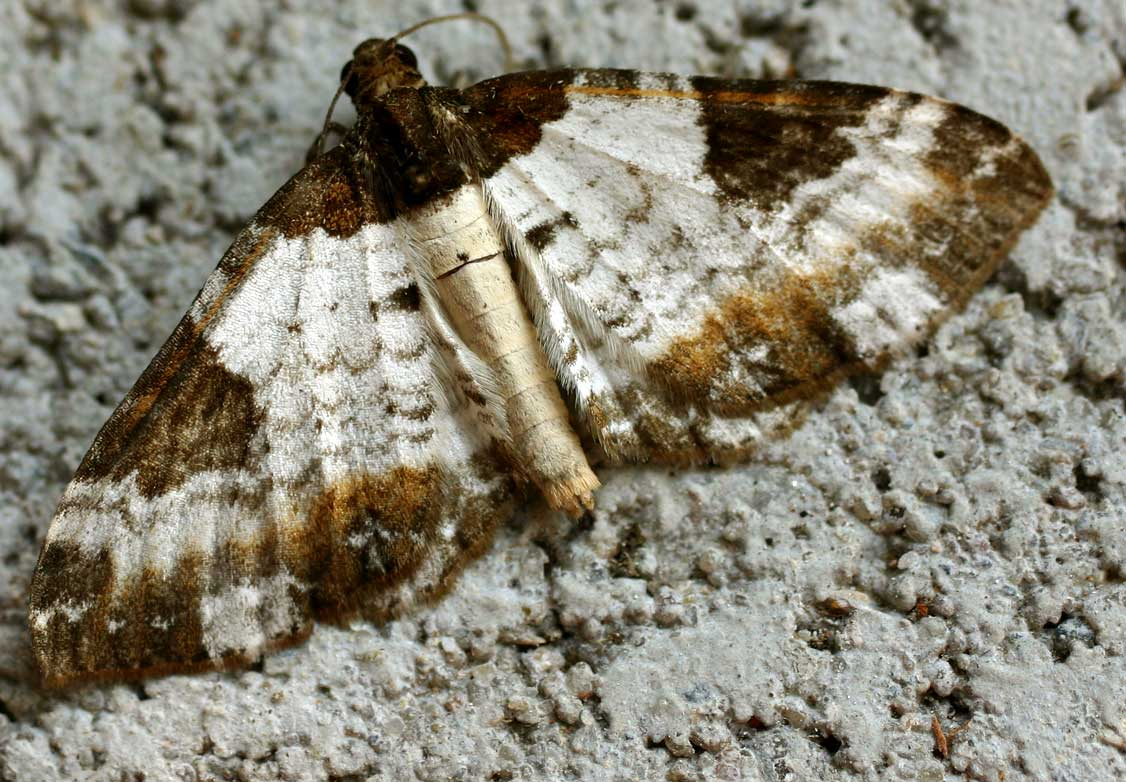
Melanthia procellata (Denis & Schiffermüller, 1775)

## Operophtera

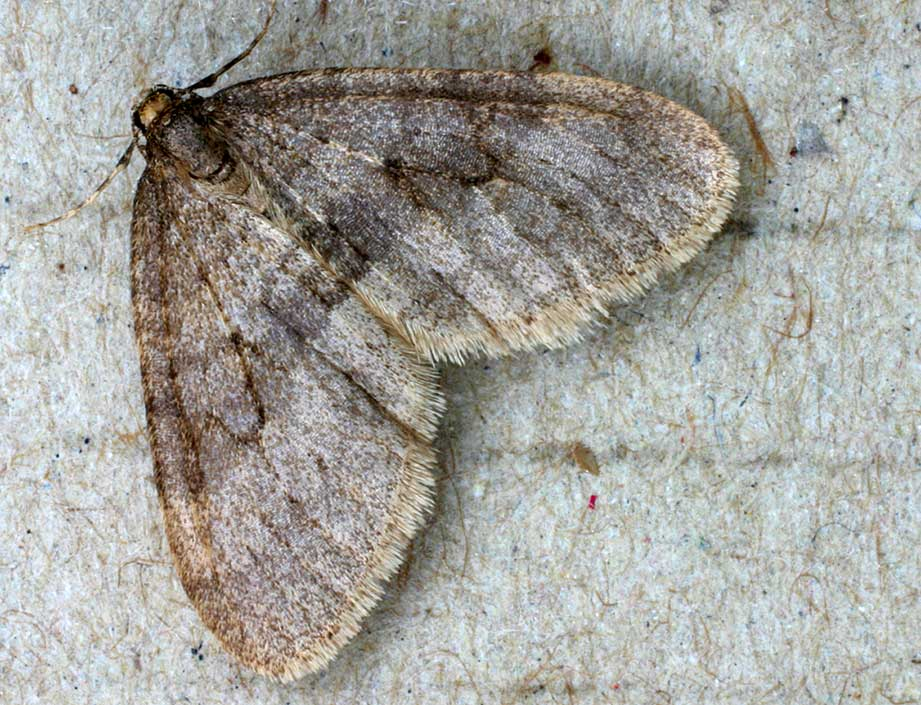
Operophtera brumata (Linnaeus, 1758)

## Opisthograptis

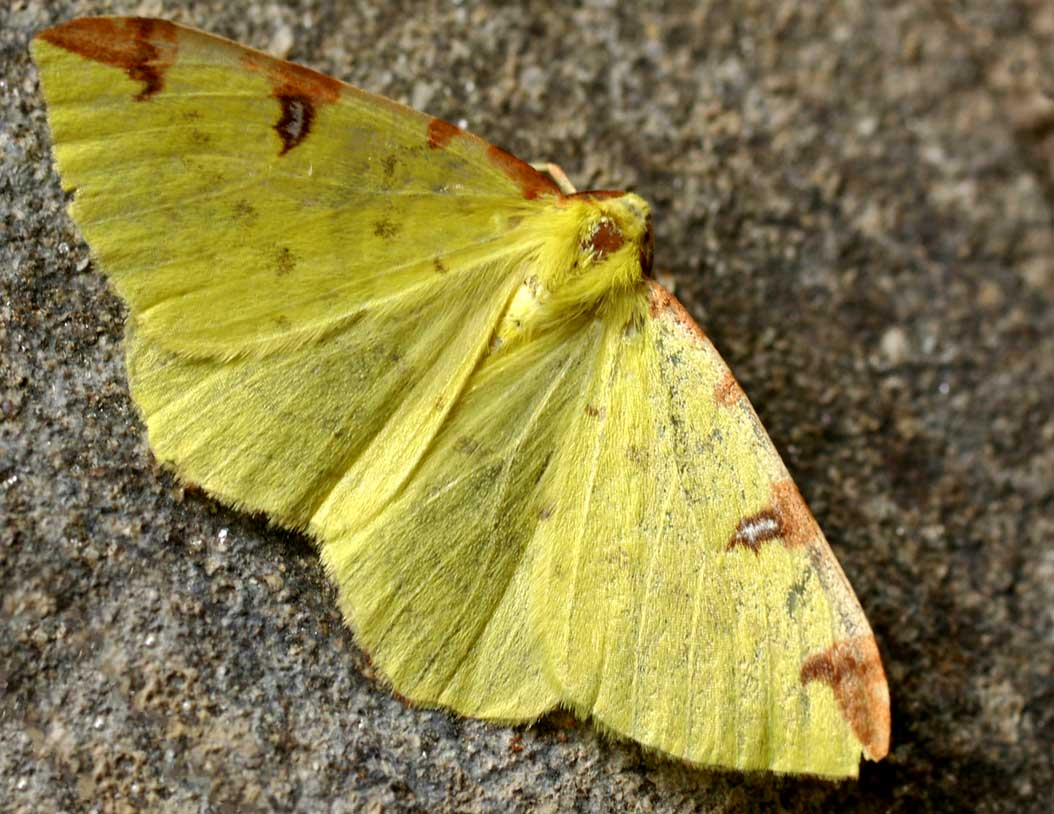
Opisthograptis luteolata (Linnaeus, 1758)

## Ourapteryx

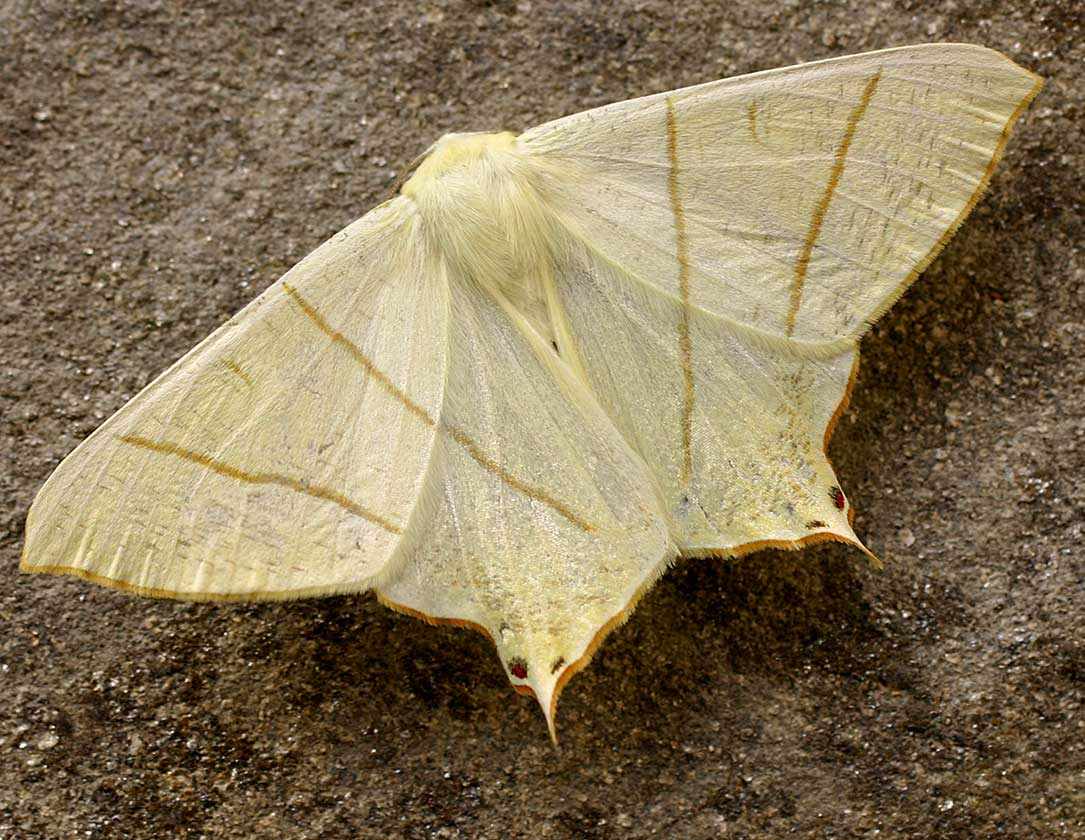
Ourapteryx sambucaria (Linnaeus, 1758)

## Pasiphila

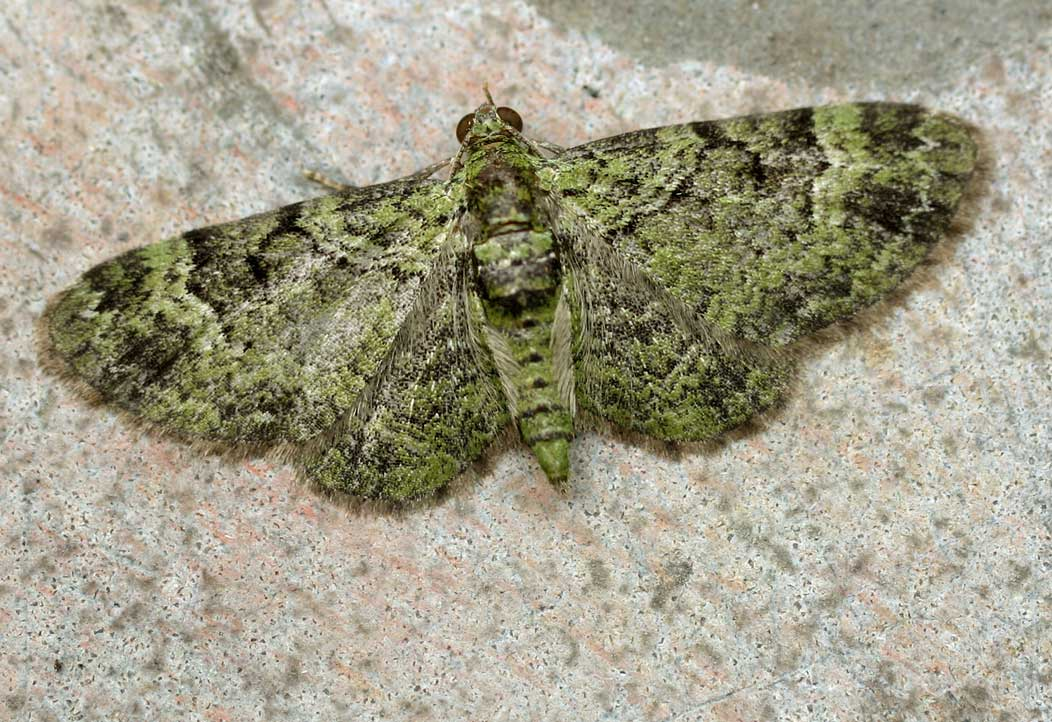
Pasiphila rectangulata (Linnaeus, 1758)

## Pelurga

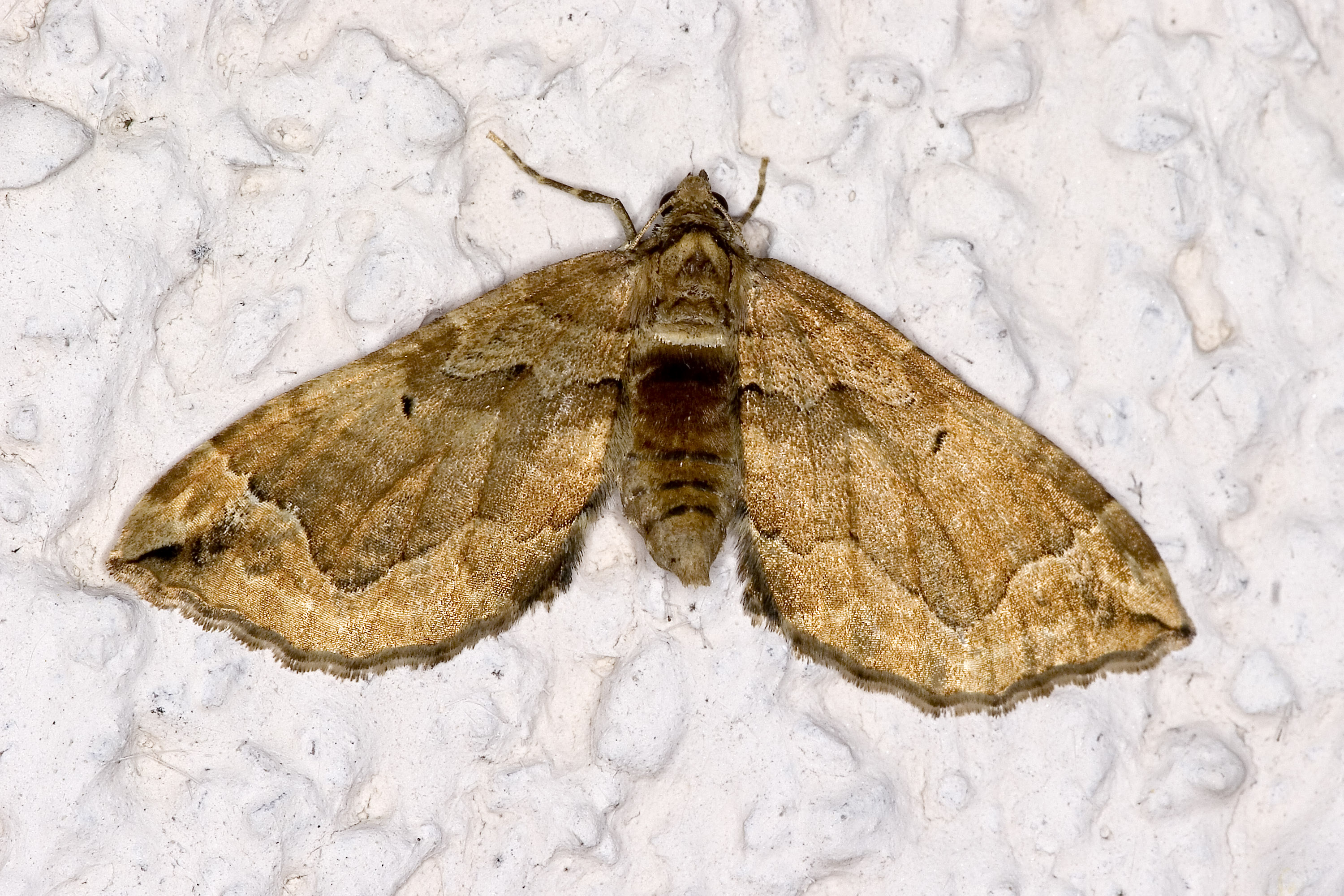
Pelurga comitata (Linnaeus, 1758)

## Peribatodes

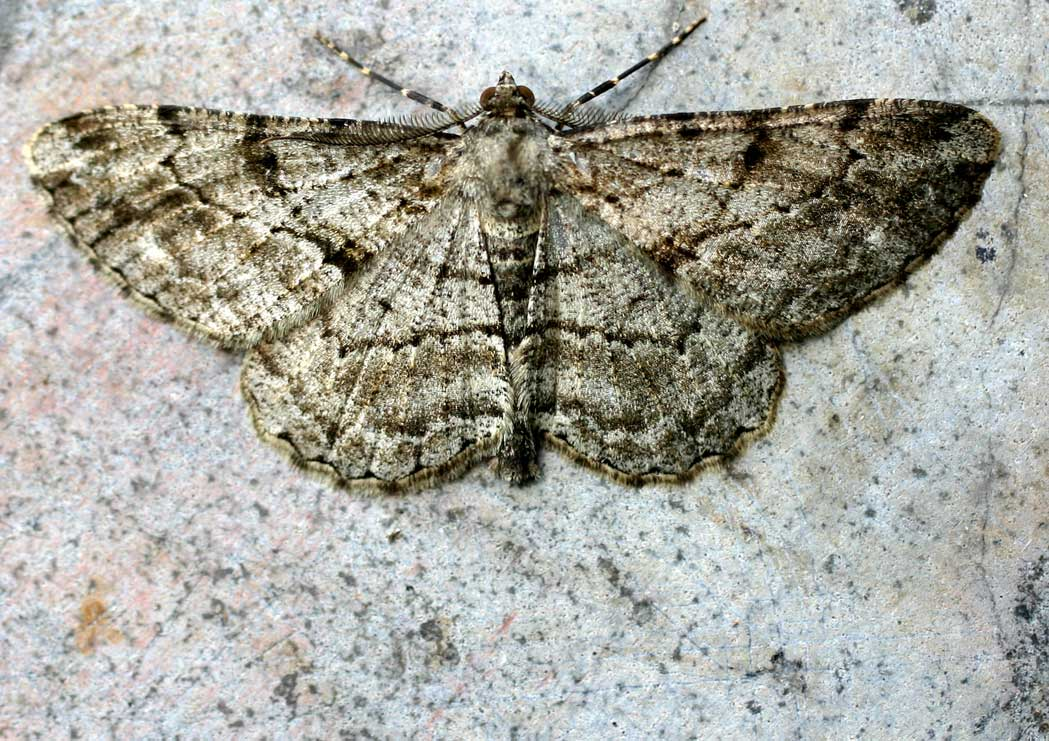
Peribatodes rhomboidaria (Denis & Schiffermüller, 1775)
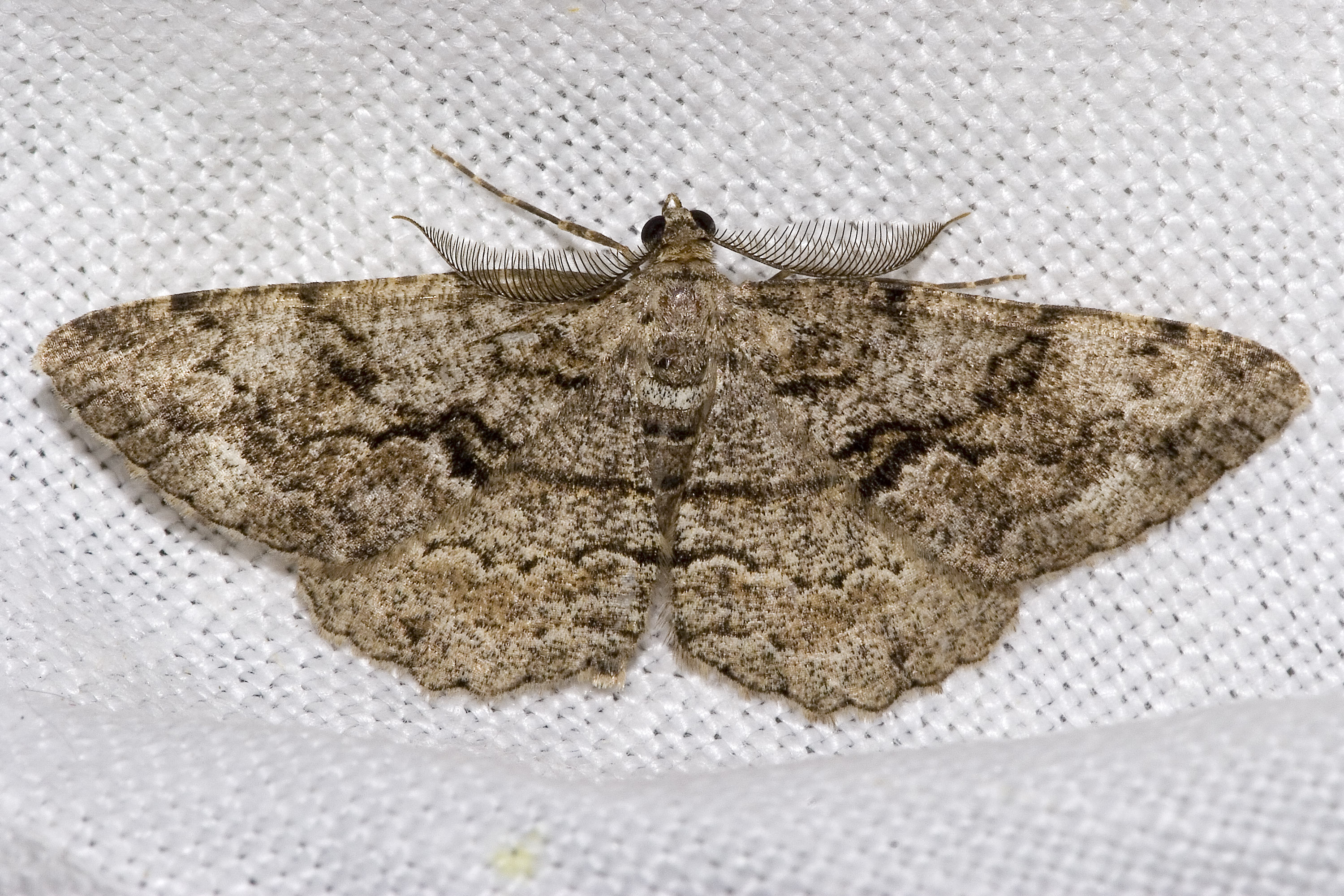
Peribatodes secundaria (Denis & Schiffermüller, 1775) mâle

## Perizoma

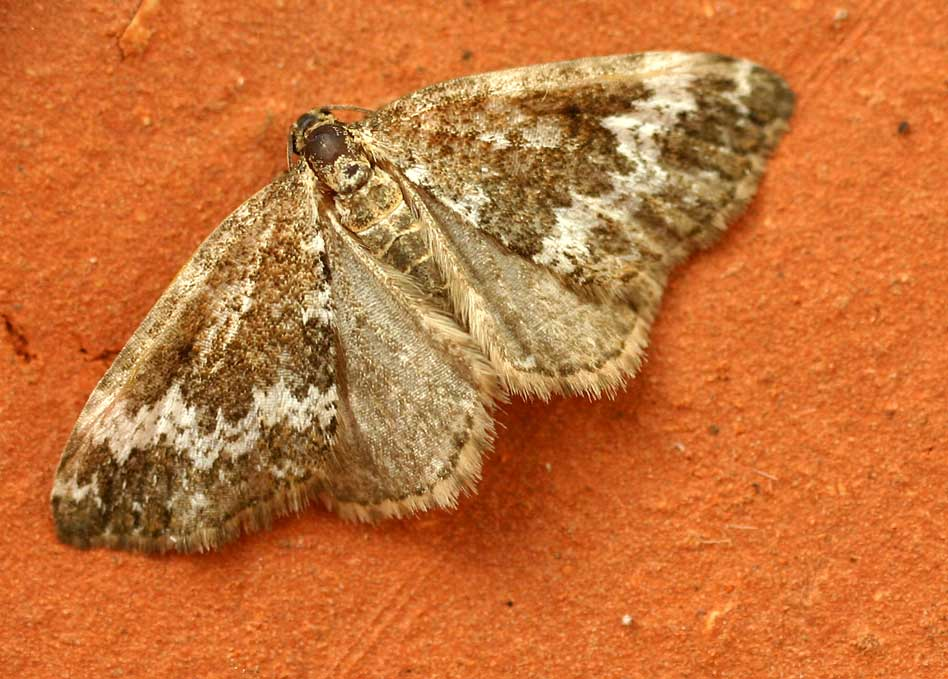
Perizoma alchemillata (Linnaeus, 1758)

## Petrophora

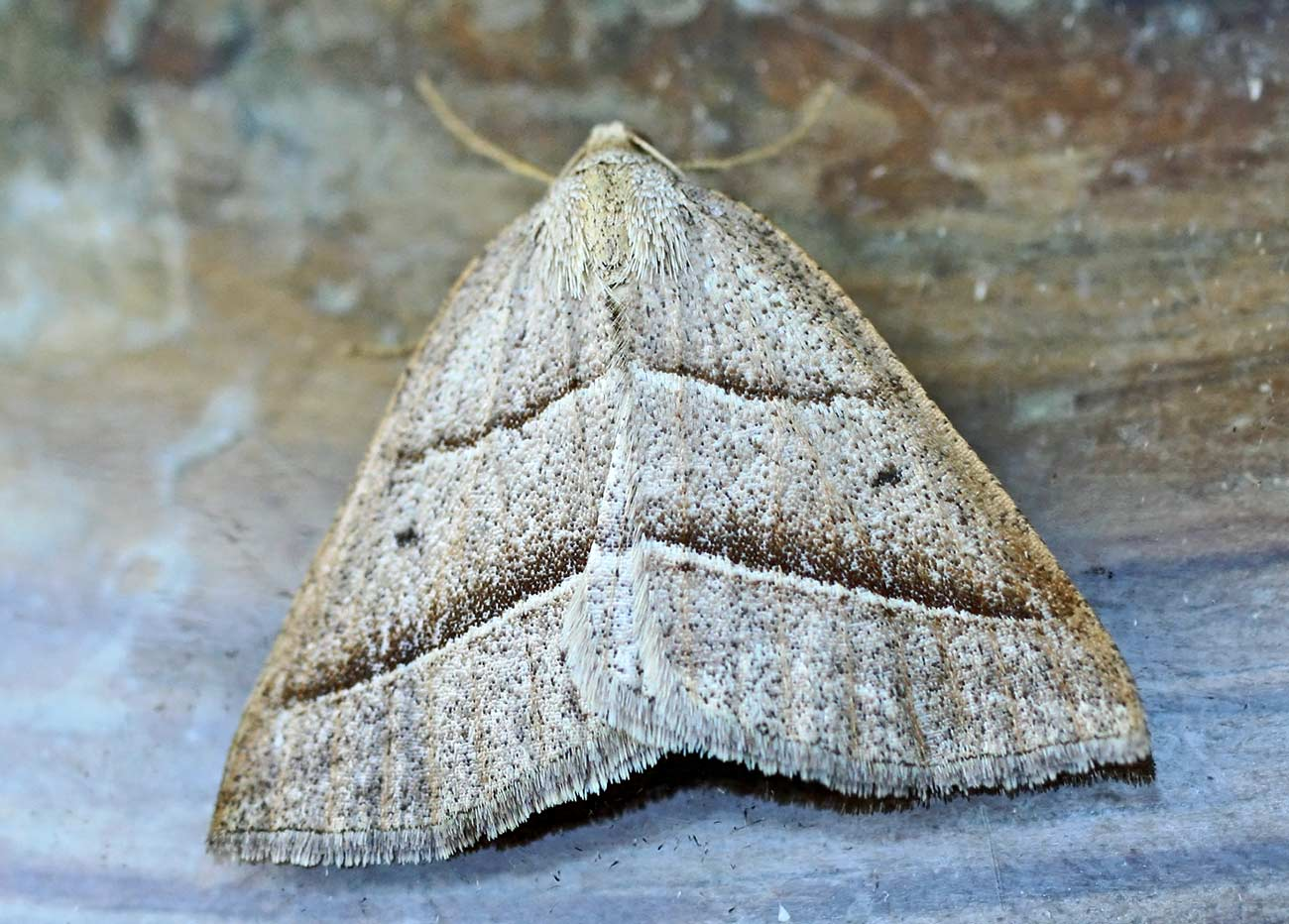
Petrophora chlorosata (Scopoli, 1763)

## Plemyria

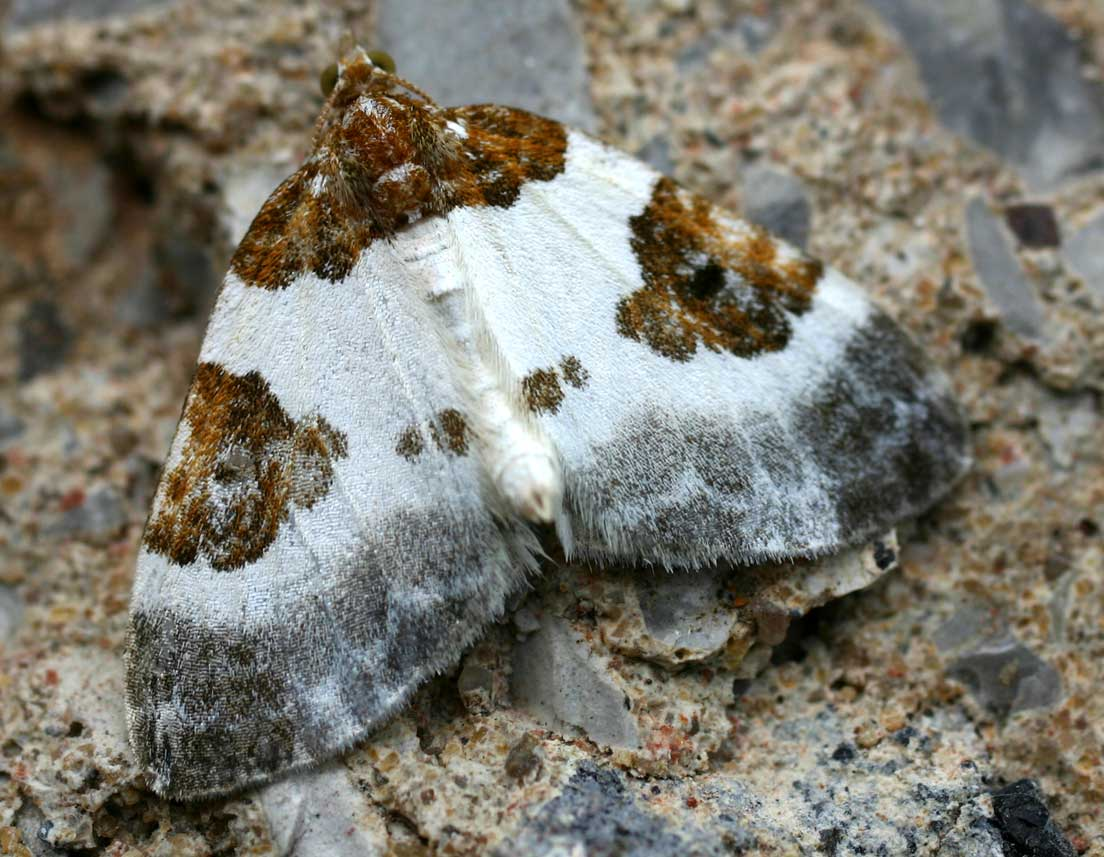
Plemyria rubiginata (Denis & schiffermüller, 1775)

## Pseudopanthera

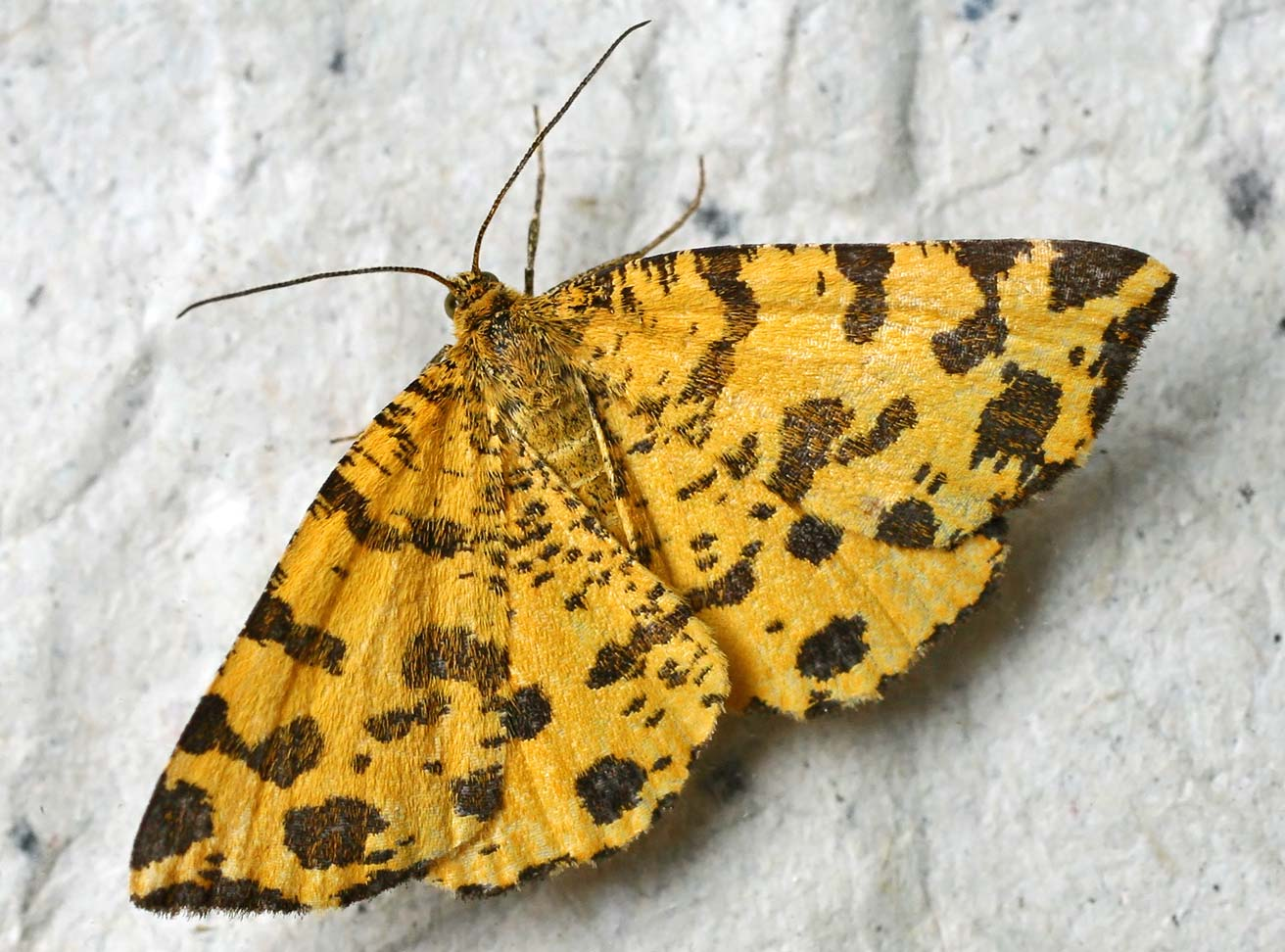
Pseudopanthera macularia (Linnaeus, 1758)

## Rheumaptera

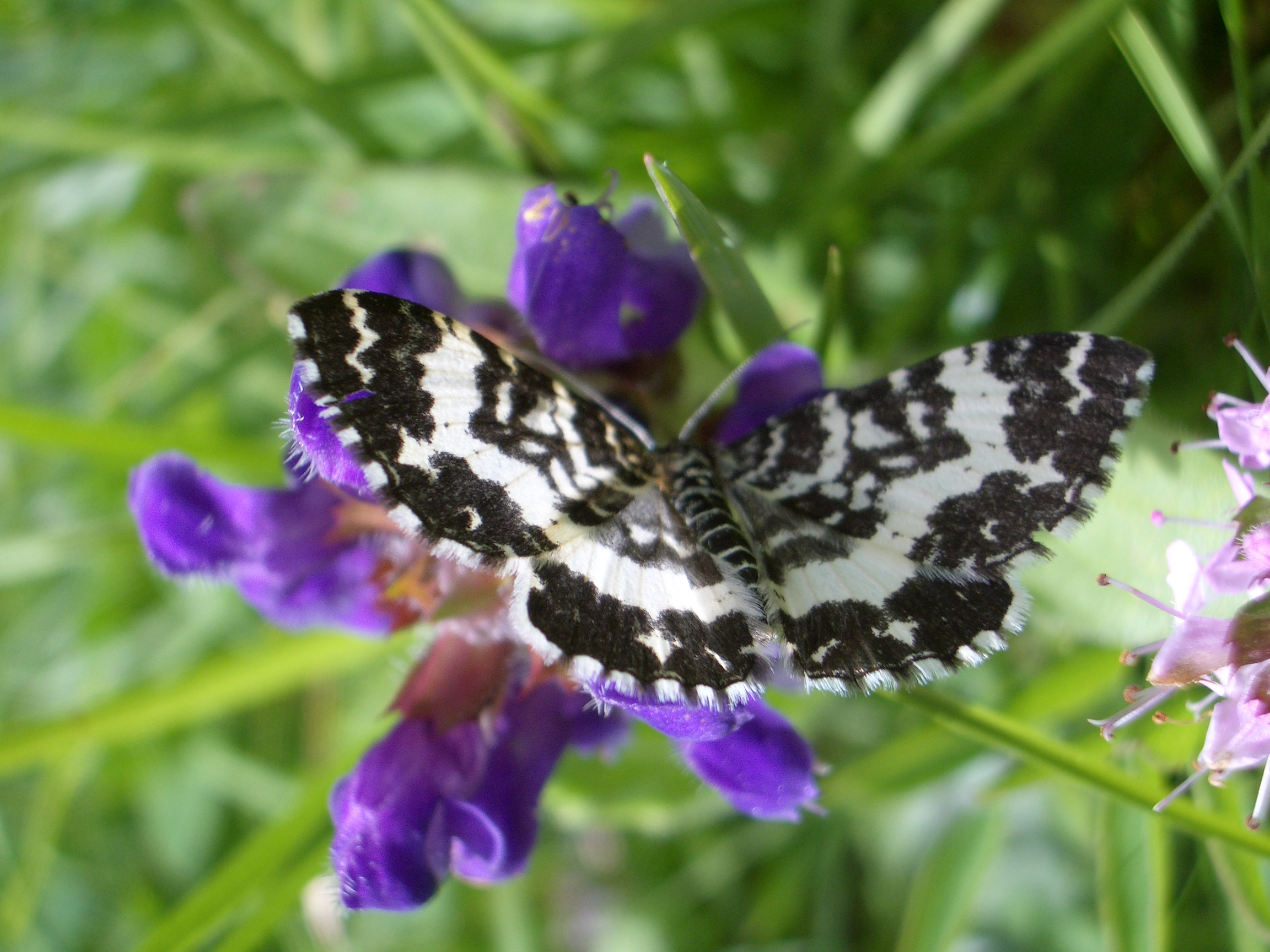
Rheumaptera hastata (Linnaeus, 1758)

## Scopula

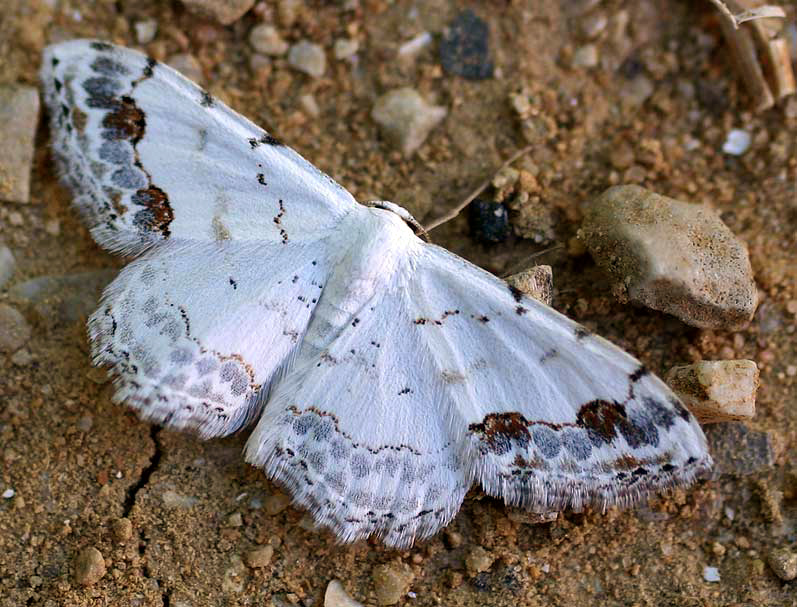
Scopula (Scopula) decorata (Denis & Schiffermüller, 1775)
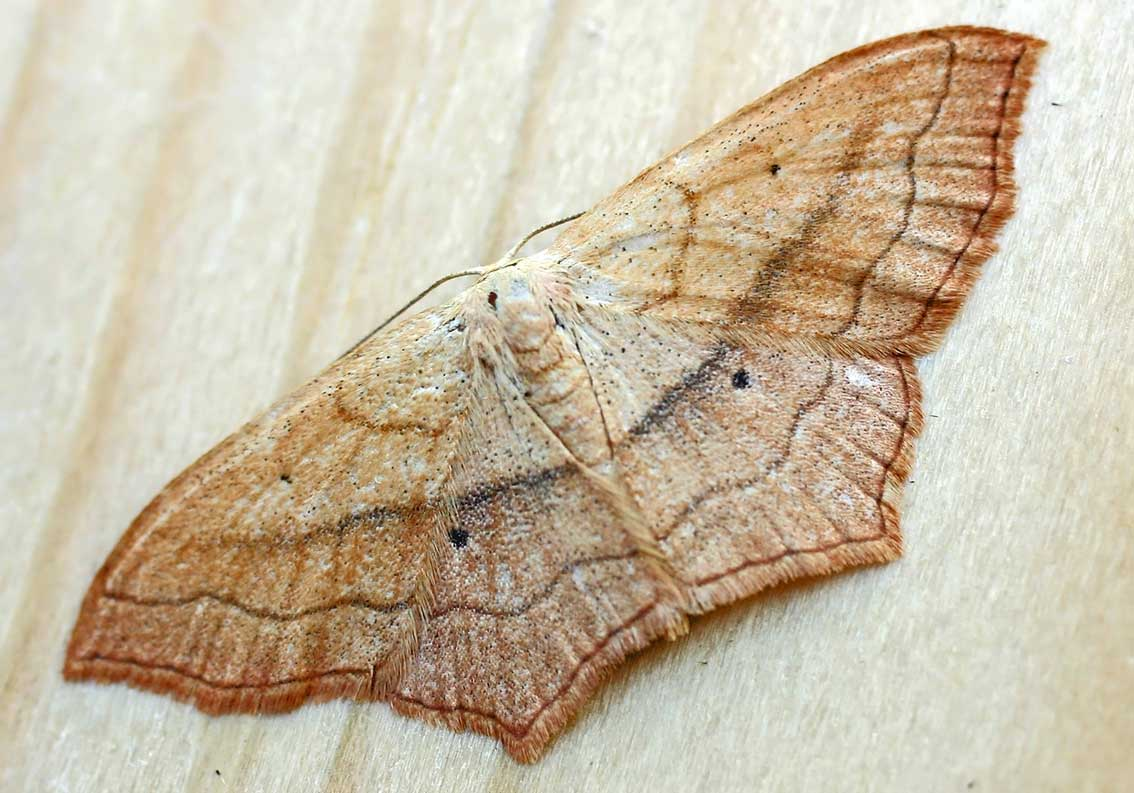
Scopula (Ustocidalia) imitaria (Hübner, 1799)
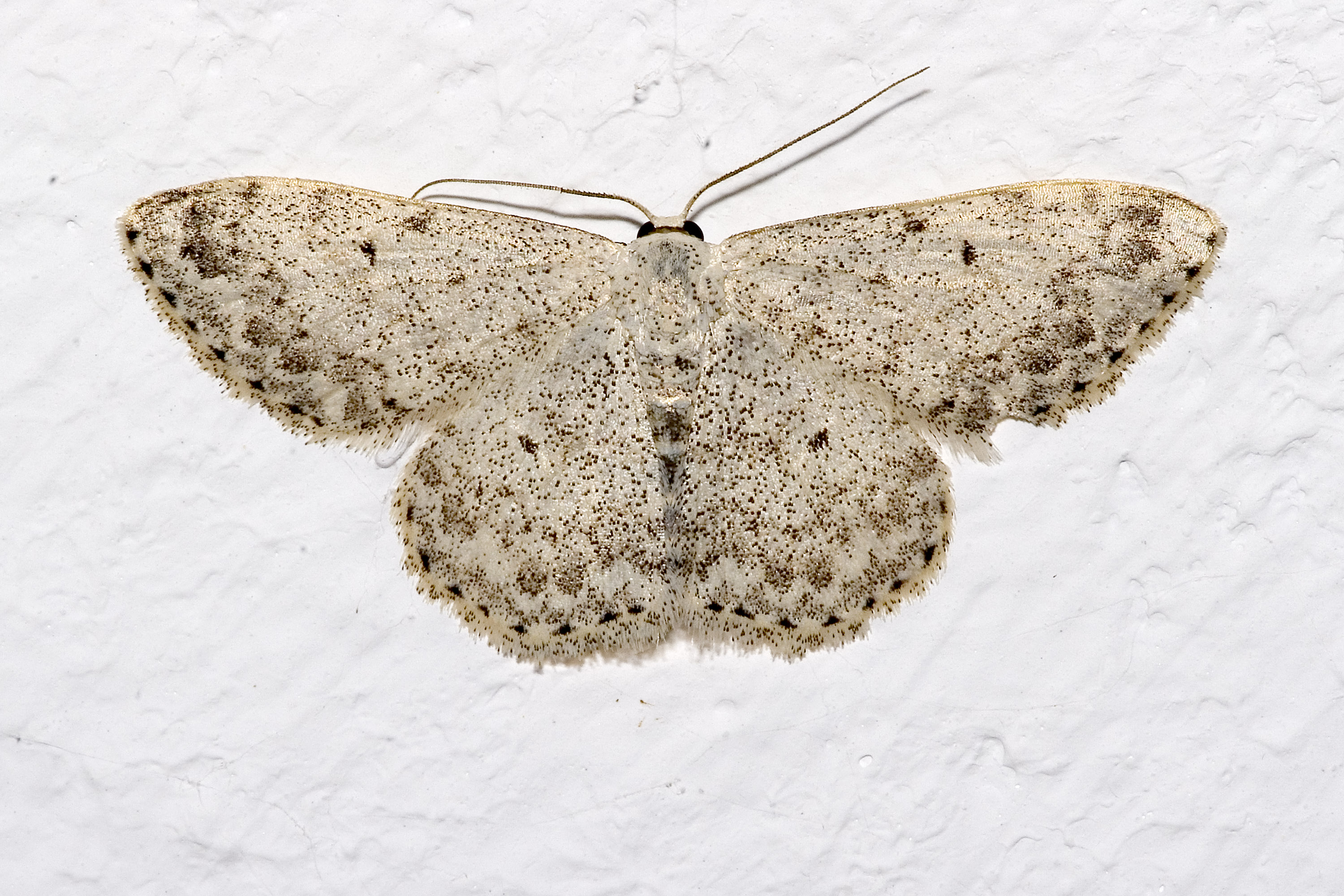
Scopula (Ustocidalia) marginepunctata (Goeze, 1781)

## Scotopteryx

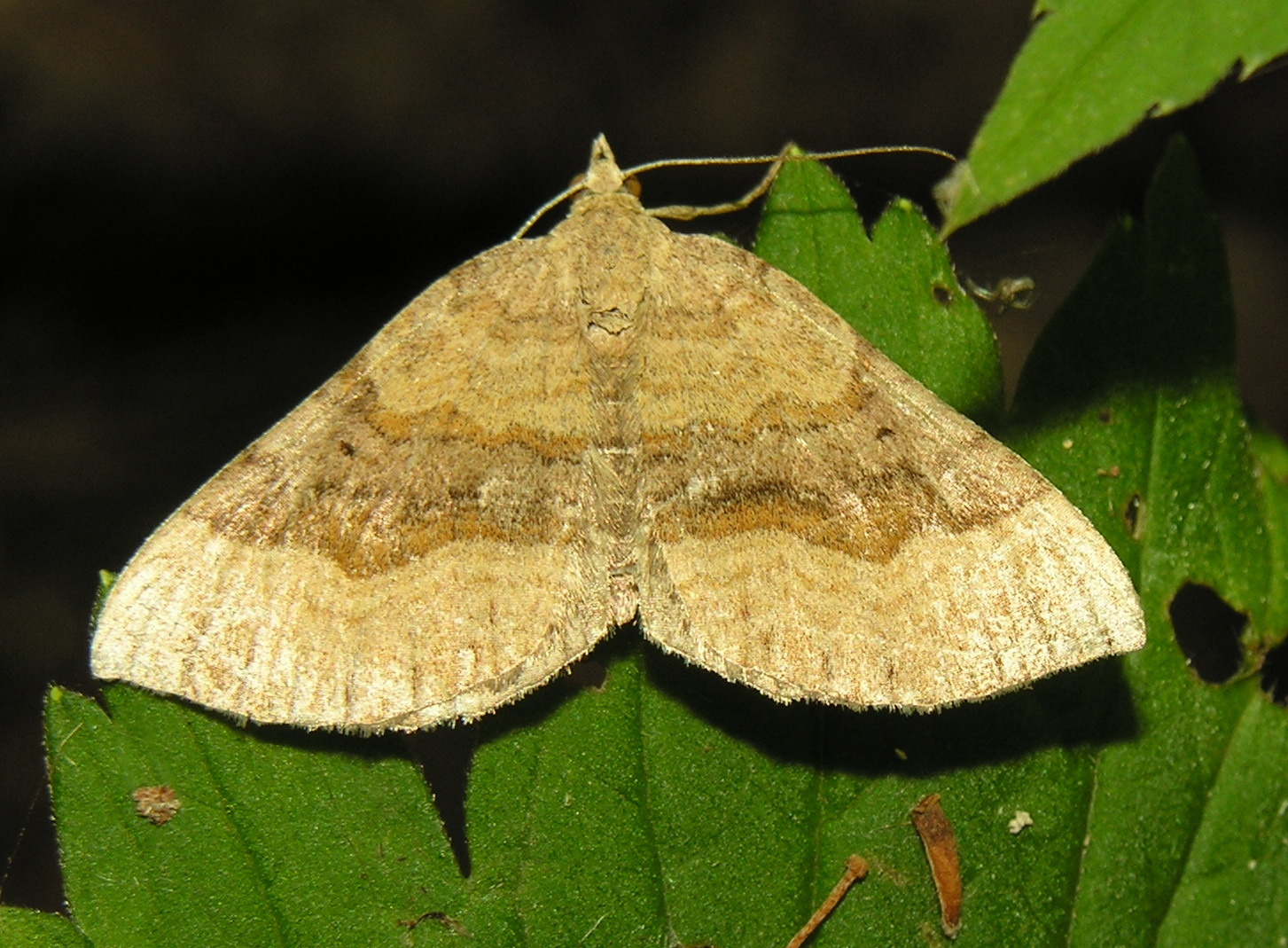
Scotopteryx chenopodiata (Linnaeus, 1758)

## Selenia

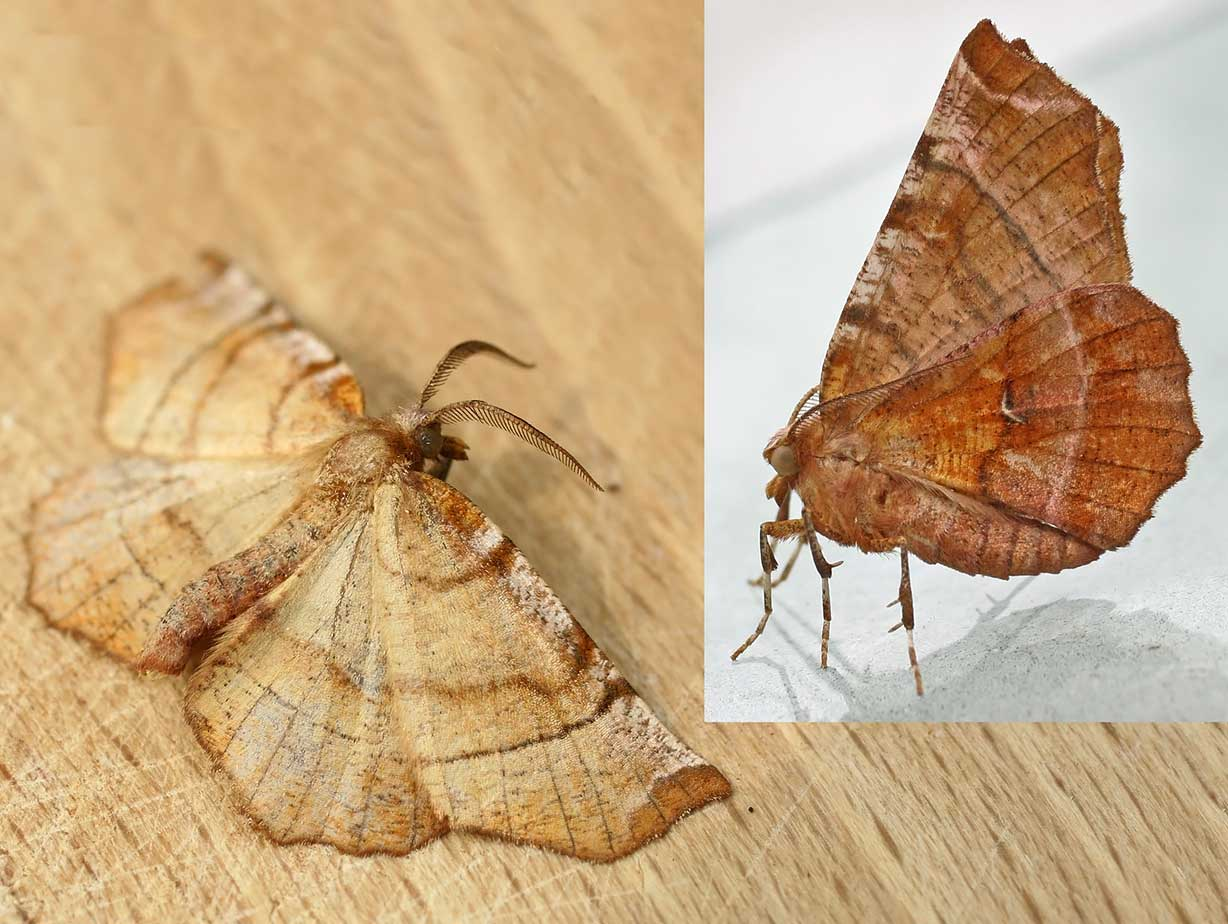
Selenia dentaria (Fabricius, 1775)
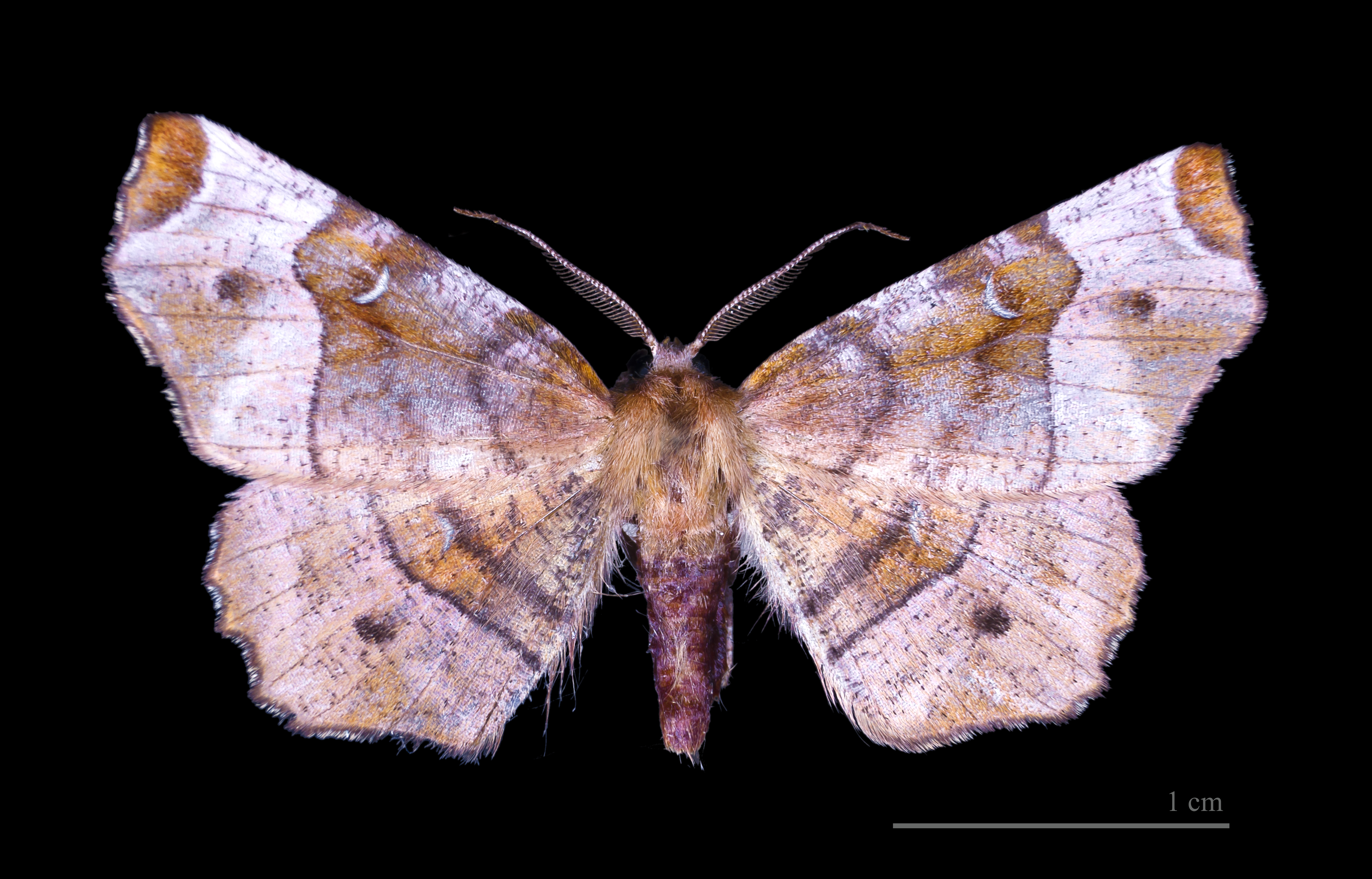
Selenia tetralunaria (Hufnagel, 1767)

## Siona

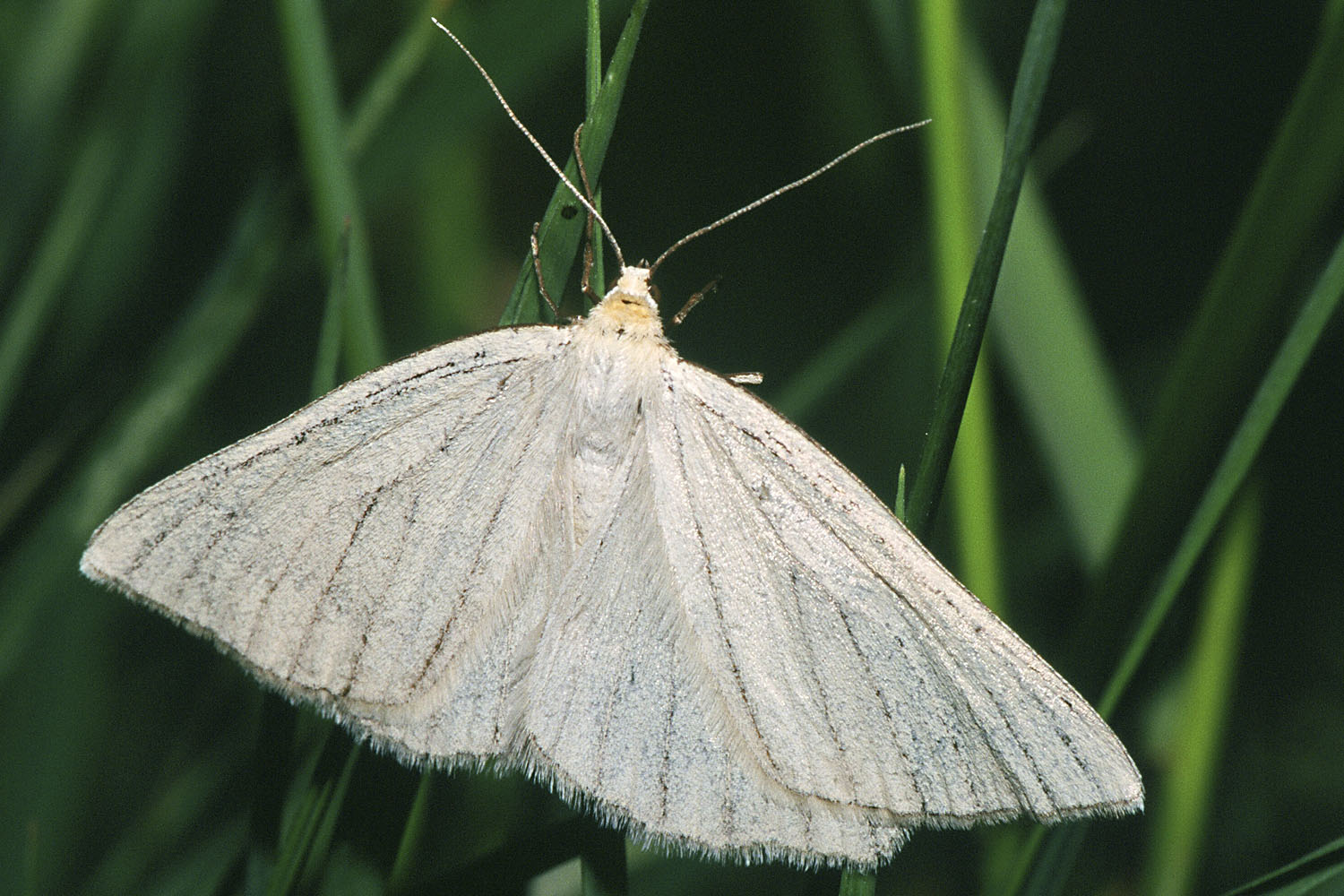
Siona lineata (Scopoli, 1763)

## Thera

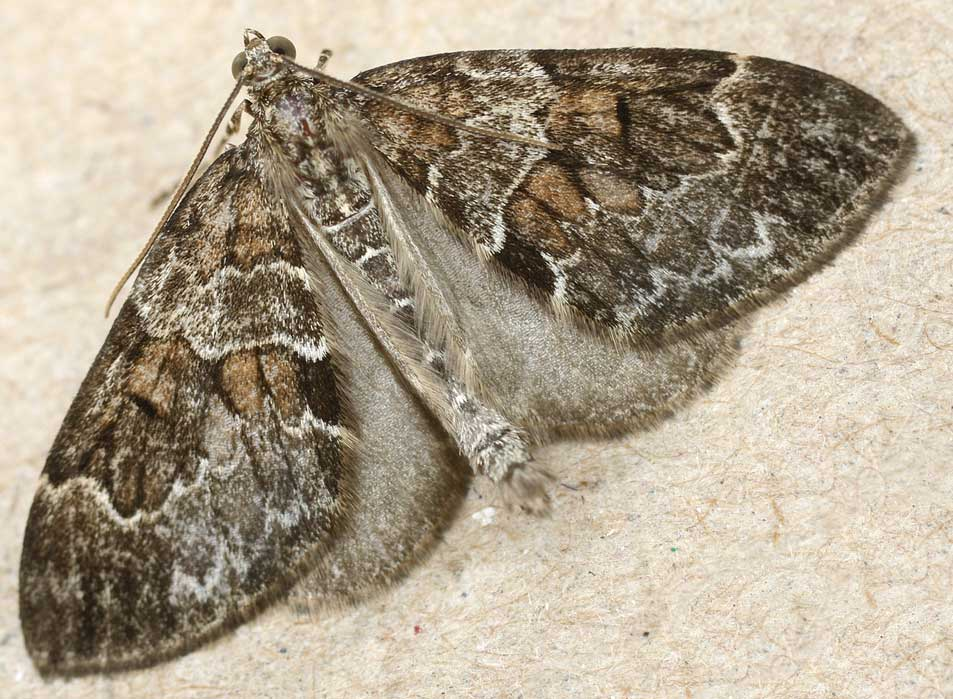
Thera britannica (Turner, 1925)
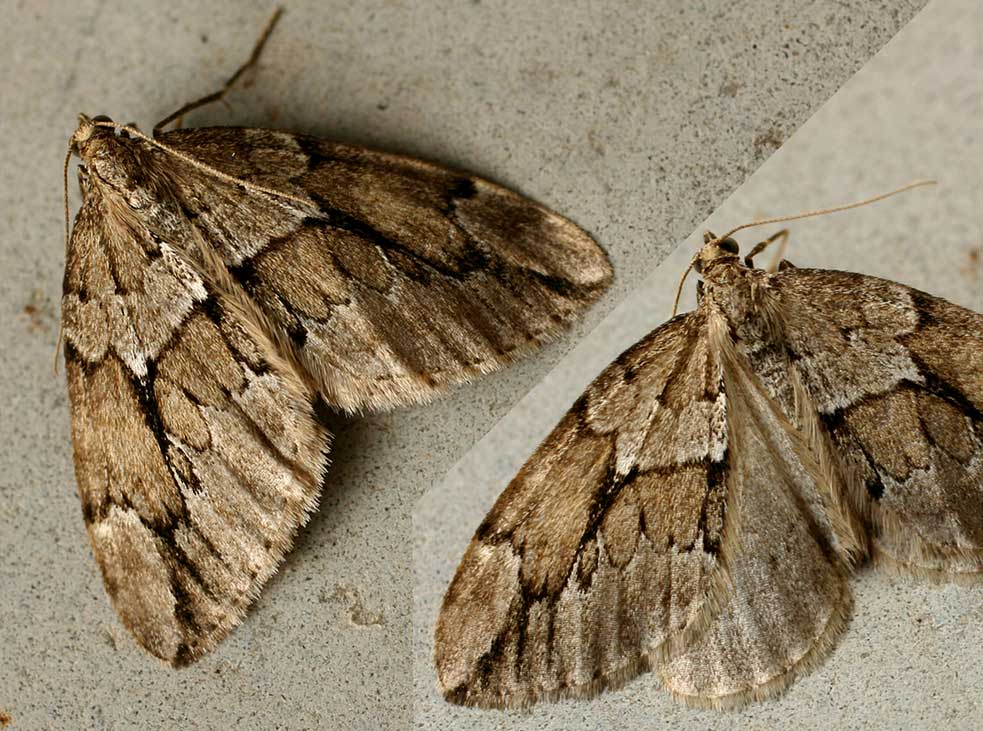
Thera juniperata (Linnaeus, 1758)

## Timandra

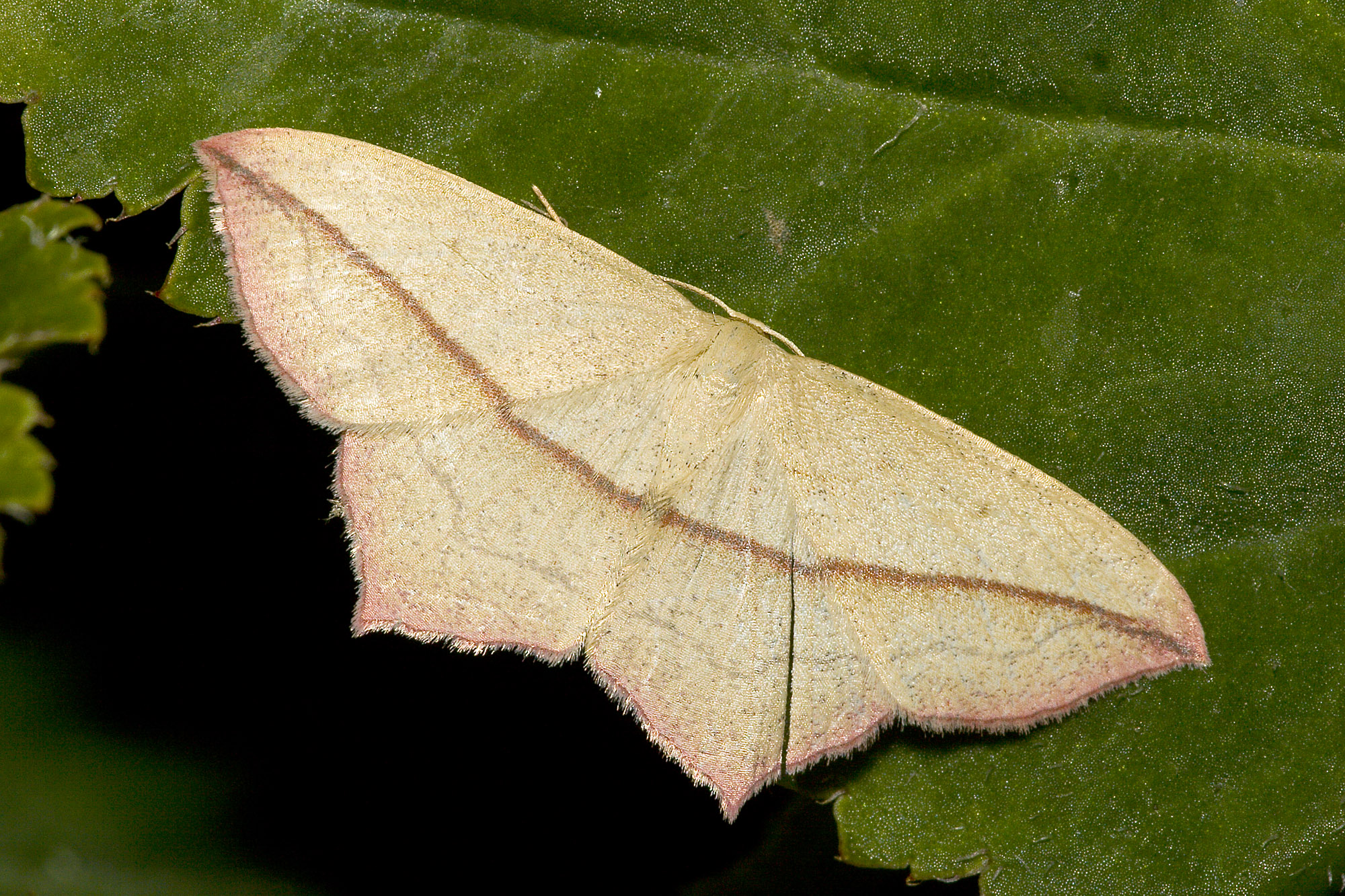
Timandra comae Schmidt, 1931

## Xanthorhoe

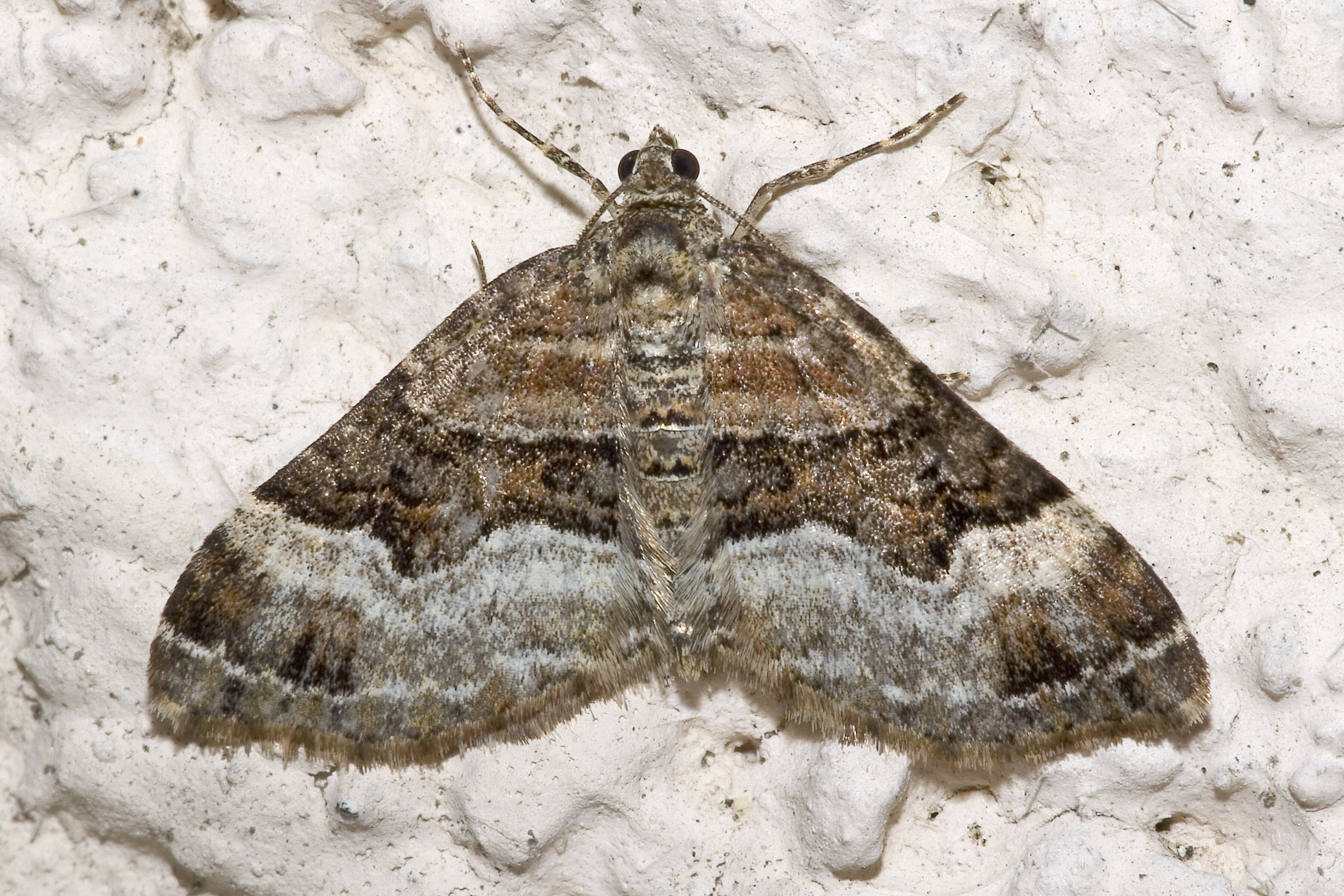
Xanthorhoe biriviata (Borkhausen, 1794)
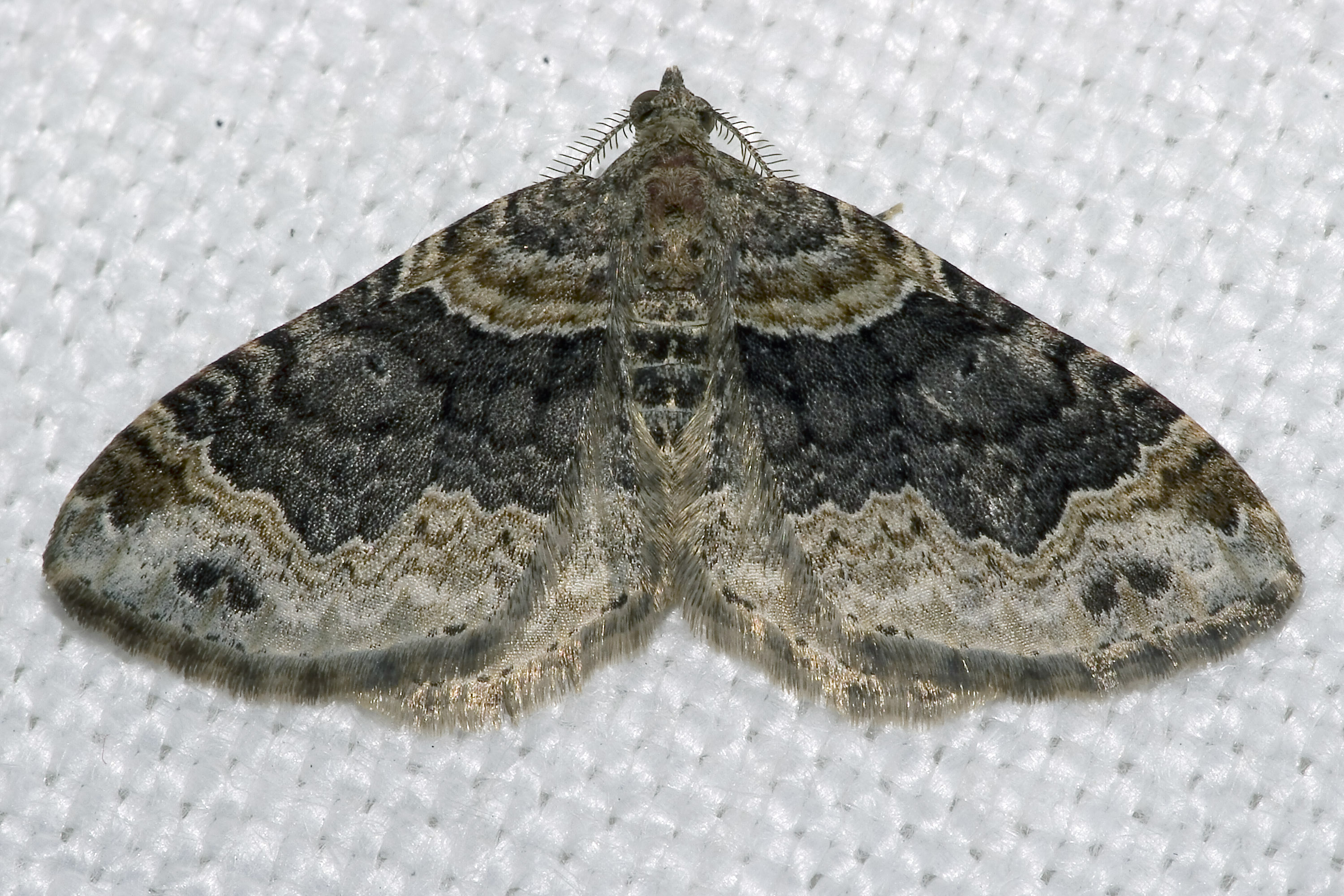
Xanthorhoe ferrugata (Clerck, 1759)
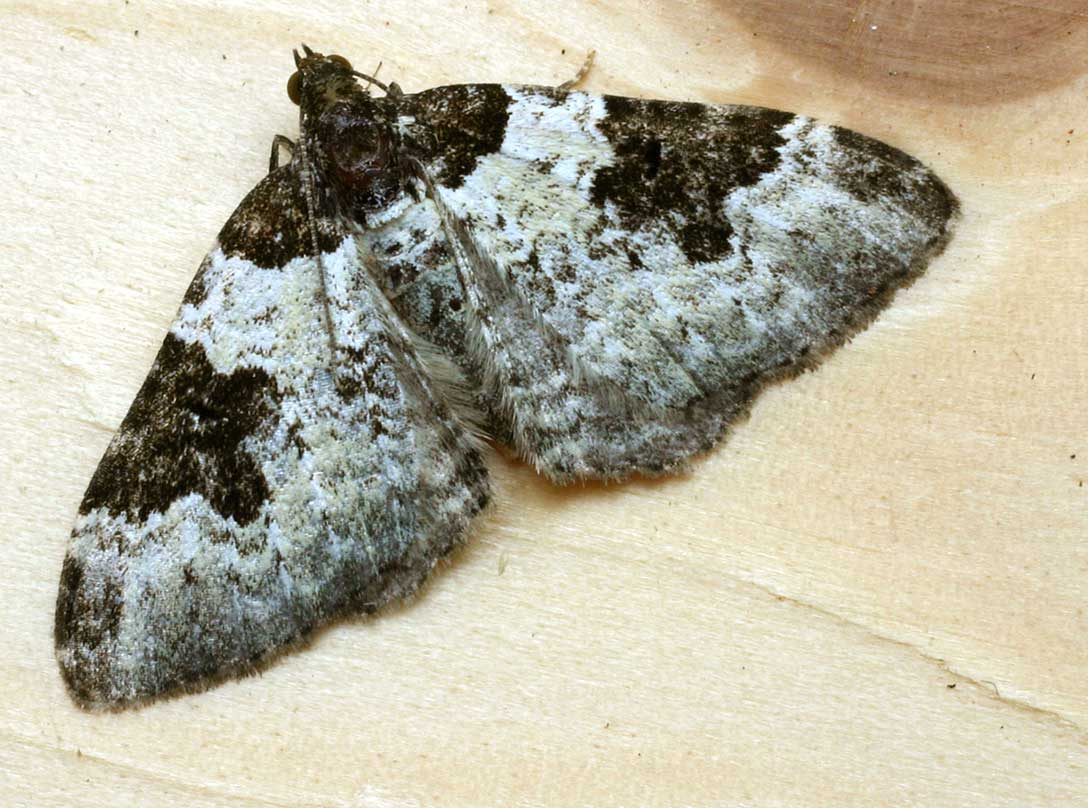
Xanthorhoe fluctuata (Linnaeus, 1758)
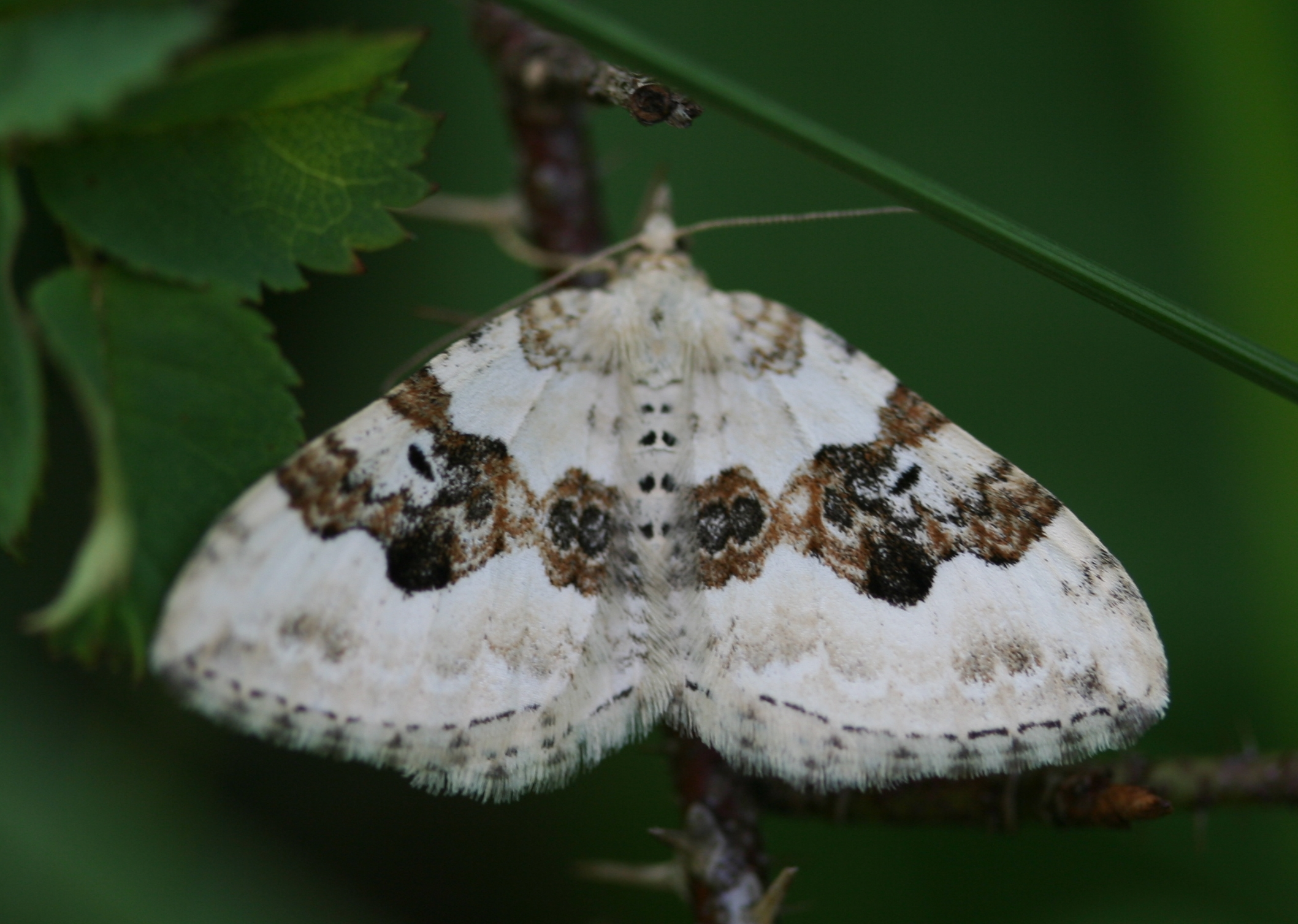
Xanthorhoe montanata (Denis & Schiffermüller, 1775)
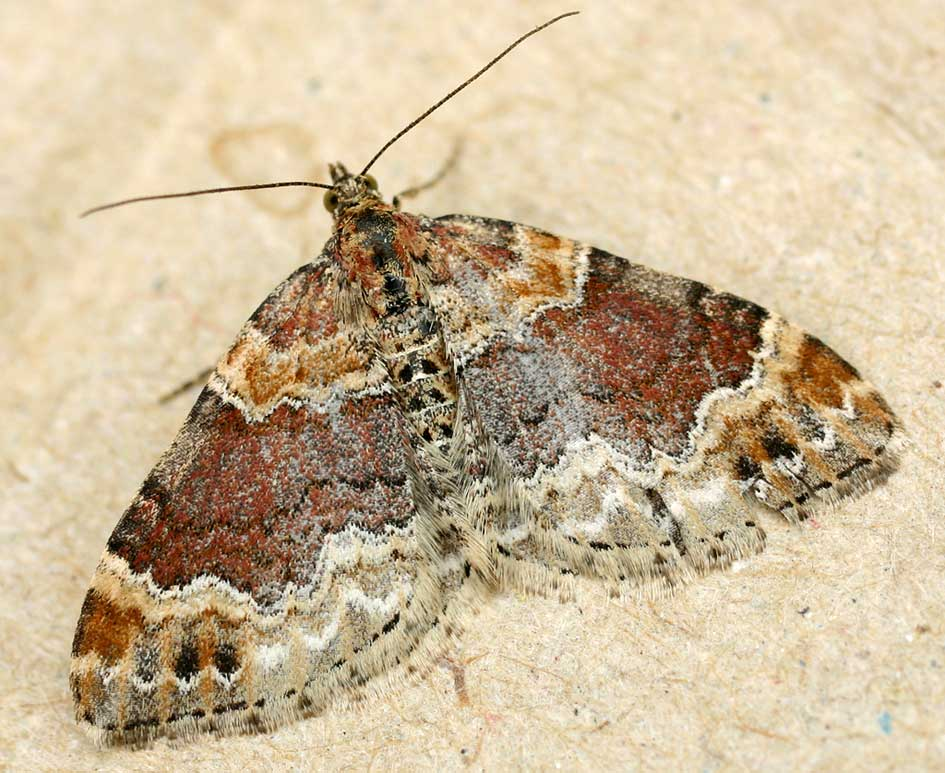
Xanthorhoe spadicearia (Denis & Schiffermüller, 1775)